# ВТБ јунајтед лига 2014/15.
ВТБ јунајтед лига 2014/15. била је шеста комплетна сезона ВТБ јунајтед лиге. То је такође била друга сезона у којој лига функционише као највиши кошаркашки ранг у Русији. Почела је у октобру 2014. године првим колом регуларног дела сезоне, а завршила се у јуну 2015. године последњом утакмицом финала.
ЦСКА Москва је одбранио шампионску титулу. 

## Измене формата
Жреб такмичења одржан је 20. јула 2014. године у Москви. Сматрало се да ће учествовати 22 екипе, међутим  4 екипе су одустале од такмичења: Азовмаш, Доњецк, Спартак Санкт Петербург и Туров Згожелец. Један учесник је требало да добије позивницу. 25. јула 2014. године постало је познато да Ритас и Нептунас неће учествовати у предстојећој сезони ВТБ јунајтед лиге. Дана 22. августа 2014. званично је објављено да ће на турниру учествовати 16 екипа. Дебитанти у лиги били су: Автодор и Бизонс. Поред њих, очекивало се да ће дебитовати и Дзукија, Лијеткабелис и Невежис, али су одустали због одлуке Литванске кошаркашке лиге да прошири регуларни део сезоне на 40 кола. Тријумф Љуберци, након селидбе у Санкт Петербургу, променио је назив у Зенит. На крају је одлучено да 16 екипа у регуларном делу сезоне одиграју 30 кола. На крају регуларног дела 8 најбољих екипа пласираће се у плеј-оф.

## Тимови
Укупно 16 тимова из седам земаља такмичи се у лиги, укључујући десет из Русије, једну из Белорусије, једну из Естоније, једну из Казахстана, једну из Летоније, Једну из Финске и једну из Чешке.

### Учесници у сезони 2014/15.
| Екипа                 | Град            | Арена                          | Капацитет |
| --------------------- | --------------- | ------------------------------ | --------- |
| Астана                | Астана          | Сарјарка велодром              | 9,270     |
| Автодор Саратов       | Саратов         | ПС Кристал                     | 5,500     |
| Зенит Санкт Петербург | Санкт Петербург | Сибур арена                    | 7,120     |
| Јенисеј               | Краснојарск     | Спортска палата Иван Јаригин   | 3,347     |
| Краснаја крила        | Самара          | МТЛ арена                      | 2,500     |
| Красни октјабр        | Волгоград       | Палата спортова Волгоград      | 3,700     |
| Локомотива Кубањ      | Краснодар       | Баскет хол арена               | 7,500     |
| Нижњи Новгород        | Нижњи Новгород  | Палата спортова Нижњи Новгород | 5,500     |
| УНИКС                 | Казањ           | Баскет хол Казањ               | 7,000     |
| Химки                 | Химки           | Химки кошаркашки центар        | 4,000     |
| ЦСКА Москва           | Москва          | УСК ЦСКА                       | 5,000     |
| Бизонс                | Лоима           | Спортска хала Лоима            | 1,500     |
| ВЕФ Рига              | Рига            | Арена Рига                     | 12,000    |
| Калев                 | Талин           | Саку Сурхаљ                    | 5,500     |
| Нимбурк               | Нимбурк         | Спортска хала Нимбурк          | 1,000     |
| Цмоки-Минск           | Минск           | Минск арена                    | 15,000    |

### Табела
|    | Тим                   | Игр. | Поб. | Изг. | П+   | П-   | П+/- | Бод |
| -- | --------------------- | ---- | ---- | ---- | ---- | ---- | ---- | --- |
| 1  | ЦСКА Москва           | 30   | 26   | 4    | 2713 | 2151 | +562 | 56  |
| 2  | Химки                 | 30   | 25   | 5    | 2647 | 2336 | +311 | 55  |
| 3  | Локомотива Кубањ      | 30   | 23   | 7    | 2582 | 2242 | +340 | 53  |
| 4  | Зенит Санкт Петербург | 30   | 22   | 8    | 2499 | 2362 | +137 | 52  |
| 5  | Нижњи Новгород        | 30   | 19   | 11   | 2479 | 2390 | +89  | 49  |
| 6  | УНИКС                 | 30   | 19   | 11   | 2287 | 2189 | +98  | 49  |
| 7  | Автодор Саратов       | 30   | 17   | 13   | 2718 | 2649 | +69  | 47  |
| 8  | Астана                | 30   | 13   | 17   | 2385 | 2458 | -73  | 43  |
| 9  | Калев                 | 30   | 13   | 17   | 2323 | 2587 | -264 | 43  |
| 10 | ВЕФ                   | 30   | 12   | 18   | 2375 | 2401 | -26  | 42  |
| 11 | Јенисеј               | 30   | 10   | 20   | 2567 | 2653 | -86  | 40  |
| 12 | Красни октјабр        | 30   | 9    | 21   | 2353 | 2505 | -152 | 39  |
| 13 | Бизонс                | 30   | 9    | 21   | 2383 | 2500 | -117 | 39  |
| 14 | Нимбурк               | 30   | 9    | 21   | 2396 | 2509 | -113 | 39  |
| 15 | Цмоки-Минск           | 30   | 7    | 23   | 2345 | 2665 | -320 | 37  |
| 16 | Краснаја крила        | 30   | 7    | 23   | 2060 | 2515 | -455 | 37  |

Легенда:

## Редовна сезона
Први део такмичења се одвија по двоструком бод-систему, свако са сваким игра по једну утакмицу на домаћем и једну на гостујућем терену.

### Резултати
Домаћини су наведени у левој колони.
| Екипа   | АВТ     | АСТ    | БИЗ    | ВЕФ    | ЗЕН     | ЈЕН    | КАЛ    | КК     | КО    | ЛОК   | НН     | НИМ    | УНИ    | ХИМ    | ЦМО    | ЦСК     |
| ------- | ------- | ------ | ------ | ------ | ------- | ------ | ------ | ------ | ----- | ----- | ------ | ------ | ------ | ------ | ------ | ------- |
| Автодор | XXX     | 83:94  | 103:83 | 83:98  | 93:83   | 98:87  | 85:66  | 105:99 | 99:93 | 92:88 | 88:93  | 101:97 | 87:69  | 101:76 | 100:81 | 79:91   |
| Астана  | 86:85   | XXX    | 80:90  | 79:78  | 76:92   | 86:95  | 93:72  | 95:88  | 94:76 | 81:70 | 72:79  | 82:84  | 87:67  | 88:93  | 100:81 | 60:78   |
| БИЗ     | 83:89   | 85:76  | XXX    | 63:88  | 63:76   | 108:71 | 79:83  | 100:43 | 69:82 | 82:77 | 75:80  | 85:93  | 76:82  | 84:87  | 102:79 | 63:78   |
| ВЕФ     | 100:82  | 61:75  | 78:62  | XXX    | 88:93   | 77:75  | 89:95  | 67:70  | 75:76 | 72:78 | 59:82  | 86:78  | 75:82  | 77:84  | 86:61  | 72:87   |
| ЗЕН     | 94:86   | 85:88  | 100:85 | 88:81  | XXX     | 89:73  | 79:69  | 83:52  | 89:85 | 74:89 | 80:60  | 95:91  | 89:87  | 65:63  | 85:78  | 57:81   |
| ЈЕН     | 90:85   | 81:83  | 99:79  | 81:88  | 104:108 | XXX    | 83:87  | 101:76 | 87:89 | 74:95 | 73:86  | 81:77  | 85:81  | 79:89  | 88:94  | 79:83   |
| КАЛ     | 77:91   | 63:65  | 85:79  | 88:85  | 65:84   | 66:111 | XXX    | 75:71  | 82:80 | 83:99 | 110:76 | 77:70  | 69:84  | 70:94  | 93:84  | 79:113  |
| КК      | 80:97   | 50:72  | 65:92  | 46:87  | 84:86   | 77:72  | 65:75  | XXX    | 73:66 | 64:96 | 73:78  | 95:84  | 59:52  | 95:102 | 77:71  | 41:85   |
| КО      | 82:83   | 84:72  | 75:83  | 84:69  | 67:70   | 86:92  | 82:83  | 78:75  | XXX   | 79:94 | 74:96  | 82:76  | 107:74 | 80:94  | 92:88  | 88:101  |
| ЛОК     | 89:85   | 105:79 | 111:69 | 84:89  | 86:64   | 98:81  | 114:51 | 91:59  | 82:61 | XXX   | 88:82  | 99:95  | 74:72  | 67:87  | 85:80  | 81:73   |
| НН      | 91:85   | 95:88  | 79:65  | 102:72 | 74:82   | 93:83  | 82:71  | 84:88  | 92:85 | 71:60 | XXX    | 89:80  | 80:84  | 86:94  | 70:65  | 59:84   |
| НИМ     | 96:86   | 86:67  | 70:74  | 84:90  | 80:84   | 99:87  | 73:92  | 77:68  | 71:74 | 67:82 | 86:81  | XXX    | 62:81  | 72:80  | 79:65  | 73:86   |
| УНИ     | 81:78   | 72:70  | 85:80  | 64:52  | 73:66   | 107:74 | 90:68  | 83:56  | 82:66 | 50:60 | 78:89  | 76:62  | XXX    | 75:73  | 84:70  | 73:75   |
| ХИМ     | 89:63   | 93:64  | 94:73  | 96:87  | 81:76   | 83:101 | 96:60  | 95:54  | 86:80 | 85:78 | 86:82  | 94:82  | 80:56  | XXX    | 98:77  | 107:104 |
| ЦМО     | 99:119  | 94:86  | 93:82  | 70:71  | 58:97   | 84:91  | 89:88  | 74:66  | 89:84 | 65:82 | 79:93  | 68:85  | 83:88  | 82:108 | XXX    | 68:109  |
| ЦСК     | 104:107 | 89:63  | 99:70  | 107:78 | 102:86  | 92:79  | 102:81 | 92:51  | 81:54 | 76:78 | 83:75  | 102:67 | 75:51  | 78:60  | 93:72  | XXX     |

## 1. коло
| 8. октобар 2014 19:00 | Детаљи | КК Краснаја крила                                                              | 95 : 84 | Нимбурк                                             | «МТЛ арена», Самара Гледаоци: 1.400 Судије: Аре Халико, Војцех Лишка, Јевгениј Михејев |  |
| 8. октобар 2014 19:00 | Детаљи | Четвртине: 22:19, 22:21, 26:19, 25:25                                          |         |                                                     | «МТЛ арена», Самара Гледаоци: 1.400 Судије: Аре Халико, Војцех Лишка, Јевгениј Михејев |  |
| 8. октобар 2014 19:00 | Детаљи | Поени: Скот Рејнолдс 24 Скокови: Кервин Бристол 9 Асистенције: Скот Рејнолдс 6 |         | Дарије Вошингтон 18 Петр Бенда 6 Дарије Вошингтон 4 | «МТЛ арена», Самара Гледаоци: 1.400 Судије: Аре Халико, Војцех Лишка, Јевгениј Михејев |  |

| 8. октобар 2014 19:00 | Детаљи | ЦСКА                                                                     | 99 : 70 | Бизонс                                      | УСК ЦСКА, Москва Гледаоци: 1.512 Судије: Здравко Рутешић, Александар Сирица, Петр Пастушек |  |
| 8. октобар 2014 19:00 | Детаљи | Четвртине: 30:14, 20:14, 25:18, 24:24                                    |         |                                             | УСК ЦСКА, Москва Гледаоци: 1.512 Судије: Здравко Рутешић, Александар Сирица, Петр Пастушек |  |
| 8. октобар 2014 19:00 | Детаљи | Поени: Сони Вимс 15 Скокови: Арон Џексон 9 Асистенције: Милош Теодосић 6 |         | Травис Нелсон 18 Ијан Хамер 7 Арон Џонсон 6 | УСК ЦСКА, Москва Гледаоци: 1.512 Судије: Здравко Рутешић, Александар Сирица, Петр Пастушек |  |

| 8. октобар 2014 20:00 | Детаљи | Нижњи Новгород                                                                                    | 92 : 85 | Красни октјабр                                                    | Палата спортова Нижњи Новгород, Нижњи Новгород Гледаоци: 1.500 Судије: Антон Махлин, Семјон Овинов, Јевгениј Ветров |  |
| 8. октобар 2014 20:00 | Детаљи | Четвртине: 25:19, 12:17, 26:25, 29:24                                                             |         |                                                                   | Палата спортова Нижњи Новгород, Нижњи Новгород Гледаоци: 1.500 Судије: Антон Махлин, Семјон Овинов, Јевгениј Ветров |  |
| 8. октобар 2014 20:00 | Детаљи | Поени: Треј Томпкинс 19 Скокови: Тејлор Рочести, Треј Томпкинс по 7 Асистенције: Тејлор Рочести 7 |         | Ди Џеј Кенеди, Бернар Кинг по 22 Маркус Казин 9 Антон Понкрашов 7 | Палата спортова Нижњи Новгород, Нижњи Новгород Гледаоци: 1.500 Судије: Антон Махлин, Семјон Овинов, Јевгениј Ветров |  |

| 9. октобар 2014 19:00 | Детаљи | УНИКС                                                                              | 81 : 78 | Автодор                                              | «Баскет хол Казањ», Казањ Гледаоци: 3.000 Судије: Иља Путенко, Владимир Охрименко, Игор Деменков |  |
| 9. октобар 2014 19:00 | Детаљи | Четвртине: 21:15, 17:19, 10:18, 33:26                                              |         |                                                      | «Баскет хол Казањ», Казањ Гледаоци: 3.000 Судије: Иља Путенко, Владимир Охрименко, Игор Деменков |  |
| 9. октобар 2014 19:00 | Детаљи | Поени: Џејмс Вајт 16 Скокови: Костас Кајмакоглу 8 Асистенције: Костас Кајмакоглу 9 |         | Кортни Фортсон 18 Артјом Клименко 9 Кортни Фортсон 5 | «Баскет хол Казањ», Казањ Гледаоци: 3.000 Судије: Иља Путенко, Владимир Охрименко, Игор Деменков |  |

| 9. октобар 2014 19:30 | Детаљи | ВЕФ                                                                             | 77 : 75 | Јенисеј                                           | «Арена Рига», Рига Гледаоци: 1.300 Судије: Борис Рижик, Марћин Ковалски, Пјотр Ивашков |  |
| 9. октобар 2014 19:30 | Детаљи | Четвртине: 21:15, 19:13, 15:27, 22:20                                           |         |                                                   | «Арена Рига», Рига Гледаоци: 1.300 Судије: Борис Рижик, Марћин Ковалски, Пјотр Ивашков |  |
| 9. октобар 2014 19:30 | Детаљи | Поени: Џералд Робинсон 16 Скокови: Марекс Мејерис 8 Асистенције: Кевин Дилард 6 |         | Елмедин Кикановић 17 Сава Лешић 6 Ди Џеј Купер 17 | «Арена Рига», Рига Гледаоци: 1.300 Судије: Борис Рижик, Марћин Ковалски, Пјотр Ивашков |  |

| 9. октобар 2014 20:00 | Детаљи | Локомотива Кубањ                                                                 | 114 : 51 | Калев                                        | «Баскет хол арена», Краснодар Гледаоци: 2.732 Судије: Здравко Рутешић, Александар Сирица, Петр Пастушек |  |
| 9. октобар 2014 20:00 | Детаљи | Четвртине: 32:12, 30:14, 25:19, 27:6                                             |          |                                              | «Баскет хол арена», Краснодар Гледаоци: 2.732 Судије: Здравко Рутешић, Александар Сирица, Петр Пастушек |  |
| 9. октобар 2014 20:00 | Детаљи | Поени: Ентони Рандолф 18 Скокови: Дерик Браун 4 Асистенције: Максим Григоријев 4 |          | Френк Елегар 16 Френк Елегар 9 Скот Мачадо 7 | «Баскет хол арена», Краснодар Гледаоци: 2.732 Судије: Здравко Рутешић, Александар Сирица, Петр Пастушек |  |

| 11. октобар 2014 16:00 | Детаљи | Цмоки-Минск                                                                  | 82 : 108 | Химки                                               | «Минск арена», Минск Гледаоци: 2.100 Судије: Борис Рижик, Арнис Озолс, Гинтарас Виткаускас |  |
| 11. октобар 2014 16:00 | Детаљи | Четвртине: 17:30, 18:30, 19:21, 28:27                                        |          |                                                     | «Минск арена», Минск Гледаоци: 2.100 Судије: Борис Рижик, Арнис Озолс, Гинтарас Виткаускас |  |
| 11. октобар 2014 16:00 | Детаљи | Поени: Виталиј Љутич 20 Скокови: Иван Мараш 6 Асистенције: Бранко Мирковић 5 |          | Петери Копонен 15 Тајлер Ханикат 10 Марко Поповић 7 | «Минск арена», Минск Гледаоци: 2.100 Судије: Борис Рижик, Арнис Озолс, Гинтарас Виткаускас |  |

| 22. април 2015 20:00 | Детаљи | Зенит                                                                           | 85 : 88 | Астана                                                                        | «Сибур арена», Санкт Петербург Гледаоци: 2.500 Судије: Роберт Виклицки, Оскарс Лучис, Александар Сирица |  |
| 22. април 2015 20:00 | Детаљи | Четвртине: 16:18, 22:26, 26:21, 21:23                                           |         |                                                                               | «Сибур арена», Санкт Петербург Гледаоци: 2.500 Судије: Роберт Виклицки, Оскарс Лучис, Александар Сирица |  |
| 22. април 2015 20:00 | Детаљи | Поени: Камерон Џоунс 19 Скокови: Ди Џеј Стивенс 10 Асистенције: Артјом Вихров 6 |         | Рашид Махалбашић 32 Антон Пономарјов, Анатолиј Колесников по 10 Џери Џонсон 9 | «Сибур арена», Санкт Петербург Гледаоци: 2.500 Судије: Роберт Виклицки, Оскарс Лучис, Александар Сирица |  |

## 2. коло
| 6. октобар 2014 19:30 | Детаљи | Химки                                                                         | 89 : 63 | Автодор                                               | Кошаркашки центар Химки, Химки Гледаоци: 1.400 Судије: Олег Латишев, Алексеј Давидов, Александар Романов |  |
| 6. октобар 2014 19:30 | Детаљи | Четвртине: 19:24, 25:11, 20:14, 25:14                                         |         |                                                       | Кошаркашки центар Химки, Химки Гледаоци: 1.400 Судије: Олег Латишев, Алексеј Давидов, Александар Романов |  |
| 6. октобар 2014 19:30 | Детаљи | Поени: Жофре Ловерњ 24 Скокови: Тајлер Ханикат 17 Асистенције: Егор Вјалцев 8 |         | Артјом Клименко 7 Травис Питерсон 9 Артјом Клименко 4 | Кошаркашки центар Химки, Химки Гледаоци: 1.400 Судије: Олег Латишев, Алексеј Давидов, Александар Романов |  |

| 12. октобар 2014 16:00 | Детаљи | Нимбурк                                                                             | 86 : 67 | Астана                                        | Спортска хала Нимбурк, Нимбурк Гледаоци: 720 Судије: Сергеј Зашчук, Алексеј Давидов, Петер Зениш |  |
| 12. октобар 2014 16:00 | Детаљи | Четвртине: 26:17, 21:19, 17:9, 22:22                                                |         |                                               | Спортска хала Нимбурк, Нимбурк Гледаоци: 720 Судије: Сергеј Зашчук, Алексеј Давидов, Петер Зениш |  |
| 12. октобар 2014 16:00 | Детаљи | Поени: Дарије Вошингтон 18 Скокови: Честер Симонс 9 Асистенције: Дарије Вошингтон 7 |         | Лукша Андрић 20 Лукша Андрић 14 Џери Џонсон 6 | Спортска хала Нимбурк, Нимбурк Гледаоци: 720 Судије: Сергеј Зашчук, Алексеј Давидов, Петер Зениш |  |

| 12. октобар 2014 17:00 | Детаљи | ВЕФ                                                                                                | 75 : 76 | Красни октјабр                                                      | «Арена Рига», Рига Гледаоци: 1.000 Судије: Роберт Виклицки, Јоханес Сарекоски, Танел Суслов |  |
| 12. октобар 2014 17:00 | Детаљи | Четвртине: 16:21, 24:16, 23:16, 12:23                                                              |         |                                                                     | «Арена Рига», Рига Гледаоци: 1.000 Судије: Роберт Виклицки, Јоханес Сарекоски, Танел Суслов |  |
| 12. октобар 2014 17:00 | Детаљи | Поени: Џералд Робинсон 30 Скокови: Бамба Фол 9 Асистенције: Џералд Робинсон, Анжејс Пасечникс по 3 |         | Дејвид Кенеди 19 Дејвид Кенеди, Катберт Виктор по 9 Дејвид Кенеди 5 | «Арена Рига», Рига Гледаоци: 1.000 Судије: Роберт Виклицки, Јоханес Сарекоски, Танел Суслов |  |

| 12. октобар 2014 17:40 | Детаљи | Нижњи Новгород                                                                     | 82 : 71 | Калев                                          | Палата спортова Нижњи Новгород, Нижњи Новгород Гледаоци: 1.500 Судије: Арнис Озолс, Милош Кољешнић, Пјотр Ивашков |  |
| 12. октобар 2014 17:40 | Детаљи | Четвртине: 16:20, 20:17, 25:15, 21:19                                              |         |                                                | Палата спортова Нижњи Новгород, Нижњи Новгород Гледаоци: 1.500 Судије: Арнис Озолс, Милош Кољешнић, Пјотр Ивашков |  |
| 12. октобар 2014 17:40 | Детаљи | Поени: Тејлор Рочести 23 Скокови: Артјом Параховски 12 Асистенције: Теренс Кинси 4 |         | Френк Елегар 26 Френк Елегар 14 Скот Мачадо 10 | Палата спортова Нижњи Новгород, Нижњи Новгород Гледаоци: 1.500 Судије: Арнис Озолс, Милош Кољешнић, Пјотр Ивашков |  |

| 12. октобар 2014 17:00 | Детаљи | Зенит                                                                 | 89 : 73 | Јенисеј                                                                  | «Сибур арена», Санкт Петербург Гледаоци: 4.000 Судије: Аре Халико, Јевгениј Ветров, Јевгениј Островски |  |
| 12. октобар 2014 17:00 | Детаљи | Четвртине: 24:14, 24:21, 17:23, 24:15                                 |         |                                                                          | «Сибур арена», Санкт Петербург Гледаоци: 4.000 Судије: Аре Халико, Јевгениј Ветров, Јевгениј Островски |  |
| 12. октобар 2014 17:00 | Детаљи | Поени: Волтер Хоџ 22 Скокови: Кајл Ландри 7 Асистенције: Волтер Хоџ 8 |         | Павел Сергејев 16 Коста Перовић 8 Вјачеслав Зајцев и Павел Сергејев по 3 | «Сибур арена», Санкт Петербург Гледаоци: 4.000 Судије: Аре Халико, Јевгениј Ветров, Јевгениј Островски |  |

| 12. октобар 2014 18:00 | Детаљи | Локомотива Кубањ                                                                      | 81 : 73 | ЦСКА                                            | «Баскет хол арена», Краснодар Гледаоци: 5.600 Судије: Фернандо Роша, Урош Оберкнежевић, Семјон Овинов |  |
| 12. октобар 2014 18:00 | Детаљи | Четвртине: 22:17, 16:16, 17:20, 26:20                                                 |         |                                                 | «Баскет хол арена», Краснодар Гледаоци: 5.600 Судије: Фернандо Роша, Урош Оберкнежевић, Семјон Овинов |  |
| 12. октобар 2014 18:00 | Детаљи | Поени: Максим Григоријев 18 Скокови: Ричард Хендрикс 11 Асистенције: Малком Делејни 8 |         | Милош Теодосић 22 Кајл Хајнс 7 Милош Теодосић 5 | «Баскет хол арена», Краснодар Гледаоци: 5.600 Судије: Фернандо Роша, Урош Оберкнежевић, Семјон Овинов |  |

| 12. октобар 2014 18:00 | Детаљи | УНИКС                                                                     | 85 : 80 | Бизонс                                       | «Баскет хол Казањ», Казањ Гледаоци: 3.000 Судије: Оскарс Лучис, Вјацлав Лукеш, Владислав Исаченко |  |
| 12. октобар 2014 18:00 | Детаљи | Четвртине: 17:25, 23:17, 21:19, 24:19                                     |         |                                              | «Баскет хол Казањ», Казањ Гледаоци: 3.000 Судије: Оскарс Лучис, Вјацлав Лукеш, Владислав Исаченко |  |
| 12. октобар 2014 18:00 | Детаљи | Поени: Кит Лангфорд 19 Скокови: Диор Фишер 8 Асистенције: Кертис Џерелс 7 |         | Арон Џонсон 14 Вилијам Харис 7 Арон Џонсон 6 | «Баскет хол Казањ», Казањ Гледаоци: 3.000 Судије: Оскарс Лучис, Вјацлав Лукеш, Владислав Исаченко |  |

| 14. октобар 2014 19:00 | Детаљи | Красни октјабр                                                                    | 77 : 71 | Цмоки-Минск                                        | «МТЛ арена», Самара Гледаоци: 1.600 Судије: Фернандо Роша, Јурис Кокаинис, Вјацлав Лукеш |  |
| 14. октобар 2014 19:00 | Детаљи | Четвртине: 18:14, 20:21, 12:24, 27:12                                             |         |                                                    | «МТЛ арена», Самара Гледаоци: 1.600 Судије: Фернандо Роша, Јурис Кокаинис, Вјацлав Лукеш |  |
| 14. октобар 2014 19:00 | Детаљи | Поени: Скоти Рејнолдс 31 Скокови: Кервин Бристол 13 Асистенције: Скоти Рејнолдс 7 |         | Иван Мараш 19 Иван Мараш 8 Александар Кудрјавцев 8 | «МТЛ арена», Самара Гледаоци: 1.600 Судије: Фернандо Роша, Јурис Кокаинис, Вјацлав Лукеш |  |

## 3. коло
| 18. октобар 2014 17:00 | Детаљи | Красни октјабр                                                                | 82 : 83 | Калев                                           | Палата спортова Волгоград, Волгоград Гледаоци: 2.846 Судије: Петри Ментиле, Александар Сирица, Артурас Шукис |  |
| 18. октобар 2014 17:00 | Детаљи | Четвртине: 23:16, 18:25, 11:20, 30:22                                         |         |                                                 | Палата спортова Волгоград, Волгоград Гледаоци: 2.846 Судије: Петри Ментиле, Александар Сирица, Артурас Шукис |  |
| 18. октобар 2014 17:00 | Детаљи | Поени: Дејвид Кенеди 22 Скокови: Катберт Виктор 7 Асистенције: Деандре Кејн 6 |         | Скот Мачадо 22 Френк Елегар 12 Рајан Вајдеман 6 | Палата спортова Волгоград, Волгоград Гледаоци: 2.846 Судије: Петри Ментиле, Александар Сирица, Артурас Шукис |  |

| 19. октобар 2014 14:30 | Детаљи | Астана                                                                         | 81 : 70 | Локомотива Кубањ                                  | «Сарјарка велодром», Астана Гледаоци: 2.400 Судије: Саша Пукл, Сергеј Чебишев, Андреј Шарапа |  |
| 19. октобар 2014 14:30 | Детаљи | Четвртине: 26:19, 14:17, 20:20, 21:14                                          |         |                                                   | «Сарјарка велодром», Астана Гледаоци: 2.400 Судије: Саша Пукл, Сергеј Чебишев, Андреј Шарапа |  |
| 19. октобар 2014 14:30 | Детаљи | Поени: Џејковен Браун 21 Скокови: Пет Калатес 17 Асистенције: Џејковен Браун 6 |         | Никита Курбанов 15 Ричард Хендрикс 6 Арон Мајлс 7 | «Сарјарка велодром», Астана Гледаоци: 2.400 Судије: Саша Пукл, Сергеј Чебишев, Андреј Шарапа |  |

| 19. октобар 2014 16:00 | Детаљи | Нимбурк                                                              | 96 : 86 | Автодор                                                | Спортска хала Нимбурк, Нимбурк Гледаоци: 620 Судије: Дариус Шчерба, Борис Габара, Рајн Пенарди |  |
| 19. октобар 2014 16:00 | Детаљи | Четвртине: 19:23, 30:24, 25:22, 22:17                                |         |                                                        | Спортска хала Нимбурк, Нимбурк Гледаоци: 620 Судије: Дариус Шчерба, Борис Габара, Рајн Пенарди |  |
| 19. октобар 2014 16:00 | Детаљи | Поени: Петр Бенда 23 Скокови: Јиржи Велш 8 Асистенције: Јиржи Велш 8 |         | Травис Питерсон 28 Травис Питерсон 10 Кортни Фортсон 6 | Спортска хала Нимбурк, Нимбурк Гледаоци: 620 Судије: Дариус Шчерба, Борис Габара, Рајн Пенарди |  |

| 19. октобар 2014 16:00 | Детаљи | Бизонс                                                                    | 102 : 79 | Цмоки-Минск                                        | Спортска хала Лоима, Лоима Судије: Ингус Бауманис, Аре Халико, Алексеј Чудин |  |
| 19. октобар 2014 16:00 | Детаљи | Четвртине: 28:26, 23:9, 20:21, 31:23                                      |          |                                                    | Спортска хала Лоима, Лоима Судије: Ингус Бауманис, Аре Халико, Алексеј Чудин |  |
| 19. октобар 2014 16:00 | Детаљи | Поени: Вилијам Харис 22 Скокови: Ијан Хамер 10 Асистенције: Арон Џонсон 7 |          | Павел Улијанко 18 Рашон Фримен 7 Бранко Мирковић 4 | Спортска хала Лоима, Лоима Судије: Ингус Бауманис, Аре Халико, Алексеј Чудин |  |

| 19. октобар 2014 18:00 | Детаљи | Химки                                                                     | 96 : 87 | ВЕФ                                       | Кошаркашки центар Химки, Химки Гледаоци: 1.800 Судије: Емин Могулкоч, Александар Глишић, Артурас Шукис |  |
| 19. октобар 2014 18:00 | Детаљи | Четвртине: 25:24, 20:23, 24:19, 27:21                                     |         |                                           | Кошаркашки центар Химки, Химки Гледаоци: 1.800 Судије: Емин Могулкоч, Александар Глишић, Артурас Шукис |  |
| 19. октобар 2014 18:00 | Детаљи | Поени: Жофре Ловерњ 18 Скокови: Тајлер Ханикат Асистенције: Сергеј Моња 6 |         | Кевин Дилард 18 Јанис Тима 6 Јанис Тима 7 | Кошаркашки центар Химки, Химки Гледаоци: 1.800 Судије: Емин Могулкоч, Александар Глишић, Артурас Шукис |  |

| 19. октобар 2014 18:00 | Детаљи | УНИКС                                                                             | 73 : 66 | Зенит                                         | «Баскет хол арена», Казань Гледаоци: 1.500 Судије: Роберт Виклицки, Сергеј Михаилов, Алексеј Давидов |  |
| 19. октобар 2014 18:00 | Детаљи | Четвртине: 23:15, 15:15, 13:24, 22:12                                             |         |                                               | «Баскет хол арена», Казань Гледаоци: 1.500 Судије: Роберт Виклицки, Сергеј Михаилов, Алексеј Давидов |  |
| 19. октобар 2014 18:00 | Детаљи | Поени: Кертис Џерелс 14 Скокови: Костас Кајмакоглу 5 Асистенције: Кертис Џерелс 5 |         | Вејнн Хоџ 14 Кајл Ландри 14 Дмитриј Кулагин 4 | «Баскет хол арена», Казань Гледаоци: 1.500 Судије: Роберт Виклицки, Сергеј Михаилов, Алексеј Давидов |  |

| 20. октобар 2014 19:00 | Детаљи | Красни октјабр                                                                    | 73 : 78 | Нижњи Новгород                                   | «МТЛ арена», Самара Гледаоци: 1.300 Судије: Сергеј Круг, Иља Путенко, Јевгениј Ветров |  |
| 20. октобар 2014 19:00 | Детаљи | Четвртине: 18:15, 17:22, 15:15, 23:26                                             |         |                                                  | «МТЛ арена», Самара Гледаоци: 1.300 Судије: Сергеј Круг, Иља Путенко, Јевгениј Ветров |  |
| 20. октобар 2014 19:00 | Детаљи | Поени: Кервин Бристол 17 Скокови: Кервин Бристол 9 Асистенције: Виктор Зарјажко 5 |         | Теренс Кинси 16 Артјом Параховски Тејлор Рочести | «МТЛ арена», Самара Гледаоци: 1.300 Судије: Сергеј Круг, Иља Путенко, Јевгениј Ветров |  |

| 20. октобар 2014 19:00 | Детаљи | ЦСКА                                                                                 | 92 : 79 | Јенисеј                                      | УСК ЦСКА, Москва Гледаоци: 1.500 Судије: Саша Пукл, Семјон Овинов, Александар Романов |  |
| 20. октобар 2014 19:00 | Детаљи | Четвртине: 20:13, 16:22, 35:19, 21:25                                                |         |                                              | УСК ЦСКА, Москва Гледаоци: 1.500 Судије: Саша Пукл, Семјон Овинов, Александар Романов |  |
| 20. октобар 2014 19:00 | Детаљи | Поени: Виталиј Фридзон 21 Скокови: Андреј Воронцевич 9 Асистенције: Милош Теодосић 6 |         | Ди Џеј Купер 15 Терико Вајт 4 Ди Џеј Купер 6 | УСК ЦСКА, Москва Гледаоци: 1.500 Судије: Саша Пукл, Семјон Овинов, Александар Романов |  |

## 4. коло
| 6. октобар 2014 20:00 | Детаљи | Зенит                                                                      | 95 : 91 | Нимбурк                                            | «Сибур арена», Санкт Петербург Гледаоци: 4.470 Судије: Арнис Озолс, Петри Ментиле, Јевгениј Михејев |  |
| 6. октобар 2014 20:00 | Детаљи | Четвртине: 21:15, 18:19, 22:24, 17:20                                      |         |                                                    | «Сибур арена», Санкт Петербург Гледаоци: 4.470 Судије: Арнис Озолс, Петри Ментиле, Јевгениј Михејев |  |
| 6. октобар 2014 20:00 | Детаљи | Поени: Дејан Боровњак 23 Скокови: Кајл Ландри 11 Асистенције: Волтер Хоџ 9 |         | Радослав Ранчик 19 Дарије Вошингтон 9 Јиржи Велш 6 | «Сибур арена», Санкт Петербург Гледаоци: 4.470 Судије: Арнис Озолс, Петри Ментиле, Јевгениј Михејев |  |

| 15. октобар 2014 19:10 | Детаљи | Јенисеј                                                                               | 99 : 79 | Бизонс                                    | Спортска палата Иван Јаригин, Краснојарск Гледаоци: 1.800 Судије: Јакуб Замојски, Петр Хруша |  |
| 15. октобар 2014 19:10 | Детаљи | Четвртине: 22:24, 27:19, 28:15, 22:21                                                 |         |                                           | Спортска палата Иван Јаригин, Краснојарск Гледаоци: 1.800 Судије: Јакуб Замојски, Петр Хруша |  |
| 15. октобар 2014 19:10 | Детаљи | Поени: Елмедин Кикановић 19 Скокови: Елмедин Кикановић 6 Асистенције: Ди Џеј Купер 13 |         | Ијан Хамер 17 Ијан Хаммер 5 Ропе Ахонен 7 | Спортска палата Иван Јаригин, Краснојарск Гледаоци: 1.800 Судије: Јакуб Замојски, Петр Хруша |  |

| 25. октобар 2014 17:00 | Детаљи | Цмоки-Минск                                                                    | 70 : 71 | ВЕФ                                          | «Минск арена», Минск Гледаоци: 2.000 Судије: Томас Јасевичијус, Марек Малишевски, Сергеј Михаилов |  |
| 25. октобар 2014 17:00 | Детаљи | Четвртине: 22:12, 14:14, 20:21, 14:24                                          |         |                                              | «Минск арена», Минск Гледаоци: 2.000 Судије: Томас Јасевичијус, Марек Малишевски, Сергеј Михаилов |  |
| 25. октобар 2014 17:00 | Детаљи | Поени: Рашон Фримен 16 Скокови: Рашон Фримен 11 Асистенције: Бранко Мирковић 8 |         | Јанис Тима 24 Бамба Фол 10 Ингус Јаковичс 11 | «Минск арена», Минск Гледаоци: 2.000 Судије: Томас Јасевичијус, Марек Малишевски, Сергеј Михаилов |  |

| 25. октобар 2014 17:00 | Детаљи | Астана                                                                      | 94 : 76 | Красни октјабр                                   | «Сарјарка велодром», Астана Гледаоци: 2.480 Судије: Борис Шуљга, Јурис Кокаинис, Пјотр Ивашков |  |
| 25. октобар 2014 17:00 | Детаљи | Четвртине: 18:8, 24:24, 26:22, 26:22                                        |         |                                                  | «Сарјарка велодром», Астана Гледаоци: 2.480 Судије: Борис Шуљга, Јурис Кокаинис, Пјотр Ивашков |  |
| 25. октобар 2014 17:00 | Детаљи | Поени: Џејкован Браун 24 Скокови: Пет Калатес 18 Асистенције: Џери Џонсон 9 |         | Дејвид Кенеди 14 Ромео Травис 6 Деандре Лигинс 6 | «Сарјарка велодром», Астана Гледаоци: 2.480 Судије: Борис Шуљга, Јурис Кокаинис, Пјотр Ивашков |  |

| 26. октобар 2014 13:00 | Детаљи | ЦСКА                                                                                 | 78 : 60 | Химки                                         | УСК ЦСКА, Москва Гледаоци: 4.211 Судије: Сретен Радовић, Олег Латишев, Иља Путенко |  |
| 26. октобар 2014 13:00 | Детаљи | Четвртине: 26:13, 17:16, 16:17, 19:14                                                |         |                                               | УСК ЦСКА, Москва Гледаоци: 4.211 Судије: Сретен Радовић, Олег Латишев, Иља Путенко |  |
| 26. октобар 2014 13:00 | Детаљи | Поени: Милош Теодосић 27 Скокови: Андреј Воронцевич 9 Асистенције: Милош Теодосић 10 |         | Тајрис Рајс 18 Џејмс Огастин 11 Тајрис Рајс 4 | УСК ЦСКА, Москва Гледаоци: 4.211 Судије: Сретен Радовић, Олег Латишев, Иља Путенко |  |

| 26. октобар 2014 17:00 | Детаљи | Калев                                                                         | 75 : 71 | Краснаја крила                                       | «Саку Сурхаљ», Талин Гледаоци: 1.500 Судије: Оскарс Лучис, Станислав Кучера, Андреј Шарапа |  |
| 26. октобар 2014 17:00 | Детаљи | Четвртине: 19:9, 23:21, 19:11, 14:30                                          |         |                                                      | «Саку Сурхаљ», Талин Гледаоци: 1.500 Судије: Оскарс Лучис, Станислав Кучера, Андреј Шарапа |  |
| 26. октобар 2014 17:00 | Детаљи | Поени: Грегор Арбет 24 Скокови: Френк Елегар 11 Асистенције: Рајан Вајдеман 6 |         | Каспарс Берзињш 17 Кервин Бристол 10 Јевгениј Фиди 4 | «Саку Сурхаљ», Талин Гледаоци: 1.500 Судије: Оскарс Лучис, Станислав Кучера, Андреј Шарапа |  |

| 27. октобар 2014 19:00 | Детаљи | Нижњи Новгород                                                                      | 91 : 85 | Автодор                                              | Палата спортова Нижњи Новгород, Нижњи Новгород Гледаоци: 1.000 Судије: Антон Махлин, Алексеј Давидов, Сергеј Михаилов |  |
| 27. октобар 2014 19:00 | Детаљи | Четвртине: 22:18, 15:21, 22:16, 18:22                                               |         |                                                      | Палата спортова Нижњи Новгород, Нижњи Новгород Гледаоци: 1.000 Судије: Антон Махлин, Алексеј Давидов, Сергеј Михаилов |  |
| 27. октобар 2014 19:00 | Детаљи | Поени: Артјом Параховски 26 Скокови: Тејлор Рочести 7 Асистенције: Тејлор Рочести 4 |         | Кортни Фортсон 19 Травис Петерсон 8 Кортни Фортсон 5 | Палата спортова Нижњи Новгород, Нижњи Новгород Гледаоци: 1.000 Судије: Антон Махлин, Алексеј Давидов, Сергеј Михаилов |  |

| 18. фебруар 2015 20:00 | Детаљи | УНИКС                                                                                       | 50 : 60 | Локомотива Кубањ                                       | «Баскет хол Казањ», Казањ Гледаоци: 3.500 Судије: Милија Војиновић, Семјон Овинов, Сергеј Михаилов |  |
| 18. фебруар 2015 20:00 | Детаљи | Четвртине: 15:13, 12:14, 17:12, 6:21                                                        |         |                                                        | «Баскет хол Казањ», Казањ Гледаоци: 3.500 Судије: Милија Војиновић, Семјон Овинов, Сергеј Михаилов |  |
| 18. фебруар 2015 20:00 | Детаљи | Поени: Кит Лангфорд, Павел Антипов по 14 Скокови: Диор Фишер 11 Асистенције: Сергеј Биков 5 |         | Ричард Хендрикс 12 Ричард Хендрикс 12 Малком Делејни 3 | «Баскет хол Казањ», Казањ Гледаоци: 3.500 Судије: Милија Војиновић, Семјон Овинов, Сергеј Михаилов |  |

## 5. коло
| 31. октобар 2014 19:00 | Детаљи | Автодор                                                                          | 100 : 81 | Цмоки-Минск                                       | ПС «Кристал», Саратов Гледаоци: 2.000 Судије: Јакуб Замојски, Петри Ментиле, Андрис Аункрогерс |  |
| 31. октобар 2014 19:00 | Детаљи | Четвртине: 23:18, 20:15, 19:19, 38:29                                            |          |                                                   | ПС «Кристал», Саратов Гледаоци: 2.000 Судије: Јакуб Замојски, Петри Ментиле, Андрис Аункрогерс |  |
| 31. октобар 2014 19:00 | Детаљи | Поени: Кортни Фортсон 18 Скокови: Александр Гудумак 9 Асистенције: Мајка Даунс 6 |          | Бранко Мирковић 20 Иван Мараш 6 Бранко Мирковић 4 | ПС «Кристал», Саратов Гледаоци: 2.000 Судије: Јакуб Замојски, Петри Ментиле, Андрис Аункрогерс |  |

| 31. октобар 2014 19:10 | Детаљи | Јенисеј                                                                    | 74 : 95 | Локомотива Кубањ                                     | Спортска палата Иван Јаригин, Краснојарск Гледаоци: 1.700 Судије: Антон Махлин, Сергеј Круг, Сергеј Бељаков. Делегат: Михаил Давидов |  |
| 31. октобар 2014 19:10 | Детаљи | Четвртине: 17:29, 15:28, 24:14, 18:24                                      |         |                                                      | Спортска палата Иван Јаригин, Краснојарск Гледаоци: 1.700 Судије: Антон Махлин, Сергеј Круг, Сергеј Бељаков. Делегат: Михаил Давидов |  |
| 31. октобар 2014 19:10 | Детаљи | Поени: Ди Џеј Купер 18 Скокови: Ди Џеј Купер 6 Асистенције: Ди Џеј Купер 9 |         | Дерик Браун 16 Ричард Хендрикс 12 Крунослав Симон 11 | Спортска палата Иван Јаригин, Краснојарск Гледаоци: 1.700 Судије: Антон Махлин, Сергеј Круг, Сергеј Бељаков. Делегат: Михаил Давидов |  |

| 2. новембар 2014 13:00 | Детаљи | Химки                                                                         | 81 : 76 | Зенит                                                        | Кошаркашки центар Химки, Химки Гледаоци: 1.500 Судије: Урош Оберкнежевић, Алексеј Давидов, Јевгениј Ветров |  |
| 2. новембар 2014 13:00 | Детаљи | Четвртине: 19:22, 25:16, 14:23, 23:15                                         |         |                                                              | Кошаркашки центар Химки, Химки Гледаоци: 1.500 Судије: Урош Оберкнежевић, Алексеј Давидов, Јевгениј Ветров |  |
| 2. новембар 2014 13:00 | Детаљи | Поени: Џејмс Огастин 17 Скокови: Џејмс Огастин 5 Асистенције: Пет играча по 2 |         | Волтер Хоџ, Јевгениј Валиев по 19 Кајл Ландри 8 Волтер Хоџ 5 | Кошаркашки центар Химки, Химки Гледаоци: 1.500 Судије: Урош Оберкнежевић, Алексеј Давидов, Јевгениј Ветров |  |

| 2. новембар 2014 16:00 | Детаљи | Нимбурк                                                                                     | 62 : 81 | УНИКС                                         | Спортска хала Нимбурк, Нимбурк Гледаоци: 620 Судије: Марћин Ковалски, Жденко Зубак, Александар Сирица |  |
| 2. новембар 2014 16:00 | Детаљи | Четвртине: 19:21, 15:25, 19:19, 9:16                                                        |         |                                               | Спортска хала Нимбурк, Нимбурк Гледаоци: 620 Судије: Марћин Ковалски, Жденко Зубак, Александар Сирица |  |
| 2. новембар 2014 16:00 | Детаљи | Поени: Дарије Вошингтон 19 Скокови: Павел Хушка 8 Асистенције: Јиржи Велш, Павел Хушка по 3 |         | Кит Лангфорд 21 Кит Лангфорд 6 Кит Лангфорд 8 | Спортска хала Нимбурк, Нимбурк Гледаоци: 620 Судије: Марћин Ковалски, Жденко Зубак, Александар Сирица |  |

| 2. новембар 2014 17:30 | Детаљи | Нижњи Новгород                                                                                         | 95 : 88 | Астана                                                          | Палата спортова Нижњи Новгород, Нижњи Новгород Гледаоци: 1.500 Судије: Аре Халико, Здравко Рутешић, Андрис Аункрогерс |  |
| 2. новембар 2014 17:30 | Детаљи | Четвртине: 18:18, 23:27, 28:14, 26:29                                                                  |         |                                                                 | Палата спортова Нижњи Новгород, Нижњи Новгород Гледаоци: 1.500 Судије: Аре Халико, Здравко Рутешић, Андрис Аункрогерс |  |
| 2. новембар 2014 17:30 | Детаљи | Поени: Артјом Параховски, Тејлор Рочести по 20 Скокови: Треј Томпкинс 12 Асистенције: Тејлор Рочести 9 |         | Џери Џонсон, Рашид Махалбашић по 20 Пет Калатес 9 Џери Џонсон 7 | Палата спортова Нижњи Новгород, Нижњи Новгород Гледаоци: 1.500 Судије: Аре Халико, Здравко Рутешић, Андрис Аункрогерс |  |

| 3. новембар 2014 13:00 | Детаљи | ЦСКА                                                                              | 81 : 54 | Красни октјабр                                                       | УСК ЦСКА, Москва Гледаоци: 2.400 Судије: Урош Оберкнежевић, Семјон Овинов, Јевгениј Ветров |  |
| 3. новембар 2014 13:00 | Детаљи | Четвртине: 12:9, 26:13, 17:12, 26:20                                              |         |                                                                      | УСК ЦСКА, Москва Гледаоци: 2.400 Судије: Урош Оберкнежевић, Семјон Овинов, Јевгениј Ветров |  |
| 3. новембар 2014 13:00 | Детаљи | Поени: Виталиј Фридзон 20 Скокови: Павел Коробков 8 Асистенције: Милош Теодосић 6 |         | Антон Понкрашов, Ромео Травис по 13 Ромео Травис 9 Антон Понкрашов 6 | УСК ЦСКА, Москва Гледаоци: 2.400 Судије: Урош Оберкнежевић, Семјон Овинов, Јевгениј Ветров |  |

| 3. новембар 2014 19:30 | Детаљи | ВЕФ                                                                         | 67 : 70 | Краснајакрила                                      | «Арена Рига», Рига Гледаоци: 1.100 Судије: Емин Могулкоч, Роман Пономаренко, Вилиус Мачиулаитис |  |
| 3. новембар 2014 19:30 | Детаљи | Четвртине: 26:15, 15:19, 13:16, 13:20                                       |         |                                                    | «Арена Рига», Рига Гледаоци: 1.100 Судије: Емин Могулкоч, Роман Пономаренко, Вилиус Мачиулаитис |  |
| 3. новембар 2014 19:30 | Детаљи | Поени: Џералд Робинсон 19 Скокови: Кевин Дилард 6 Асистенције: Јанис Тима 7 |         | Скот Рејнолдс 19 Кервин Бристол 13 Три играча по 3 | «Арена Рига», Рига Гледаоци: 1.100 Судије: Емин Могулкоч, Роман Пономаренко, Вилиус Мачиулаитис |  |

| 4. новембар 2014 19:00 | Детаљи | Бизонс                                                                       | 79 : 83 | Калев                                         | Спортска хала Лоима, Лоима Гледаоци: 1.260 Судије: Емин Могулкоч, Иља Путенко, Роман Пономаренко |  |
| 4. новембар 2014 19:00 | Детаљи | Четвртине: 26:18, 22:17, 19:23, 12:25                                        |         |                                               | Спортска хала Лоима, Лоима Гледаоци: 1.260 Судије: Емин Могулкоч, Иља Путенко, Роман Пономаренко |  |
| 4. новембар 2014 19:00 | Детаљи | Поени: Ропе Ахонен 21 Скокови: Четири играча по 4 Асистенције: Арон Џонсон 5 |         | Армандс Шкеле 16 Грегор Арбет 7 Скот Мачадо 6 | Спортска хала Лоима, Лоима Гледаоци: 1.260 Судије: Емин Могулкоч, Иља Путенко, Роман Пономаренко |  |

## 6. коло
| 8. новембар 2014 17:00 | Детаљи | Автодор                                                                             | 83 : 98 | ВЕФ                                                   | ПС «Кристал», Саратов Гледаоци: 4.000 Судије: Аре Халико, Александар Сирица, Петр Хруша |  |
| 8. новембар 2014 17:00 | Детаљи | Четвртине: 28:15, 20:24, 22:34, 13:25                                               |         |                                                       | ПС «Кристал», Саратов Гледаоци: 4.000 Судије: Аре Халико, Александар Сирица, Петр Хруша |  |
| 8. новембар 2014 17:00 | Детаљи | Поени: Травис Петерсон 21 Скокови: Травис Петерсон 14 Асистенције: Кортни Фортсон 8 |         | Џералд Робинсон 32 Роналдс Закис 8 Џералд Робинсон 12 | ПС «Кристал», Саратов Гледаоци: 4.000 Судије: Аре Халико, Александар Сирица, Петр Хруша |  |

| 8. новембар 2014 19:20 | Детаљи | Калев                                                                      | 63 : 65 | Астана                                     | «Саку Сурхаљ», Талин Гледаоци: 1.500 Судије: Петри Ментиле, Алексеј Давидов, Војцех Лишка |  |
| 8. новембар 2014 19:20 | Детаљи | Четвртине: 13:12, 12:16, 25:22, 13:15                                      |         |                                            | «Саку Сурхаљ», Талин Гледаоци: 1.500 Судије: Петри Ментиле, Алексеј Давидов, Војцех Лишка |  |
| 8. новембар 2014 19:20 | Детаљи | Поени: Френк Елегар 15 Скокови: Френк Елегар 16 Асистенције: Скот Мачадо 8 |         | Џери Џонсон 13 Пет Калатес 9 Џери Џонсон 4 | «Саку Сурхаљ», Талин Гледаоци: 1.500 Судије: Петри Ментиле, Алексеј Давидов, Војцех Лишка |  |

| 9. новембар2014 16:00 | Детаљи | Бизонс                                                                   | 85 : 93 | Нимбурк                                           | Спортска хала Лоима, Лоима Гледаоци: 657 Судије: Оскарс Лучис, Игор Деменков, Војцех Лишка |  |
| 9. новембар2014 16:00 | Детаљи | Четвртине: 25:23, 23:19, 18:22, 19:29                                    |         |                                                   | Спортска хала Лоима, Лоима Гледаоци: 657 Судије: Оскарс Лучис, Игор Деменков, Војцех Лишка |  |
| 9. новембар2014 16:00 | Детаљи | Поени: Ропе Ахонен 20 Скокови: Ијан Хамер 12 Асистенције: Арон Џонсон 10 |         | Кристијан Бернс 25 Кристијан Бернс 6 Јиржи Велш 6 | Спортска хала Лоима, Лоима Гледаоци: 657 Судије: Оскарс Лучис, Игор Деменков, Војцех Лишка |  |

| 9. новембар 2014 19:30 | Детаљи | Цмоки-Минск | 58 : 97 | Зенит                                               | «Минск арена», Минск Гледаоци: 1.000 Судије: Борис Рижик, Гинтарас Виткаускас, Владислав Исаченко |  |
| 9. новембар 2014 19:30 | Детаљи | Четвртине: 12:29, 12:22, 14:28, 20:18                                                                           |         |                                                     | «Минск арена», Минск Гледаоци: 1.000 Судије: Борис Рижик, Гинтарас Виткаускас, Владислав Исаченко |  |
| 9. новембар 2014 19:30 | Детаљи | Поени: Реџер Дауел, Виталиј Љутич по 12 Скокови: Иван Мараш 9 Асистенције: Павел Улијанко, Бранко Мирковић по 3 |         | Кајл Лендри 18 Дмитриј Кулагин 8 Дмитриј Кулагин 12 | «Минск арена», Минск Гледаоци: 1.000 Судије: Борис Рижик, Гинтарас Виткаускас, Владислав Исаченко |  |

| 9. новембар 2014 17:30 | Детаљи | Локомотива Кубањ                                                              | 67 : 87 | Химки                                                        | «Баскет хол арена», Краснодар Гледаоци: 4.399 Судије: Милија Војиновић, Роберт Виклицки, Семјон Овинов |  |
| 9. новембар 2014 17:30 | Детаљи | Четвртине: 14:17, 17:21, 11:21, 25:28                                         |         |                                                              | «Баскет хол арена», Краснодар Гледаоци: 4.399 Судије: Милија Војиновић, Роберт Виклицки, Семјон Овинов |  |
| 9. новембар 2014 17:30 | Детаљи | Поени: Малком Делејни 20 Скокови: Ричард Хендрикс 8 Асистенције: Арон Мајлс 4 |         | Тајрис Рајс 24 Егор Вјалцев, Пол Дејвис по 6 Марко Поповић 6 | «Баскет хол арена», Краснодар Гледаоци: 4.399 Судије: Милија Војиновић, Роберт Виклицки, Семјон Овинов |  |

| 9. новембар 2014 17:00 | Детаљи | ЦСКА                                                                                         | 92 : 51 | Краснаја крила                                                          | УСК ЦСКА, Москва Гледаоци: 1.700 Судије: Арнис Озолс, Сергеј Михаилов, Иља Путенко |  |
| 9. новембар 2014 17:00 | Детаљи | Четвртине: 23:6, 29:16, 12:15, 28:14                                                         |         |                                                                         | УСК ЦСКА, Москва Гледаоци: 1.700 Судије: Арнис Озолс, Сергеј Михаилов, Иља Путенко |  |
| 9. новембар 2014 17:00 | Детаљи | Поени: Павел Коробков 15 Скокови: Арон Џексон 7 Асистенције: Арон Џексон, Иван Стребков по 4 |         | Каспарс Берзињш 14 Кервин Бристол, Каспарс Берзињш 6 Андреј Матејунас 6 | УСК ЦСКА, Москва Гледаоци: 1.700 Судије: Арнис Озолс, Сергеј Михаилов, Иља Путенко |  |

| 10. новембар 2014 20:00 | Детаљи | УНИКС                                                                                     | 78 : 89 | Нижњи Новгород                                      | «Баскет хол Казањ», Казањ Гледаоци: 1.500 Судије: Саша Маричић, Иља Путенко, Сергеј Михаилов |  |
| 10. новембар 2014 20:00 | Детаљи | Четвртине: 20:21, 17:24, 19:26, 22:18                                                     |         |                                                     | «Баскет хол Казањ», Казањ Гледаоци: 1.500 Судије: Саша Маричић, Иља Путенко, Сергеј Михаилов |  |
| 10. новембар 2014 20:00 | Детаљи | Поени: Три играча по 5 Скокови: Џејмс Вајт 7 Асистенције: Кит Лангфорд, Сергеј Биков по 4 |         | Тејлор Рочести 22 Треј Томпкинс 11 Тејлор Рочести 5 | «Баскет хол Казањ», Казањ Гледаоци: 1.500 Судије: Саша Маричић, Иља Путенко, Сергеј Михаилов |  |

| 15. април 2015 19:00 | Детаљи | Красни октјабр                                                                      | 86 : 92 | Јенисеј                                                           | Дворец спорта волгоградских профсоюзов, Волгоград Гледаоци: 2.017 Судије: Семјон Овинов, Сергеј Михаилов, Александар Романов |  |
| 15. април 2015 19:00 | Детаљи | Четвртине: 27:24, 20:22, 19:18, 20:28                                               |         |                                                                   | Дворец спорта волгоградских профсоюзов, Волгоград Гледаоци: 2.017 Судије: Семјон Овинов, Сергеј Михаилов, Александар Романов |  |
| 15. април 2015 19:00 | Детаљи | Поени: Ламонт Хамилтон 27 Скокови: Ламонт Хамилтон 13 Асистенције: Доналд Мекграт 8 |         | Елмедин Кикановић, Сава Лешић по 22 Сава Лешић 14 Ди Џеј Купер 11 | Дворец спорта волгоградских профсоюзов, Волгоград Гледаоци: 2.017 Судије: Семјон Овинов, Сергеј Михаилов, Александар Романов |  |

## 7. коло
| 15. новембар 2014 17:00 | Детаљи | Астана                                                                       | 86 : 85 | Автодор                                           | «Сарјарка велодром», Астана Гледаоци: 1.450 Судије: Сергеј Зашчук, Танел Суслов, Андреј Шарапа |  |
| 15. новембар 2014 17:00 | Детаљи | Четвртине: 23:26, 22:21, 25:16, 16:22                                        |         |                                                   | «Сарјарка велодром», Астана Гледаоци: 1.450 Судије: Сергеј Зашчук, Танел Суслов, Андреј Шарапа |  |
| 15. новембар 2014 17:00 | Детаљи | Поени: Џејковен Браун 21 Скокови: Пет Калатес 11 Асистенције: Џери Џонсон 12 |         | Џереми Шапел 19 Кирил Фесенко 12 Кортни Фортсон 7 | «Сарјарка велодром», Астана Гледаоци: 1.450 Судије: Сергеј Зашчук, Танел Суслов, Андреј Шарапа |  |

| 16. новембар 2014 14:00 | Детаљи | Краснаја крила                                                                   | 59 : 52 | УНИКС                                          | «МТЛ арена», Самара Гледаоци: 1.500 Судије: Семјон Овинов, Игор Деменков, Јевгениј Островски |  |
| 16. новембар 2014 14:00 | Детаљи | Четвртине: 17:14, 18:17, 10:11, 14:10                                            |         |                                                | «МТЛ арена», Самара Гледаоци: 1.500 Судије: Семјон Овинов, Игор Деменков, Јевгениј Островски |  |
| 16. новембар 2014 14:00 | Детаљи | Поени: Сергеј Топоров 16 Скокови: Кервин Бристол 14 Асистенције: Скот Рејнолдс 8 |         | Кит Лангфорд 16 Кит Лангфорд 8 Кертис Џерелс 5 | «МТЛ арена», Самара Гледаоци: 1.500 Судије: Семјон Овинов, Игор Деменков, Јевгениј Островски |  |

| 16. новембар 2014 16:00 | Детаљи | Нимбурк                                                                         | 71 : 74 | Красни октјабр                                  | Спортска хала Нимбурк, Нимбурк Гледаоци: 750 Судије: Дамир Јавор, Сашо Петек, Милан Брзак |  |
| 16. новембар 2014 16:00 | Детаљи | Четвртине: 21:17, 18:18, 14:10, 18:29                                           |         |                                                 | Спортска хала Нимбурк, Нимбурк Гледаоци: 750 Судије: Дамир Јавор, Сашо Петек, Милан Брзак |  |
| 16. новембар 2014 16:00 | Детаљи | Поени: Дарије Вошингтон 17 Скокови: Кристијан Бернс 7 Асистенције: Јиржи Велш 6 |         | Ренди Килпепер 28 Ромео Травис 8 Ромео Травис 5 | Спортска хала Нимбурк, Нимбурк Гледаоци: 750 Судије: Дамир Јавор, Сашо Петек, Милан Брзак |  |

| 16. новембар 2014 17:00 | Детаљи | Химки | 94 : 73 | Бизонс                                                     | Кошаркашки центар Химки, Химки Гледаоци: 2.500 Судије: Борис Рижик, Пјотр Ивашков, Артурас Шукис |  |
| 16. новембар 2014 17:00 | Детаљи | Четвртине: 18:19, 26:18, 21:18, 29:18                                                                              |         |                                                            | Кошаркашки центар Химки, Химки Гледаоци: 2.500 Судије: Борис Рижик, Пјотр Ивашков, Артурас Шукис |  |
| 16. новембар 2014 17:00 | Детаљи | Поени: Џејмс Огастин, Марко Поповић по 19 Скокови: Станислав Иљницки, Жофре Ловерњ по 8 Асистенције: Тајрис Рајс 9 |         | Травис Нелсон, Ијан Хамер по 18 Ијан Хамер 7 Арон Џонсон 7 | Кошаркашки центар Химки, Химки Гледаоци: 2.500 Судије: Борис Рижик, Пјотр Ивашков, Артурас Шукис |  |

| 16. новембар 2014 18:00 | Детаљи | Нижњи Новгород                                                                 | 71 : 60 | Локомотива Кубањ                           | Палата спортова Нижњи Новгород, Нижњи Новгород Гледаоци: 750 Судије: Антон Махлин, Сергеј Круг, Алексеј Давидов |  |
| 16. новембар 2014 18:00 | Детаљи | Четвртине: 14:14, 14:13, 25:21, 18:12                                          |         |                                            | Палата спортова Нижњи Новгород, Нижњи Новгород Гледаоци: 750 Судије: Антон Махлин, Сергеј Круг, Алексеј Давидов |  |
| 16. новембар 2014 18:00 | Детаљи | Поени: Таренс Кинси 16 Скокови: Треј Томпкинс 11 Асистенције: Семјон Антонов 6 |         | Дерик Браун 22 Дерик Браун 10 Арон Мајлс 5 | Палата спортова Нижњи Новгород, Нижњи Новгород Гледаоци: 750 Судије: Антон Махлин, Сергеј Круг, Алексеј Давидов |  |

| 16. новембар 2014 18:00 | Детаљи | Зенит                                                                     | 79 : 69 | Калев                                              | «Сибур арена», Санкт Петербург Гледаоци: 3.800 Судије: Роберт Виклицки, Јурис Кокаинис, Вилијус Мачијулаитис |  |
| 16. новембар 2014 18:00 | Детаљи | Четвртине: 17:19, 13:17, 18:18, 31:15                                     |         |                                                    | «Сибур арена», Санкт Петербург Гледаоци: 3.800 Судије: Роберт Виклицки, Јурис Кокаинис, Вилијус Мачијулаитис |  |
| 16. новембар 2014 18:00 | Детаљи | Поени: Волтер Хоџ 19 Скокови: Дејан Боровњак 12 Асистенције: Волтер Хоџ 7 |         | Роландс Фреиманис 22 Френк Елегар 16 Скот Мачадо 7 | «Сибур арена», Санкт Петербург Гледаоци: 3.800 Судије: Роберт Виклицки, Јурис Кокаинис, Вилијус Мачијулаитис |  |

| 16. новембар 2014 19:10 | Детаљи | Јенисеј                                                                                                   | 88 : 94 | Цмоки-Минск                                       | Спортска палата Иван Јаригин, Краснојарск Гледаоци: 1.400 Судије: Арнис Озолс, Аре Халико, Сергеј Чајковски |  |
| 16. новембар 2014 19:10 | Детаљи | Четвртине: 28:28, 33:20, 15:23, 12:23                                                                     |         |                                                   | Спортска палата Иван Јаригин, Краснојарск Гледаоци: 1.400 Судије: Арнис Озолс, Аре Халико, Сергеј Чајковски |  |
| 16. новембар 2014 19:10 | Детаљи | Поени: Елмедин Кикановић, Артјом Јаковенко по 15 Скокови: Артјом Јаковенко 7 Асистенције: Ди Џеј Купер 11 |         | Бранко Мирковић 25 Иван Мараш 9 Бранко Мирковић 7 | Спортска палата Иван Јаригин, Краснојарск Гледаоци: 1.400 Судије: Арнис Озолс, Аре Халико, Сергеј Чајковски |  |

| 17. новембар 2014 19:00 | Детаљи | ВЕФ                                                                                           | 72 : 87 | ЦСКА                                                                   | «Арена Рига», Рига Гледаоци: 2.500 Судије: Борис Рижик, Јургис Лавринавичијус, Петри Ментиле |  |
| 17. новембар 2014 19:00 | Детаљи | Четвртине: 10:19, 13:23, 27:18, 22:27                                                         |         |                                                                        | «Арена Рига», Рига Гледаоци: 2.500 Судије: Борис Рижик, Јургис Лавринавичијус, Петри Ментиле |  |
| 17. новембар 2014 19:00 | Детаљи | Поени: Џералд Робинсон 18 Скокови: Јанис Тима 5 Асистенције: Јанис Тима, Џералд Робинсон по 7 |         | Андреј Воронцевич 20 Виталиј Фридзон 6 Виталиј Фридзон, Сони Вимс по 6 | «Арена Рига», Рига Гледаоци: 2.500 Судије: Борис Рижик, Јургис Лавринавичијус, Петри Ментиле |  |

## 8. коло
| 22. новембар 2014 16:00 | Детаљи | Бизонс                                                                         | 69 : 82 | Красни октјабр                                    | Спортска хала Лоима, Лоима Гледаоци: 737 Судије: Илија Белошевић, Ингус Бауманис, Март Вахендрик |  |
| 22. новембар 2014 16:00 | Детаљи | Четвртине: 16:25, 19:16, 23:16, 11:25                                          |         |                                                   | Спортска хала Лоима, Лоима Гледаоци: 737 Судије: Илија Белошевић, Ингус Бауманис, Март Вахендрик |  |
| 22. новембар 2014 16:00 | Детаљи | Поени: Анто Никаринен 16 Скокови: Ентони Хиљиард 13 Асистенције: Арон Џонсон 7 |         | Ренди Килпепер 23 Ромео Травис 7 Ренди Килпепер 6 | Спортска хала Лоима, Лоима Гледаоци: 737 Судије: Илија Белошевић, Ингус Бауманис, Март Вахендрик |  |

| 22. новембар 2014 17:00 | Детаљи | Локомотива Кубањ                                                                | 91 : 59 | Краснаја крила                                      | «Баскет хол арена», Краснодар Гледаоци: 1.877 Судије: Александар Глишић, Јевгениј Ветров, Александар Романов |  |
| 22. новембар 2014 17:00 | Детаљи | Четвртине: 25:12, 32:13, 17:20, 17:14                                           |         |                                                     | «Баскет хол арена», Краснодар Гледаоци: 1.877 Судије: Александар Глишић, Јевгениј Ветров, Александар Романов |  |
| 22. новембар 2014 17:00 | Детаљи | Поени: Никита Курбанов 16 Скокови: Дерик Браун 6 Асистенције: Максим Кољушкин 6 |         | Сергеј Топоров 12 Кервин Бристол 19 Скот Рејнолдс 7 | «Баскет хол арена», Краснодар Гледаоци: 1.877 Судије: Александар Глишић, Јевгениј Ветров, Александар Романов |  |

| 23. новембар 2014 13:00 | Детаљи | ЦСКА                                                                       | 89 : 63 | Астана                                              | УСК ЦСКА, Москва Гледаоци: 2.500 Судије: Роберт Виклицки, Александар Глишић, Јуриј Игнацев |  |
| 23. новембар 2014 13:00 | Детаљи | Четвртине: 22:16, 19:13, 27:16, 21:18                                      |         |                                                     | УСК ЦСКА, Москва Гледаоци: 2.500 Судије: Роберт Виклицки, Александар Глишић, Јуриј Игнацев |  |
| 23. новембар 2014 13:00 | Детаљи | Поени: Андреј Воронцевич 15 Скокови: Кајл Хајнс 8 Асистенције: Сони Вимс 7 |         | Џејковен Браун 20 Рашид Махалбашић 10 Џери Џонсон 8 | УСК ЦСКА, Москва Гледаоци: 2.500 Судије: Роберт Виклицки, Александар Глишић, Јуриј Игнацев |  |

| 23. новембар 2014 16:00 | Детаљи | Нимбурк                                                                        | 79 : 65 | Цмоки-Минск                                                | Спортска хала Нимбурк, Нимбурк Гледаоци: 538 Судије: Милош Кољеншић, Борис Габара, Сергеј Бељаков |  |
| 23. новембар 2014 16:00 | Детаљи | Четвртине: 24:17, 20:16, 15:11, 20:21                                          |         |                                                            | Спортска хала Нимбурк, Нимбурк Гледаоци: 538 Судије: Милош Кољеншић, Борис Габара, Сергеј Бељаков |  |
| 23. новембар 2014 16:00 | Детаљи | Поени: Кристијан Бернс 18 Скокови: Кристијан Бернс 7 Асистенције: Јиржи Велш 4 |         | Иван Мараш, Рашон Фримен по 12 Иван Мараш 9 Алекс Гордон 5 | Спортска хала Нимбурк, Нимбурк Гледаоци: 538 Судије: Милош Кољеншић, Борис Габара, Сергеј Бељаков |  |

| 23. новембар 2014 17:00 | Детаљи | Калев                                                                     | 66 : 111 | Јенисеј                                                                  | «Саку Сурхаљ», Талин Гледаоци: .00 Судије: Илија Белошевић, Јакуб Замојски, Ингус Бауманис |  |
| 23. новембар 2014 17:00 | Детаљи | Четвртине: 19:28, 17:35, 16:18, 14:30                                     |          |                                                                          | «Саку Сурхаљ», Талин Гледаоци: .00 Судије: Илија Белошевић, Јакуб Замојски, Ингус Бауманис |  |
| 23. новембар 2014 17:00 | Детаљи | Поени: Френк Елегар 14 Скокови: Френк Елегар 7 Асистенције: Скот Мачадо 8 |          | Вјачеслав Зајцев, Терико Вајт по 18 Јевгениј Колесников 7 Ди Џеј Купер 6 | «Саку Сурхаљ», Талин Гледаоци: .00 Судије: Илија Белошевић, Јакуб Замојски, Ингус Бауманис |  |

| 23. новембар 2014 18:00 | Детаљи | УНИКС                                                                            | 64 : 52 | ВЕФ                                              | «Баскет хол Казањ», Казањ Гледаоци: 3.000 Судије: Аре Халико, Сергеј Чајковски, Андреј Шарапа |  |
| 23. новембар 2014 18:00 | Детаљи | Четвртине: 15:16, 15:13, 20:19, 14:4                                             |         |                                                  | «Баскет хол Казањ», Казањ Гледаоци: 3.000 Судије: Аре Халико, Сергеј Чајковски, Андреј Шарапа |  |
| 23. новембар 2014 18:00 | Детаљи | Поени: Кит Лангфорд 18 Скокови: Костас Кајмакоглу 9 Асистенције: Три играча по 3 |         | Џералд Робинсон 12 Бамба Фол 13 Ингус Јаховичс 5 | «Баскет хол Казањ», Казањ Гледаоци: 3.000 Судије: Аре Халико, Сергеј Чајковски, Андреј Шарапа |  |

| 23. новембар 2014 19:00 | Детаљи | Автодор                                                                          | 93 : 83 | Зенит                                    | ПС «Кристал», Саратов Гледаоци: 3.000 Судије: Сергеј Круг, Сергеј Михаилов, Генадиј Пономарјов |  |
| 23. новембар 2014 19:00 | Детаљи | Четвртине: 29:12, 24:25, 21:29, 19:17                                            |         |                                          | ПС «Кристал», Саратов Гледаоци: 3.000 Судије: Сергеј Круг, Сергеј Михаилов, Генадиј Пономарјов |  |
| 23. новембар 2014 19:00 | Детаљи | Поени: Кортни Фортсон 30 Скокови: Кортни Фортсон 8 Асистенције: Кортни Фортсон 9 |         | Волтер Хоџ 20 Кајл Лендри 9 Волтер Хоџ 8 | ПС «Кристал», Саратов Гледаоци: 3.000 Судије: Сергеј Круг, Сергеј Михаилов, Генадиј Пономарјов |  |

| 15. април 2015 19:30 | Детаљи | Химки                                                                     | 86 : 82 | Нижний Новгород                                  | Кошаркашки центар Химки, Химки Гледаоци: 1.350 Судије: Милија Војиновић, Иља Путенко, Алексеј Давидов |  |
| 15. април 2015 19:30 | Детаљи | Четвртине: 16:23, 25:17, 22:27, 23:15                                     |         |                                                  | Кошаркашки центар Химки, Химки Гледаоци: 1.350 Судије: Милија Војиновић, Иља Путенко, Алексеј Давидов |  |
| 15. април 2015 19:30 | Детаљи | Поени: Петери Копонен 22 Скокови: Пол Дејвис 7 Асистенције: Тајрис Рајс 6 |         | Семјон Антонов 19 Три играча по 6 Таренс Кинси 8 | Кошаркашки центар Химки, Химки Гледаоци: 1.350 Судије: Милија Војиновић, Иља Путенко, Алексеј Давидов |  |

## 9. коло
| 29. новембар 2014 19:10 | Детаљи | Јенисеј                                                                | 90 : 85 | Автодор                                                  | Спортска палата Иван Јаригин, Краснојарск Гледаоци: 1.000 Судије: Антон Махлин, Игор Деменков, Јуриј Зинкевич |  |
| 29. новембар 2014 19:10 | Детаљи | Четвртине: 25:24, 16:21, 26:22, 23:18                                  |         |                                                          | Спортска палата Иван Јаригин, Краснојарск Гледаоци: 1.000 Судије: Антон Махлин, Игор Деменков, Јуриј Зинкевич |  |
| 29. новембар 2014 19:10 | Детаљи | Поени: Сава Лешић 16 Скокови: Сава Лешић 9 Асистенције: Ди Џеј Купер 6 |         | Кортни Фортсон 26 Александар Гудумак 10 Кортни Фортсон 7 | Спортска палата Иван Јаригин, Краснојарск Гледаоци: 1.000 Судије: Антон Махлин, Игор Деменков, Јуриј Зинкевич |  |

| 30. новембар 2014 16:00 | Детаљи | Красни октјабр                                                                 | 92 : 88 | Цмоки-Минск                                       | Палата спортова Волгоград, Волгоград Гледаоци: 2.637 Судије: Јургис Лавринавичијус, Аре Халико, Јурис Кокаинис |  |
| 30. новембар 2014 16:00 | Детаљи | Четвртине: 18:14, 21:23, 27:16, 10:23                                          |         |                                                   | Палата спортова Волгоград, Волгоград Гледаоци: 2.637 Судије: Јургис Лавринавичијус, Аре Халико, Јурис Кокаинис |  |
| 30. новембар 2014 16:00 | Детаљи | Поени: Виктор Катберт 25 Скокови: Ромео Травис 9 Асистенције: Деандре Лигинс 9 |         | Бранко Мирковић 27 Иван Мараш 8 Бранко Мирковић 7 | Палата спортова Волгоград, Волгоград Гледаоци: 2.637 Судије: Јургис Лавринавичијус, Аре Халико, Јурис Кокаинис |  |

| 30. новембар 2014 17:00 | Детаљи | ВЕФ | 72 : 80 | Локомотива Кубањ                                 | «Арена Рига», Рига Гледаоци: 800 Судије: Саша Маричић, Вацлав Лукеш, Војцех Лишка |  |
| 30. новембар 2014 17:00 | Детаљи | Четвртине: 20:17, 18:24, 18:20, 16:19                                                                                     |         |                                                  | «Арена Рига», Рига Гледаоци: 800 Судије: Саша Маричић, Вацлав Лукеш, Војцех Лишка |  |
| 30. новембар 2014 17:00 | Детаљи | Поени: Џералд Робинсон 18 Скокови: Марекс Мејерис, Ингус Јаковичс, Артурс Стрелниекс по 5 Асистенције: Џеральд Робинсон 7 |         | Дерик Браун 21 Дерик Браун 10 Јевгениј Воронов 9 | «Арена Рига», Рига Гледаоци: 800 Судије: Саша Маричић, Вацлав Лукеш, Војцех Лишка |  |

| 30. новембар 2014 17:00 | Детаљи | Краснаја крила                                                                     | 95 : 102 | Химки                                                             | «МТЛ арена», Самара Гледаоци: 1.600 Судије: Петри Ментиле, Алексеј Давидов, Сергеј Бељаков |  |
| 30. новембар 2014 17:00 | Детаљи | Четвртине: 25:28, 20:25, 27:16, 23:33                                              |          |                                                                   | «МТЛ арена», Самара Гледаоци: 1.600 Судије: Петри Ментиле, Алексеј Давидов, Сергеј Бељаков |  |
| 30. новембар 2014 17:00 | Детаљи | Поени: Каспарс Берзињш 24 Скокови: Каспарс Берзињш 10 Асистенције: Скот Рејнолдс 9 |          | Петери Копонен 24 Три играча по 4 Марко Поповић, Тајрис Рајс по 5 | «МТЛ арена», Самара Гледаоци: 1.600 Судије: Петри Ментиле, Алексеј Давидов, Сергеј Бељаков |  |

| 30. новембар 2014 17:00 | Детаљи | Калев                                                                      | 77 : 70 | Нимбурк                                       | «Саку Сурхаљ», Талин Гледаоци: 1.250 Судије: Борис Рижик, Андреј Шарапа, Алексеј Чудин |  |
| 30. новембар 2014 17:00 | Детаљи | Четвртине: 19:15, 33:26, 13:14, 12:15                                      |         |                                               | «Саку Сурхаљ», Талин Гледаоци: 1.250 Судије: Борис Рижик, Андреј Шарапа, Алексеј Чудин |  |
| 30. новембар 2014 17:00 | Детаљи | Поени: Френк Елегар 21 Скокови: Френк Елегар 14 Асистенције: Скот Мачадо 9 |         | Честер Симонс 20 Петр Бенда 8 Честер Симонс 4 | «Саку Сурхаљ», Талин Гледаоци: 1.250 Судије: Борис Рижик, Андреј Шарапа, Алексеј Чудин |  |

| 30. новембар 2014 18:00 | Детаљи | Зенит                                                                      | 57 : 81 | ЦСКА                                                         | «Сибур арена», Санкт Петербург Гледаоци: 7.140 Судије: Миливоје Јовичић, Бауманис Ингус, Семјон Овинов |  |
| 30. новембар 2014 18:00 | Детаљи | Четвртине: 13:21, 15:23, 14:21, 15:16                                      |         |                                                              | «Сибур арена», Санкт Петербург Гледаоци: 7.140 Судије: Миливоје Јовичић, Бауманис Ингус, Семјон Овинов |  |
| 30. новембар 2014 18:00 | Детаљи | Поени: Камерон Џонс 16 Скокови: Кајл Лендри 10 Асистенције: Камерон Џонс 6 |         | Нандо де Коло, Сони Вимс по 13 Пет играча по 3 Арон Џексон 9 | «Сибур арена», Санкт Петербург Гледаоци: 7.140 Судије: Миливоје Јовичић, Бауманис Ингус, Семјон Овинов |  |

| 30. новембар 2014 15:00 | Детаљи | УНИКС                                                                     | 72 : 70 | Астана                                      | «Баскет хол Казањ», Казањ Гледаоци: 3.000 Судије: Олег Латишев, Емин Могулкоч, Александар Сирица |  |
| 30. новембар 2014 15:00 | Детаљи | Четвртине: 12:20, 12:16, 23:16, 25:18                                     |         |                                             | «Баскет хол Казањ», Казањ Гледаоци: 3.000 Судије: Олег Латишев, Емин Могулкоч, Александар Сирица |  |
| 30. новембар 2014 15:00 | Детаљи | Поени: Кит Лангфорд 16 Скокови: Диор Фишер 7 Асистенције: Кертис Џерелс 5 |         | Пет Калатес 20 Пет Калатес 10 Џери Џонсон 8 | «Баскет хол Казањ», Казањ Гледаоци: 3.000 Судије: Олег Латишев, Емин Могулкоч, Александар Сирица |  |

| 1. децембар 2014 20:00 | О Детаљи | Нижњи Новгород                                                                         | 79 : 65 | Бизонс                                                          | Палата спортова Нижњи Новгород, Нижњи Новгород Гледаоци: 800 Судије: Олег Латишев, Александар Сирица, Аре Халико |  |
| 1. децембар 2014 20:00 | О Детаљи | Четвртине: 22:24, 16:14, 18:13, 23:14                                                  |         |                                                                 | Палата спортова Нижњи Новгород, Нижњи Новгород Гледаоци: 800 Судије: Олег Латишев, Александар Сирица, Аре Халико |  |
| 1. децембар 2014 20:00 | О Детаљи | Поени: Артјом Параховски 26 Скокови: Артјом Параховски 9 Асистенције: Тејлор Рочести 8 |         | Ијан Хамер 20 Ијан Хамер 11 Анто Никаринен, Ентони Хиљиард по 2 | Палата спортова Нижњи Новгород, Нижњи Новгород Гледаоци: 800 Судије: Олег Латишев, Александар Сирица, Аре Халико |  |

## 10. коло
| 5. децембар 2014 19:30 | Детаљи | ВЕФ                                                                             | 86 : 78 | Нимбурк                                          | «Арена Рига», Рига Гледаоци: 600 Судије: Апостолос Калпакас, Сергеј Круг, Гинтарас Виткаускас |  |
| 5. децембар 2014 19:30 | Детаљи | Четвртине: 21:14, 26:20, 16:16, 23:28                                           |         |                                                  | «Арена Рига», Рига Гледаоци: 600 Судије: Апостолос Калпакас, Сергеј Круг, Гинтарас Виткаускас |  |
| 5. децембар 2014 19:30 | Детаљи | Поени: Артур Берзињш 19 Скокови: Три играча по 6 Асистенције: Џералд Робинсон 7 |         | Честер Симонс 16 Честер Симонс 6 Честер Симонс 3 | «Арена Рига», Рига Гледаоци: 600 Судије: Апостолос Калпакас, Сергеј Круг, Гинтарас Виткаускас |  |

| 6. децембар 2014 17:00 | Детаљи | Автодор                                                                        | 92 : 88 | Локомотива Кубањ                                                 | ПС «Кристал», Саратов Гледаоци: 3.000 Судије: Ингус Бауманис, Александар Сирица, Јевгениј Островски |  |
| 6. децембар 2014 17:00 | Детаљи | Четвртине: 28:23, 30:25, 17:18, 17:22                                          |         |                                                                  | ПС «Кристал», Саратов Гледаоци: 3.000 Судије: Ингус Бауманис, Александар Сирица, Јевгениј Островски |  |
| 6. децембар 2014 17:00 | Детаљи | Поени: Кортни Фортсон 22 Скокови: Мајка Даунс 12 Асистенције: Кортни Фортсон 7 |         | Дерик Браун 33 Ричард Хендрикс 7 Малком Делејни, Арон Мајлс по 6 | ПС «Кристал», Саратов Гледаоци: 3.000 Судије: Ингус Бауманис, Александар Сирица, Јевгениј Островски |  |

| 6. децембар 2014 19:10 | Детаљи | Јенисеј                                                                                | 81 : 83 | Астана                                         | Спортска палата Иван Јаригин, Красноярск Гледаоци: 1.400 Судије: Марко Јурас, Оскар Лучис, Андреј Шарапа |  |
| 6. децембар 2014 19:10 | Детаљи | Четвртине: 20:17, 27:20, 18:21, 16:25                                                  |         |                                                | Спортска палата Иван Јаригин, Красноярск Гледаоци: 1.400 Судије: Марко Јурас, Оскар Лучис, Андреј Шарапа |  |
| 6. децембар 2014 19:10 | Детаљи | Поени: Елмедин Кикановић 24 Скокови: Елмедин Кикановић 7 Асистенције: Павел Сергејев 6 |         | Џејковен Браун 21 Пет Калатес 8 Џерри Џонсон 9 | Спортска палата Иван Јаригин, Красноярск Гледаоци: 1.400 Судије: Марко Јурас, Оскар Лучис, Андреј Шарапа |  |

| 7. децембар 2014 16:00 | Детаљи | Бизонс                                                                 | 63 : 76 | Зенит                                       | Спортска хала Лоима, Лоима Гледаоци: 8.900 Судије: Марчин Ковалски, Андрис Аункрогерс, Танел Суслов |  |
| 7. децембар 2014 16:00 | Детаљи | Четвртине: 16:17, 11:21, 20:16, 16:22                                  |         |                                             | Спортска хала Лоима, Лоима Гледаоци: 8.900 Судије: Марчин Ковалски, Андрис Аункрогерс, Танел Суслов |  |
| 7. децембар 2014 16:00 | Детаљи | Поени: Мати Нутинен 19 Скокови: Коти Тука 6 Асистенције: Арон Џонсон 5 |         | Камерон Џонс 16 Кајл Ландри 10 Волтер Хоџ 9 | Спортска хала Лоима, Лоима Гледаоци: 8.900 Судије: Марчин Ковалски, Андрис Аункрогерс, Танел Суслов |  |

| 7. децембар 2014 16:00 | Детаљи | Красни октјабр                                                                                     | 78 : 75 | Краснаја крила                                      | Палата спортова Волгоград, Волгоград Гледаоци: 3.166 Судије: Олег Латишев, Вилијус Мачијулаитис, Пјотр Ивашков |  |
| 7. децембар 2014 16:00 | Детаљи | Четвртине: 14:15, 25:19, 18:17, 21:24                                                              |         |                                                     | Палата спортова Волгоград, Волгоград Гледаоци: 3.166 Судије: Олег Латишев, Вилијус Мачијулаитис, Пјотр Ивашков |  |
| 7. децембар 2014 16:00 | Детаљи | Поени: Ромео Травис 17 Скокови: Катберт Виктор 12 Асистенције: Катберт Виктор, Деандре Лигинс по 6 |         | Скот Рејнолдс 23 Каспарс Берзињш 10 Јевгениј Фиди 4 | Палата спортова Волгоград, Волгоград Гледаоци: 3.166 Судије: Олег Латишев, Вилијус Мачијулаитис, Пјотр Ивашков |  |

| 7. децембар 2014 17:00 | Детаљи | Химки                                                                      | 96 : 60 | Калев                                                  | Кошаркашки центар Химки, Химки Гледаоци: 1.450 Судије: Марко Јурас, Јевгениј Михејев, Јуриј Игнацев |  |
| 7. децембар 2014 17:00 | Детаљи | Четвртине: 21:15, 26:18, 24:14, 25:13                                      |         |                                                        | Кошаркашки центар Химки, Химки Гледаоци: 1.450 Судије: Марко Јурас, Јевгениј Михејев, Јуриј Игнацев |  |
| 7. децембар 2014 17:00 | Детаљи | Поени: Марко Поповић 18 Скокови: Жофре Ловерњ 7 Асистенције: Тајрис Рајс 6 |         | Роландс Фреиманис 17 Роландс Фреиманис 8 Скот Мачадо 6 | Кошаркашки центар Химки, Химки Гледаоци: 1.450 Судије: Марко Јурас, Јевгениј Михејев, Јуриј Игнацев |  |

| 7. децембар 2014 17:30 | Детаљи | Нижњи Новгород                                                                      | 70 : 65 | Цмоки-Минск                                                              | ФОК «Мешчерски», Нижњи Новгород Гледаоци: 800 Судије: Роберт Виклицки, Владислав Исаченко, Петер Зениш |  |
| 7. децембар 2014 17:30 | Детаљи | Четвртине: 10:14, 19:15, 23:15, 18:21                                               |         |                                                                          | ФОК «Мешчерски», Нижњи Новгород Гледаоци: 800 Судије: Роберт Виклицки, Владислав Исаченко, Петер Зениш |  |
| 7. децембар 2014 17:30 | Детаљи | Поени: Таренс Кинси 22 Скокови: Артјом Параховски 13 Асистенције: Дмитриј Хвостов 7 |         | Александар Кудрјавцев 16 Рашон Фримен, Иван Мараш по 9 Бранко Мирковић 5 | ФОК «Мешчерски», Нижњи Новгород Гледаоци: 800 Судије: Роберт Виклицки, Владислав Исаченко, Петер Зениш |  |

| 8. децембар 2014 20:00 | Детаљи | ЦСКА                                                                    | 75 : 51 | УНИКС                                           | УСК ЦСКА, Москва Гледаоци: 1.850 Судије: Антон Махлин, Иља Путенко, Семјон Овинов |  |
| 8. децембар 2014 20:00 | Детаљи | Четвртине: 14:19, 14:11, 26:6, 21:15                                    |         |                                                 | УСК ЦСКА, Москва Гледаоци: 1.850 Судије: Антон Махлин, Иља Путенко, Семјон Овинов |  |
| 8. децембар 2014 20:00 | Детаљи | Поени: Сони Вимс 19 Скокови: Арон Џексон 8 Асистенције: Нандо де Коло 5 |         | Диор Фишер 11 Дмитриј Соколов 5 Кертис Џерелс 3 | УСК ЦСКА, Москва Гледаоци: 1.850 Судије: Антон Махлин, Иља Путенко, Семјон Овинов |  |

## 11. коло
| 13. децембар 2014 16:30 | Детаљи | Астана                                                                        | 88 : 93 | Химки                                                          | «Сарјарка велодром», Астана Гледаоци: 445 Судије: Борис Шуљга, Милија Војиновић, Александар Сирица |  |
| 13. децембар 2014 16:30 | Детаљи | Четвртине: 25:20, 19:26, 28:21, 16:26                                         |         |                                                                | «Сарјарка велодром», Астана Гледаоци: 445 Судије: Борис Шуљга, Милија Војиновић, Александар Сирица |  |
| 13. децембар 2014 16:30 | Детаљи | Поени: Џејковен Браун 25 Скокови: Пет Калатес 8 Асистенције: Џејковен Браун 7 |         | Тајрис Рајс 30 Тајрис Рајс, Тајлер Ханикат по 5 Тајрис Рајс 13 | «Сарјарка велодром», Астана Гледаоци: 445 Судије: Борис Шуљга, Милија Војиновић, Александар Сирица |  |

| 13. децембар 2014 17:00 | Детаљи | Красни октјабр                                                                   | 82 : 83 | Автодор                                            | Палата спортова Волгоград, Волгоград Гледаоци: 3.012 Судије: Антон Махлин, Јевгениј Ветров, Александар Романов |  |
| 13. децембар 2014 17:00 | Детаљи | Четвртине: 22:24, 15:13, 21:23, 24:23                                            |         |                                                    | Палата спортова Волгоград, Волгоград Гледаоци: 3.012 Судије: Антон Махлин, Јевгениј Ветров, Александар Романов |  |
| 13. децембар 2014 17:00 | Детаљи | Поени: Ренди Калпепер 27 Скокови: Ромео Травис 8 Асистенције: Антон Понкрашов 10 |         | Кирил Фесенко 16 Кирил Фесенко 18 Кортни Фортсон 9 | Палата спортова Волгоград, Волгоград Гледаоци: 3.012 Судије: Антон Махлин, Јевгениј Ветров, Александар Романов |  |

| 14. децембар 2014 14:00 | Детаљи | УНИКС                                                                        | 107 : 74 | Јенисеј                                           | «Баскет хол Казањ», Казањ Гледаоци: 2.000 Судије: Сергеј Круг, Сергеј Михаилов, Станислав Валејев |  |
| 14. децембар 2014 14:00 | Детаљи | Четвртине: 26:18, 25:20, 25:16, 31:20                                        |          |                                                   | «Баскет хол Казањ», Казањ Гледаоци: 2.000 Судије: Сергеј Круг, Сергеј Михаилов, Станислав Валејев |  |
| 14. децембар 2014 14:00 | Детаљи | Поени: Никос Зисис 20 Скокови: Четири играча по 5 Асистенције: Никос Зисис 8 |          | Елмедин Кикановић 14 Терико Вајт 5 Ди Џеј Купер 3 | «Баскет хол Казањ», Казањ Гледаоци: 2.000 Судије: Сергеј Круг, Сергеј Михаилов, Станислав Валејев |  |

| 14. децембар 2014 14:30 | Детаљи | Зенит                                                                                          | 74 : 89 | Локомотива Кубањ                                     | «Сибур арена», Санкт Петербург Гледаоци: 2.500 Судије: Милија Војиновић, Алексеј Давидов, Семјон Овинов |  |
| 14. децембар 2014 14:30 | Детаљи | Четвртине: 16:25, 22:29, 15:16, 21:19                                                          |         |                                                      | «Сибур арена», Санкт Петербург Гледаоци: 2.500 Судије: Милија Војиновић, Алексеј Давидов, Семјон Овинов |  |
| 14. децембар 2014 14:30 | Детаљи | Поени: Дејан Боровњак 18 Скокови: Дејан Боровњак 6 Асистенције: Артјом Вихров, Волтер Хоџ по 7 |         | Малком Делејни 24 Ричард Хендрикс 9 Малком Делејни 7 | «Сибур арена», Санкт Петербург Гледаоци: 2.500 Судије: Милија Војиновић, Алексеј Давидов, Семјон Овинов |  |

| 14. децембар 2014 17:00 | Детаљи | Нимбурк                                                                                           | 73 : 86 | ЦСКА                                           | «Типспорт арена», Праг Судије: Марек Цмикевич, Владислав Исаченко, Танел Суслов |  |
| 14. децембар 2014 17:00 | Детаљи | Четвртине: 17:27, 17:18, 21:13, 18:28                                                             |         |                                                | «Типспорт арена», Праг Судије: Марек Цмикевич, Владислав Исаченко, Танел Суслов |  |
| 14. децембар 2014 17:00 | Детаљи | Поени: Војтех Грубан, Честер Симонс по 11 Скокови: Кристијан Барнс 9 Асистенције: Војтех Грубан 4 |         | Сони Вимс 19 Андреј Воронцевич 8 Арон Џексон 9 | «Типспорт арена», Праг Судије: Марек Цмикевич, Владислав Исаченко, Танел Суслов |  |

| 15. децембар 2014 19:00 | Детаљи | Краснаја крила                                                                       | 65 : 92 | Бизонс                                    | «МТЛ арена», Самара Гледаоци: 1.100 Судије: Арнис Озолс, Гинтарас Виткаускас, Јуриј Игнацев |  |
| 15. децембар 2014 19:00 | Детаљи | Четвртине: 20:23, 13:23, 13:14, 19:32                                                |         |                                           | «МТЛ арена», Самара Гледаоци: 1.100 Судије: Арнис Озолс, Гинтарас Виткаускас, Јуриј Игнацев |  |
| 15. децембар 2014 19:00 | Детаљи | Поени: Каспарс Берзињш 20 Скокови: Каспарс Берзињш 8 Асистенције: Андреј Матејунас 5 |         | Ропе Ахонен 21 Ијан Хамер 8 Арон Џонсон 8 | «МТЛ арена», Самара Гледаоци: 1.100 Судије: Арнис Озолс, Гинтарас Виткаускас, Јуриј Игнацев |  |

| 15. децембар 2014 19:00 | Детаљи | ВЕФ                                                                                 | 59 : 82 | Нижњи Новгород                                   | «Арена Рига», Рига Гледаоци: 900 Судије: Срђан Дозаи, Борис Шуљга, Петри Ментиле |  |
| 15. децембар 2014 19:00 | Детаљи | Четвртине: 11:18, 11:28, 22:17, 15:19                                               |         |                                                  | «Арена Рига», Рига Гледаоци: 900 Судије: Срђан Дозаи, Борис Шуљга, Петри Ментиле |  |
| 15. децембар 2014 19:00 | Детаљи | Поени: Ингус Јаковичс 15 Скокови: Артурс Стрелниекс 10 Асистенције: Три играча по 3 |         | Таренс Кинси 24 Треј Томпкинс 11 Три играча по 5 | «Арена Рига», Рига Гледаоци: 900 Судије: Срђан Дозаи, Борис Шуљга, Петри Ментиле |  |

| 9. април 2015 19:00 | Детаљи | Цмоки-Минск                                                              | 89 : 88 | Калев                                      | «Минск арена», Минск Гледаоци: 1.100 Судије: Саша Маричић, Сергеј Круг, Алексеј Чудин |  |
| 9. април 2015 19:00 | Детаљи | Четвртине: 22:12, 23:21, 18:20, 26:35                                    |         |                                            | «Минск арена», Минск Гледаоци: 1.100 Судије: Саша Маричић, Сергеј Круг, Алексеј Чудин |  |
| 9. април 2015 19:00 | Детаљи | Поени: Рашон Фриман 21 Скокови: Иван Мараш 14 Асистенције: Џастин Греј 8 |         | Скот Мачадо 33 Кит Бенсон 10 Скот Мачадо 7 | «Минск арена», Минск Гледаоци: 1.100 Судије: Саша Маричић, Сергеј Круг, Алексеј Чудин |  |

## 12. коло
| 20. децембар 2014 13:00 | Детаљи | Калев                                                                                | 88 : 85 | ВЕФ                                               | «Саку Сурхаљ», Талин Гледаоци: 1 800 Судије: Јакуб Замојски, Роберт Виклицки, Алексеј Чудин |  |
| 20. децембар 2014 13:00 | Детаљи | Четвртине: 25:16, 10:30, 23:22, 30:17                                                |         |                                                   | «Саку Сурхаљ», Талин Гледаоци: 1 800 Судије: Јакуб Замојски, Роберт Виклицки, Алексеј Чудин |  |
| 20. децембар 2014 13:00 | Детаљи | Поени: Роландс Фреиманис 32 Скокови: Роландс Фреиманис 13 Асистенције: Скот Мачадо 7 |         | Џералд Робинсон 30 Бамба Фол 11 Џералд Робинсон 6 | «Саку Сурхаљ», Талин Гледаоци: 1 800 Судије: Јакуб Замојски, Роберт Виклицки, Алексеј Чудин |  |

| 21. децембар 2014 15:00 | Детаљи | Астана                                                                         | 84 : 85 | Цмоки-Минск                                        | «Сарјарка велодром», Астана Гледаоци: 341 Судије: Сергеј Чебишев, Александар Глишић, Игор Деменков |  |
| 21. децембар 2014 15:00 | Детаљи | Четвртине: 20:28, 20:15, 19:18, 25:24                                          |         |                                                    | «Сарјарка велодром», Астана Гледаоци: 341 Судије: Сергеј Чебишев, Александар Глишић, Игор Деменков |  |
| 21. децембар 2014 15:00 | Детаљи | Поени: Џери Џонсон 19 Скокови: Рашид Махалбашић 12 Асистенције: Џерри Џонсон 8 |         | Иван Мараш 18 Иван Мараш 12 Александр Кудрјавцев 5 | «Сарјарка велодром», Астана Гледаоци: 341 Судије: Сергеј Чебишев, Александар Глишић, Игор Деменков |  |

| 21. децембар 2014 16:00 | Детаљи | Нижњи Новгород                                                                                        | 59 : 84 | ЦСКА                                           | Палата спортова Нижњи Новгород, Нижњи Новгород Гледаоци: 3.500 Судије: Луиш Лопеш, Сашо Петек, Иља Путенко |  |
| 21. децембар 2014 16:00 | Детаљи | Четвртине: 13:13, 22:29, 12:20, 12:22                                                                 |         |                                                | Палата спортова Нижњи Новгород, Нижњи Новгород Гледаоци: 3.500 Судије: Луиш Лопеш, Сашо Петек, Иља Путенко |  |
| 21. децембар 2014 16:00 | Детаљи | Поени: Треј Томпкинс 15 Скокови: Артјом Параховски, Треј Томпкинс по 9 Асистенције: Дмитриј Хвостов 3 |         | Нандо де Коло 13 Три играча по 5 Арон Џексон 5 | Палата спортова Нижњи Новгород, Нижњи Новгород Гледаоци: 3.500 Судије: Луиш Лопеш, Сашо Петек, Иља Путенко |  |

| 21. децембар 2014 17:00 | Детаљи | Автодор                                                                         | 105 : 99 | Краснаја крила                                                          | ПС «Кристал», Саратов Гледаоци: 3.150 Судије: Алексеј Давидов, Сергеј Круг, Алексеј Архипов |  |
| 21. децембар 2014 17:00 | Детаљи | Четвртине: 30:20, 35:26, 19:29, 21:24                                           |          |                                                                         | ПС «Кристал», Саратов Гледаоци: 3.150 Судије: Алексеј Давидов, Сергеј Круг, Алексеј Архипов |  |
| 21. децембар 2014 17:00 | Детаљи | Поени: Кортни Фортсон 24 Скокови: Џереми Шапел 10 Асистенције: Кортни Фортсон 7 |          | Давид Јелинек 27 Каспарс Берзињш 12 Скот Рејнолдс, Виктор Зарјажко по 4 | ПС «Кристал», Саратов Гледаоци: 3.150 Судије: Алексеј Давидов, Сергеј Круг, Алексеј Архипов |  |

| 21. децембар 2014 18:00 | Детаљи | Зенит                                                                   | 89 : 85 | Красни октјабр                                     | «Сибур арена», Санкт Петербург Гледаоци: 2.500 Судије: Јургис Лауринавичијус, Сергеј Михаилов, Сергеј Бељаков |  |
| 21. децембар 2014 18:00 | Детаљи | Четвртине: 14:19, 30:15, 19:23, 26:28                                   |         |                                                    | «Сибур арена», Санкт Петербург Гледаоци: 2.500 Судије: Јургис Лауринавичијус, Сергеј Михаилов, Сергеј Бељаков |  |
| 21. децембар 2014 18:00 | Детаљи | Поени: Волтер Хоџ 22 Скокови: Кајл Лендри 10 Асистенције: Волтер Хоџ 10 |         | Ренди Калпепер 28 Ричард Џексон 7 Деандре Лигинс 5 | «Сибур арена», Санкт Петербург Гледаоци: 2.500 Судије: Јургис Лауринавичијус, Сергеј Михаилов, Сергеј Бељаков |  |

| 21. децембар 2014 19:10 | Детаљи | Јенисеј                                                                              | 81 : 77 | Нимбурк                                                           | Спортска палата Иван Јаригин, Краснојарск Гледаоци: 1.500 Судије: Олег Латишев, Борис Шуљга, Милан Брзјак |  |
| 21. децембар 2014 19:10 | Детаљи | Четвртине: 20:16, 25:21, 20:27, 16:13                                                |         |                                                                   | Спортска палата Иван Јаригин, Краснојарск Гледаоци: 1.500 Судије: Олег Латишев, Борис Шуљга, Милан Брзјак |  |
| 21. децембар 2014 19:10 | Детаљи | Поени: Елмедин Кикановић 16 Скокови: Артјом Јаковенко 9 Асистенције: Ди Џеј Купер 13 |         | Честер Симмонс 23 Јиржи Велш, Кристијан Барнс по 6 Дерек Рејвио 3 | Спортска палата Иван Јаригин, Краснојарск Гледаоци: 1.500 Судије: Олег Латишев, Борис Шуљга, Милан Брзјак |  |

| 22. децембар 2014 20:00 | Детаљи | Химки                                                                   | 80 : 56 | УНИКС                                           | Кошаркашки центар Химки, Химки Гледаоци: 1.900 Судије: Јакуб Замојски, Роберт Виклицки, Семјон Овинов |  |
| 22. децембар 2014 20:00 | Детаљи | Четвртине: 18:6, 19:21, 21:15, 22:14                                    |         |                                                 | Кошаркашки центар Химки, Химки Гледаоци: 1.900 Судије: Јакуб Замојски, Роберт Виклицки, Семјон Овинов |  |
| 22. децембар 2014 20:00 | Детаљи | Поени: Тајрис Рајс 16 Скокови: Сергеј Моња 7 Асистенције: Тајрис Рајс 7 |         | Кит Лангфорд 19 Три играча по 4 Три играча по 3 | Кошаркашки центар Химки, Химки Гледаоци: 1.900 Судије: Јакуб Замојски, Роберт Виклицки, Семјон Овинов |  |

| 5. април 2015 17:00 | Детаљи | Локомотива Кубањ                                                                | 111 : 69 | Бизонс                                       | «Баскет хол арена», Краснодар Гледаоци: 2.219 Судије: Олег Латишев, Здравко Рутешић, Пјотр Ивашков |  |
| 5. април 2015 17:00 | Детаљи | Четвртине: 28:14, 26:19, 29:19, 28:17                                           |          |                                              | «Баскет хол арена», Краснодар Гледаоци: 2.219 Судије: Олег Латишев, Здравко Рутешић, Пјотр Ивашков |  |
| 5. април 2015 17:00 | Детаљи | Поени: Андреј Зубков 15 Скокови: Ричард Хендрикс 8 Асистенције: Три играча по 4 |          | Ентони Хиљиард 16 Пјер Џелоу 9 Арон Џонсон 4 | «Баскет хол арена», Краснодар Гледаоци: 2.219 Судије: Олег Латишев, Здравко Рутешић, Пјотр Ивашков |  |

## 13. коло
| 3. октобар 2014 18:00 | Детаљи | Нимбурк | 67 : 82 | Локомотива Кубањ                                                          | «Спортска хала Нимбурк», Нимбурк Гледаоци: 750 Судије: Марек Цмикевич, Борис Шуљга, Ингус Бауманис |  |
| 3. октобар 2014 18:00 | Детаљи | Четвртине: 16:21, 16:21, 13:22, 22:18                                                                         |         |                                                                           | «Спортска хала Нимбурк», Нимбурк Гледаоци: 750 Судије: Марек Цмикевич, Борис Шуљга, Ингус Бауманис |  |
| 3. октобар 2014 18:00 | Детаљи | Поени: Радослав Ранчик 13 Скокови: Мартин Криж, Честер Симонс по 5 Асистенције: Мартин Криж, Павел Хушка по 3 |         | Малком Делејни, Ричард Хендрикс по 16 Ричард Хендрикс 7 Малком Делејни 10 | «Спортска хала Нимбурк», Нимбурк Гледаоци: 750 Судије: Марек Цмикевич, Борис Шуљга, Ингус Бауманис |  |

| 23. децембар 2014 19:30 | Детаљи | ЦСКА                                                                  | 93 : 72 | Цмоки-Минск                                    | УСК ЦСКА, Москва Гледаоци: 1.240 Судије: Сергеј Зашчук, Јоханес Сарекоски, Јевгениј Михејев |  |
| 23. децембар 2014 19:30 | Детаљи | Четвртине: 25:21, 27:13, 23:15, 18:23                                 |         |                                                | УСК ЦСКА, Москва Гледаоци: 1.240 Судије: Сергеј Зашчук, Јоханес Сарекоски, Јевгениј Михејев |  |
| 23. децембар 2014 19:30 | Детаљи | Поени: Сони Вимс 23 Скокови: Арон Џексон 5 Асистенције: Арон Џексон 8 |         | Стенли Барел 18 Иван Мараш 9 Бранко Мирковић 5 | УСК ЦСКА, Москва Гледаоци: 1.240 Судије: Сергеј Зашчук, Јоханес Сарекоски, Јевгениј Михејев |  |

| 25. децембар 2014 20:00 | Детаљи | Зенит                                                                    | 80 : 60 | Нижњи Новгород                                      | «Сибур арена», Санкт Петербург Гледаоци: 1.900 Судије: Саша Маричић, Семјон Овинов, Јевгениј Ветров |  |
| 25. децембар 2014 20:00 | Детаљи | Четвртине: 12:11, 18:18, 23:14, 27:17                                    |         |                                                     | «Сибур арена», Санкт Петербург Гледаоци: 1.900 Судије: Саша Маричић, Семјон Овинов, Јевгениј Ветров |  |
| 25. децембар 2014 20:00 | Детаљи | Поени: Волтер Хоџ 26 Скокови: Ди Џеј Стивенс 9 Асистенције: Волтер Хоџ 8 |         | Треј Томпкинс 20 Семјон Антонов 8 Дмитриј Головин 3 | «Сибур арена», Санкт Петербург Гледаоци: 1.900 Судије: Саша Маричић, Семјон Овинов, Јевгениј Ветров |  |

| 26. децембар 2014 19:00 | Детаљи | Красни октјабр                                                                                  | 69 : 78 | УНИКС                                              | Палата спортова Волгоград, Волгоград Гледаоци: 2.900 Судије: Емин Могулкоч, Иља Путенко, Александар Романов |  |
| 26. децембар 2014 19:00 | Детаљи | Четвртине: 14:19, 16:18, 19:24, 20:17                                                           |         |                                                    | Палата спортова Волгоград, Волгоград Гледаоци: 2.900 Судије: Емин Могулкоч, Иља Путенко, Александар Романов |  |
| 26. децембар 2014 19:00 | Детаљи | Поени: Ромео Травис 18 Скокови: Ромео Травис, Ренди Калпепер по 6 Асистенције: Деандре Лигинс 7 |         | Костас Кајмакоглу 19 Пјотр Губанов 7 Никос Зисис 9 | Палата спортова Волгоград, Волгоград Гледаоци: 2.900 Судије: Емин Могулкоч, Иља Путенко, Александар Романов |  |

| 28. децембар 2014 16:00 | Детаљи | Бизонс                                                                | 63 : 88 | ВЕФ                                               | Спортска хала Лоима, Лоима Гледаоци: 1.452 Судије: Јургис Лауринавичијус, Аре Халико, Алексеј Давидов |  |
| 28. децембар 2014 16:00 | Детаљи | Четвртине: 12:24, 16:26, 9:15, 26:23                                  |         |                                                   | Спортска хала Лоима, Лоима Гледаоци: 1.452 Судије: Јургис Лауринавичијус, Аре Халико, Алексеј Давидов |  |
| 28. децембар 2014 16:00 | Детаљи | Поени: Ијан Хамер 16 Скокови: Ијан Хамер 6 Асистенције: Ропе Ахонен 5 |         | Џералд Робинсон 21 Јанис Тима 9 Џералд Робинсон 8 | Спортска хала Лоима, Лоима Гледаоци: 1.452 Судије: Јургис Лауринавичијус, Аре Халико, Алексеј Давидов |  |

| 28. децембар 2014 17:00 | Детаљи | Калев                                                                           | 77 : 91 | Автодор                                                | «Саку Сурхаљ», Талин Гледаоци: 1.500 Судије: Оскарс Лучис, Дариуш Шчерба, Јурис Кокаинис |  |
| 28. децембар 2014 17:00 | Детаљи | Четвртине: 24:26, 18:17, 19:29, 16:19                                           |         |                                                        | «Саку Сурхаљ», Талин Гледаоци: 1.500 Судије: Оскарс Лучис, Дариуш Шчерба, Јурис Кокаинис |  |
| 28. децембар 2014 17:00 | Детаљи | Поени: Роландс Фреиманис 24 Скокови: Френк Елегар 16 Асистенције: Скот Мачадо 8 |         | Кортни Фортсон 18 Травис Петерсон 14 Кортни Фортсон 10 | «Саку Сурхаљ», Талин Гледаоци: 1.500 Судије: Оскарс Лучис, Дариуш Шчерба, Јурис Кокаинис |  |

| 28. децембар 2014 19:10 | Детаљи | Јенисеј                                                                 | 79 : 89 | Химки                                             | Спортска палата Иван Јаригин, Краснојарск Гледаоци: 1.300 Судије: Иља Путенко, Сергеј Круг, Јевгениј Ветров |  |
| 28. децембар 2014 19:10 | Детаљи | Четвртине: 24:23, 15:23, 17:22, 23:21                                   |         |                                                   | Спортска палата Иван Јаригин, Краснојарск Гледаоци: 1.300 Судије: Иља Путенко, Сергеј Круг, Јевгениј Ветров |  |
| 28. децембар 2014 19:10 | Детаљи | Поени: Терико Вајт 17 Скокови: Сава Лешић 8 Асистенције: Ди Џеј Купер 5 |         | Петери Копонен 24 Тајлер Ханикат 11 Тајрис Рајс 7 | Спортска палата Иван Јаригин, Краснојарск Гледаоци: 1.300 Судије: Иља Путенко, Сергеј Круг, Јевгениј Ветров |  |

| 4. март 2015 17:00 | Детаљи | Астана                                                                        | 95 : 88 | Краснаја крила                                                           | «Сарјарка велодром», Астана Гледаоци: 152 Судије: Сергеј Чебишев, Сергеј Чајковски, Јуриј Игнацев |  |
| 4. март 2015 17:00 | Детаљи | Четвртине: 22:17, 26:23, 28:24, 19:24                                         |         |                                                                          | «Сарјарка велодром», Астана Гледаоци: 152 Судије: Сергеј Чебишев, Сергеј Чајковски, Јуриј Игнацев |  |
| 4. март 2015 17:00 | Детаљи | Поени: Џери Џонсон 20 Скокови: Рашид Махалбашић 9 Асистенције: Џери Џонсон 11 |         | Виктор Зарјажко 25 Виктор Зарјажко 9 Виталиј Зуев, Виктор Зарјажко по 10 | «Сарјарка велодром», Астана Гледаоци: 152 Судије: Сергеј Чебишев, Сергеј Чајковски, Јуриј Игнацев |  |

## 14. коло
| 4. јануар 2015 13:00 | Детаљи | Локомотива Кубањ                                                                | 82 : 61 | Красни октјабр                                                         | «Баскет хол арена», Краснодар Гледаоци: 3.153 Судије: Олег Латишев, Алексеј Давидов, Семјон Овинов |  |
| 4. јануар 2015 13:00 | Детаљи | Четвртине: 16:9, 22:20, 18:18, 26:14                                            |         |                                                                        | «Баскет хол арена», Краснодар Гледаоци: 3.153 Судије: Олег Латишев, Алексеј Давидов, Семјон Овинов |  |
| 4. јануар 2015 13:00 | Детаљи | Поени: Крунослав Симон 19 Скокови: Дерик Браун 10 Асистенције: Малком Делејни 6 |         | Ренди Калпепер 13 Доналд Мекгрет, Катберт Виктор по 6 Доналд Мекгрет 5 | «Баскет хол арена», Краснодар Гледаоци: 3.153 Судије: Олег Латишев, Алексеј Давидов, Семјон Овинов |  |

| 4. јануар 2015 16:00 | Детаљи | Бизонс                                                                    | 83 : 89 | Автодор                                               | Спортска хала Лоима, Лоима Гледаоци: 535 Судије: Апостолос Калпакас, Андрис Аункрогерс, Андреј Шарапа |  |
| 4. јануар 2015 16:00 | Детаљи | Четвртине: 17:24, 22:11, 25:30, 19:24                                     |         |                                                       | Спортска хала Лоима, Лоима Гледаоци: 535 Судије: Апостолос Калпакас, Андрис Аункрогерс, Андреј Шарапа |  |
| 4. јануар 2015 16:00 | Детаљи | Поени: Ијан Хамер 18 Скокови: Ијан Хамер 10 Асистенције: Анто Никаринен 7 |         | Кортни Фортсон 32 Травис Питерсон 9 Травис Питерсон 8 | Спортска хала Лоима, Лоима Гледаоци: 535 Судије: Апостолос Калпакас, Андрис Аункрогерс, Андреј Шарапа |  |

| 4. јануар 2015 17:00 | Детаљи | Химки                                                                       | 94 : 82 | Нимбурк                                            | Кошаркашки центар Химки, Химки Гледаоци: 2.930 Судије: Оскарс Лучис, Александр Сирица, Жденко Зубак |  |
| 4. јануар 2015 17:00 | Детаљи | Четвртине: 26:8, 19:27, 24:20, 25:27                                        |         |                                                    | Кошаркашки центар Химки, Химки Гледаоци: 2.930 Судије: Оскарс Лучис, Александр Сирица, Жденко Зубак |  |
| 4. јануар 2015 17:00 | Детаљи | Поени: Егор Вјалцев 17 Скокови: Пол Дејвис 8 Асистенције: Петери Копонен 10 |         | Лубош Бартон 11 Честер Симонс 6 Дарије Вошингтон 6 | Кошаркашки центар Химки, Химки Гледаоци: 2.930 Судије: Оскарс Лучис, Александр Сирица, Жденко Зубак |  |

| 4. јануар 2015 17:00 | Детаљи | ВЕФ                                                                      | 61 : 75 | Астана                                      | «Арена Рига», Рига Гледаоци: 720 Судије: Борис Рижик, Петри Ментиле, Александар Романов |  |
| 4. јануар 2015 17:00 | Детаљи | Четвртине: 18:16, 17:21, 14:18, 12:20                                    |         |                                             | «Арена Рига», Рига Гледаоци: 720 Судије: Борис Рижик, Петри Ментиле, Александар Романов |  |
| 4. јануар 2015 17:00 | Детаљи | Поени: Роберт Лоури 11 Скокови: Бамба Фол 7 Асистенције: Роналдс Закис 4 |         | Џери Џонсон 19 Пет Калатес 13 Џери Џонсон 7 | «Арена Рига», Рига Гледаоци: 720 Судије: Борис Рижик, Петри Ментиле, Александар Романов |  |

| 5. јануар 2015 13:00 | Детаљи | ЦСКА                                                                             | 102 : 81 | Калев                                                  | УСК ЦСКА, Москва Гледаоци: 2.256 Судије: Оскарс Лучис, Александар Сирица, Жденко Зубак |  |
| 5. јануар 2015 13:00 | Детаљи | Четвртине: 25:29, 28:13, 28:16, 21:23                                            |          |                                                        | УСК ЦСКА, Москва Гледаоци: 2.256 Судије: Оскарс Лучис, Александар Сирица, Жденко Зубак |  |
| 5. јануар 2015 13:00 | Детаљи | Поени: Милош Теодосић 22 Скокови: Деметрис Николс 6 Асистенције: Иван Стребков 6 |          | Роландс Фреиманис 23 Роландс Фреиманис 6 Скот Мачадо 9 | УСК ЦСКА, Москва Гледаоци: 2.256 Судије: Оскарс Лучис, Александар Сирица, Жденко Зубак |  |

| 5. јануар 2015 20:00 | Детаљи | Нижњи Новгород                                                                 | 93 : 83 | Јенисеј                                                 | Палата спортова Нижњи Новгород, Нижњи Новгород Гледаоци: 1.100 Судије: Сергеј Михаилов, Алексеј Давидов, Алексеј Архипов |  |
| 5. јануар 2015 20:00 | Детаљи | Четвртине: 23:20, 30:23, 19:25, 21:15                                          |         |                                                         | Палата спортова Нижњи Новгород, Нижњи Новгород Гледаоци: 1.100 Судије: Сергеј Михаилов, Алексеј Давидов, Алексеј Архипов |  |
| 5. јануар 2015 20:00 | Детаљи | Поени: Тејлор Рочести 26 Скокови: Семјон Антонов 7 Асистенције: Таренс Кинси 6 |         | Елмедин Кикановић 24 Четири играча по 4 Ди Џеј Купер 10 | Палата спортова Нижњи Новгород, Нижњи Новгород Гледаоци: 1.100 Судије: Сергеј Михаилов, Алексеј Давидов, Алексеј Архипов |  |

| 25. фебруар 2015 19:00 | Детаљи | УНИКС                                                                                         | 84 : 70 | Цмоки-Минск                                           | «Баскет хол Казањ», Казањ Гледаоци: 1.500 Судије: Ингус Бауманис, Гинтарас Виткаускас, Рајн Пенарди |  |
| 25. фебруар 2015 19:00 | Детаљи | Четвртине: 25:24, 22:16, 21:12, 16:18                                                         |         |                                                       | «Баскет хол Казањ», Казањ Гледаоци: 1.500 Судије: Ингус Бауманис, Гинтарас Виткаускас, Рајн Пенарди |  |
| 25. фебруар 2015 19:00 | Детаљи | Поени: Кит Лангфорд, Павел Антипов по 22 Скокови: Кит Лангфорд 8 Асистенције: Пјотр Губанов 5 |         | Бранко Мирковић 26 Павел Улијанко 7 Бранко Мирковић 6 | «Баскет хол Казањ», Казањ Гледаоци: 1.500 Судије: Ингус Бауманис, Гинтарас Виткаускас, Рајн Пенарди |  |

| 25. фебруар 2015 19:30 | Детаљи | Зенит                                                                                                 | 83 : 52 | Краснаја крила                                                  | «Сибур арена», Санкт Петербург Гледаоци: 3.500 Судије: Семјон Овинов, Сергеј Михаилов, Алексеј Давидов |  |
| 25. фебруар 2015 19:30 | Детаљи | Четвртине: 21:15, 28:11, 20:10, 14:16                                                                 |         |                                                                 | «Сибур арена», Санкт Петербург Гледаоци: 3.500 Судије: Семјон Овинов, Сергеј Михаилов, Алексеј Давидов |  |
| 25. фебруар 2015 19:30 | Детаљи | Поени: Волтер Хоџ 15 Скокови: Јевгениј Валиев, Андреј Десјатников по 9 Асистенције: Дмитриј Кулагин 7 |         | Виталиј Зуев 15 Виталиј Зуев, Антон Пушков по 6 Вадим Баљакин 3 | «Сибур арена», Санкт Петербург Гледаоци: 3.500 Судије: Семјон Овинов, Сергеј Михаилов, Алексеј Давидов |  |

## 15. коло
| 7. јануар 2015 19:00 | Детаљи | Бизонс                                                                      | 85 : 76 | Астана                                              | Спортска хала Лоима, Лоима Гледаоци: 512 Судије: Роберт Виклицки, Антон Махлин, Игор Деменков |  |
| 7. јануар 2015 19:00 | Детаљи | Четвртине: 19:18, 17:14, 16:21, 33:23                                       |         |                                                     | Спортска хала Лоима, Лоима Гледаоци: 512 Судије: Роберт Виклицки, Антон Махлин, Игор Деменков |  |
| 7. јануар 2015 19:00 | Детаљи | Поени: Ијан Хамер 22 Скокови: Мати Нутинен 7 Асистенције: Анто Никаринен 10 |         | Џејковен Браун 17 Рашид Махалбашић 4 Џери Џонсон 10 | Спортска хала Лоима, Лоима Гледаоци: 512 Судије: Роберт Виклицки, Антон Махлин, Игор Деменков |  |

| 8. јануар 2015 19:00 | Детаљи | Краснаја крила                                                                                    | 77 : 72 | Јенисеј                                  | «МТЛ арена», Самара Гледаоци: 1.100 Судије: Семјон Овинов, Сергеј Круг, Сергеј Бељаков |  |
| 8. јануар 2015 19:00 | Детаљи | Четвртине: 16:16, 18:22, 17:18, 26:16                                                             |         |                                          | «МТЛ арена», Самара Гледаоци: 1.100 Судије: Семјон Овинов, Сергеј Круг, Сергеј Бељаков |  |
| 8. јануар 2015 19:00 | Детаљи | Поени: Каспарс Берзињш 26 Скокови: Кервин Бристол, Каспарс Берзињш 8 Асистенције: Скот Рејнолдс 7 |         | Сава Лешић 16 Сава Лешић 7 Терико Вајт 4 | «МТЛ арена», Самара Гледаоци: 1.100 Судије: Семјон Овинов, Сергеј Круг, Сергеј Бељаков |  |

| 10. јануар 2015 15:00 | Детаљи | Цмоки-Минск                                                             | 65 : 82 | Локомотива Кубањ                                       | «Минск арена», Минск Гледаоци: 1.300 Судије: Арнис Озолс, Оскарс Лучис, Артурас Шукис |  |
| 10. јануар 2015 15:00 | Детаљи | Четвртине: 11:20, 20:22, 24:19, 10:21                                   |         |                                                        | «Минск арена», Минск Гледаоци: 1.300 Судије: Арнис Озолс, Оскарс Лучис, Артурас Шукис |  |
| 10. јануар 2015 15:00 | Детаљи | Поени: Иван Мараш 18 Скокови: Иван Мараш 7 Асистенције: Три играча по 3 |         | Крунослав Симон 17 Ентони Рандолф 7 Четири играча по 2 | «Минск арена», Минск Гледаоци: 1.300 Судије: Арнис Озолс, Оскарс Лучис, Артурас Шукис |  |

| 11. јануар 2015 18:00 | Детаљи | Калев                                                                                | 69 : 84 | УНИКС                                                          | «Талин арена», Талин Гледаоци: 700 Судије: Гинтарас Виткаускас, Петр Пастушек, Вацлав Лукеш |  |
| 11. јануар 2015 18:00 | Детаљи | Четвртине: 21:22, 16:19, 15:25, 17:18                                                |         |                                                                | «Талин арена», Талин Гледаоци: 700 Судије: Гинтарас Виткаускас, Петр Пастушек, Вацлав Лукеш |  |
| 11. јануар 2015 18:00 | Детаљи | Поени: Роландс Фреиманис 19 Скокови: Роландс Фреиманис 9 Асистенције: Скот Мачадо 14 |         | Кит Лангфорд 24 Џејмс Вајт, Кертис Џерелс по 7 Кертис Џерелс 5 | «Талин арена», Талин Гледаоци: 700 Судије: Гинтарас Виткаускас, Петр Пастушек, Вацлав Лукеш |  |

| 11. јануар 2015 18:30 |                                                                                                 | Автодор | 79 : 91                                        | ЦСКА | ПС «Кристал», Саратов Гледаоци: 5.500 Судије: Антон Махлин, Иља Путенко, Јевгениј Ветров |  |
| 11. јануар 2015 18:30 | Четвртине: 20:22, 20:23, 23:19, 16:27                                                           |         |                                                |      | ПС «Кристал», Саратов Гледаоци: 5.500 Судије: Антон Махлин, Иља Путенко, Јевгениј Ветров |  |
| 11. јануар 2015 18:30 | Поени: Мајка Даунс 15 Скокови: Џереми Шапел, Травис Питерсон по 9 Асистенције: Кортни Фортсон 7 |         | Милош Теодосић 22 Кајл Хајнс 9 Нандо де Коло 4 |      | ПС «Кристал», Саратов Гледаоци: 5.500 Судије: Антон Махлин, Иља Путенко, Јевгениј Ветров |  |

| 12. јануар 2015 20:00 | Детаљи | Нижњи Новгород                                                                   | 89 : 80 | Нимбурк                                                            | Палата спортова Нижњи Новгород, Нижњи Новгород Гледаоци: 2.000 Судије: Сергеј Зашчук, Танел Суслов, Јуриј Игнацев |  |
| 12. јануар 2015 20:00 | Детаљи | Четвртине: 18:21, 24:15, 22:19, 25:25                                            |         |                                                                    | Палата спортова Нижњи Новгород, Нижњи Новгород Гледаоци: 2.000 Судије: Сергеј Зашчук, Танел Суслов, Јуриј Игнацев |  |
| 12. јануар 2015 20:00 | Детаљи | Поени: Артјом Параховски 24 Скокови: Треј Томпкинс 6 Асистенције: Таренс Кинси 7 |         | Честер Симонс 24 Герет Штак 7 Дарије Вошингтон, Честер Симонс по 4 | Палата спортова Нижњи Новгород, Нижњи Новгород Гледаоци: 2.000 Судије: Сергеј Зашчук, Танел Суслов, Јуриј Игнацев |  |

| 25. фебруар 2015 19:00 | Детаљи | Красни октјабр                                                                                       | 80 : 94 | Химки                                        | Палата спортова Волгоград, Волгоград Гледаоци: 3.175 Судије: Антон Махлин, Иља Путенко, Александар Романов |  |
| 25. фебруар 2015 19:00 | Детаљи | Четвртине: 17:21, 25:15, 15:30, 23:28                                                                |         |                                              | Палата спортова Волгоград, Волгоград Гледаоци: 3.175 Судије: Антон Махлин, Иља Путенко, Александар Романов |  |
| 25. фебруар 2015 19:00 | Детаљи | Поени: Ламонт Хамилтон 22 Скокови: Ренди Калпепер 6 Асистенције: Доналд Мекграт, Ренди Калпепер по 3 |         | Тајрис Рајс 18 Џејмс Огастин 9 Тајрис Рајс 9 | Палата спортова Волгоград, Волгоград Гледаоци: 3.175 Судије: Антон Махлин, Иља Путенко, Александар Романов |  |

| 8. април 2015 18:00 | Детаљи | Зенит                                                                       | 88 : 81 | ВЕФ                                              | «Сибур арена», Санкт Петербург Гледаоци: 2.256 Судије: Мурат Биричик, Аре Халико, Петр Хруша |  |
| 8. април 2015 18:00 | Детаљи | Четвртине: 22:16, 25:21, 21:29, 20:15                                       |         |                                                  | «Сибур арена», Санкт Петербург Гледаоци: 2.256 Судије: Мурат Биричик, Аре Халико, Петр Хруша |  |
| 8. април 2015 18:00 | Детаљи | Поени: Дмитриј Кулагин 23 Скокови: Кајл Лендри 9 Асистенције: Волтер Хоџ 10 |         | Џералд Робинсон 20 Бамба Фол 9 Џералд Робинсон 5 | «Сибур арена», Санкт Петербург Гледаоци: 2.256 Судије: Мурат Биричик, Аре Халико, Петр Хруша |  |

## 16. коло
| 17. јануар 2015 15:00 | Детаљи | Астана                                                                            | 76 : 92 | Зенит                                                           | Сарјарка велодром, Астана Гледаоци: 300 Судије: Мурат Биричик Емин Могулкоч Александар Сирица |  |
| 17. јануар 2015 15:00 | Детаљи | Четвртине: 15:26, 23:17, 28:27, 10:22                                             |         |                                                                 | Сарјарка велодром, Астана Гледаоци: 300 Судије: Мурат Биричик Емин Могулкоч Александар Сирица |  |
| 17. јануар 2015 15:00 | Детаљи | Поени: Ник Кејнер-Медли 19 Скокови: Пет Калатес 9 Асистенције: Рашид Махалбашић 7 |         | Волтер Хоџ 23 Андреј Кошчејев 10 Артјом Вихров, Волтер Хоџ по 8 | Сарјарка велодром, Астана Гледаоци: 300 Судије: Мурат Биричик Емин Могулкоч Александар Сирица |  |

| 17. јануар 2015 17:00 | Детаљи | Химки                                                                      | 98 : 77 | Цмоки-Минск                               | Кошаркашки центар Химки, Химки Гледаоци: 2.238 Судије: Борис Шуљга Петри Ментиле Вилијус Мачијулаитис |  |
| 17. јануар 2015 17:00 | Детаљи | Четвртине: 26:26, 20:15, 21:15, 31:21                                      |         |                                           | Кошаркашки центар Химки, Химки Гледаоци: 2.238 Судије: Борис Шуљга Петри Ментиле Вилијус Мачијулаитис |  |
| 17. јануар 2015 17:00 | Детаљи | Поени: Егор Вјалцев 18 Скокови: Џејмс Огастин 8 Асистенције: Тајрис Рајс 7 |         | Иван Мараш 21 Иван Мараш 9 Стенли Барел 4 | Кошаркашки центар Химки, Химки Гледаоци: 2.238 Судије: Борис Шуљга Петри Ментиле Вилијус Мачијулаитис |  |

| 17. јануар 2015 17:00 | Детаљи | Автодор                                                                          | 87 : 69 | УНИКС                                                                                    | ПС «Кристал», Саратов Гледаоци: 4.500 Судије: Сергеј Круг Семјон Овинов Сергеј Михаилов |  |
| 17. јануар 2015 17:00 | Детаљи | Четвртине: 18:21, 18:8, 23:21, 28:19                                             |         |                                                                                          | ПС «Кристал», Саратов Гледаоци: 4.500 Судије: Сергеј Круг Семјон Овинов Сергеј Михаилов |  |
| 17. јануар 2015 17:00 | Детаљи | Поени: Кирил Фесенко 23 Скокови: Кирил Фесенко 16 Асистенције: Кортни Фортсон 12 |         | Џејмс Вајт, Кит Лангфорд по 16 Костас Кајмакоглу 8 Костас Кајмакоглу, Кертис Џерелс по 5 | ПС «Кристал», Саратов Гледаоци: 4.500 Судије: Сергеј Круг Семјон Овинов Сергеј Михаилов |  |

| 17. јануар 2015 19:10 | Детаљи | Јенисеј                                                                                              | 81 : 88 | ВЕФ                                                            | Спортска палата Иван Јаригин, Краснојарск Гледаоци: 1.500 Судије: Јакуб Замојски Ерсан Картал Андреј Шарапа |  |
| 17. јануар 2015 19:10 | Детаљи | Четвртине: 19:19, 23:18, 25:29, 14:22                                                                |         |                                                                | Спортска палата Иван Јаригин, Краснојарск Гледаоци: 1.500 Судије: Јакуб Замојски Ерсан Картал Андреј Шарапа |  |
| 17. јануар 2015 19:10 | Детаљи | Поени: Павел Сергејев 18 Скокови: Елмедин Кикановић 7 Асистенције: Ди Џеј Купер, Павел Сергејев по 6 |         | Роналдс Закис 18 Марекс Мејерис, Јанис Тима по 8 Јанис Тима 11 | Спортска палата Иван Јаригин, Краснојарск Гледаоци: 1.500 Судије: Јакуб Замојски Ерсан Картал Андреј Шарапа |  |

| 18. јануар 2015 14:00 | Детаљи | Бизонс                                                                | 63 : 78 | ЦСКА                                                                        | «Енерџи арена», Лоима Гледаоци: 1.080 Судије: Арнис Озолс Ингус Бауманис Петр Пастушек |  |
| 18. јануар 2015 14:00 | Детаљи | Четвртине: 11:19, 15:26, 14:26, 23:7                                  |         |                                                                             | «Енерџи арена», Лоима Гледаоци: 1.080 Судије: Арнис Озолс Ингус Бауманис Петр Пастушек |  |
| 18. јануар 2015 14:00 | Детаљи | Поени: Ијан Хамер 15 Скокови: Ијан Хамер 6 Асистенције: Ропе Ахонен 5 |         | Виталиј Фридзон, Павел Коробков по 13 Андреј Воронцевич 10 Милош Теодосић 8 | «Енерџи арена», Лоима Гледаоци: 1.080 Судије: Арнис Озолс Ингус Бауманис Петр Пастушек |  |

| 18. јануар 2015 17:00 | Детаљи | Красни октјабр                                                                      | 74 : 96 | Нижњи Новгород                                                       | Палата спортова Волгоград, Волгоград Гледаоци: 2.768 Судије: Петри Ментиле Алексеј Давидов Јевгениј Ветров |  |
| 18. јануар 2015 17:00 | Детаљи | Четвртине: 25:23, 18:19, 7:25, 24:29                                                |         |                                                                      | Палата спортова Волгоград, Волгоград Гледаоци: 2.768 Судије: Петри Ментиле Алексеј Давидов Јевгениј Ветров |  |
| 18. јануар 2015 17:00 | Детаљи | Поени: Ламонт Хамилтон 21 Скокови: Четири играча по 4 Асистенције: Доналд Мекгрет 7 |         | Таренс Кинси 22 Треј Томпкинс 9 Семјон Антонов, Дмитриј Хвостов по 5 | Палата спортова Волгоград, Волгоград Гледаоци: 2.768 Судије: Петри Ментиле Алексеј Давидов Јевгениј Ветров |  |

| 18. јануар 2015 18:00 | Детаљи | Калев                                                                          | 83 : 99 | Локомотива Кубањ                                   | «Саку Сурхаљ», Талин Гледаоци: 1.600 Судије: Олег Латишев Владислав Исаченко Пјотр Ивашков |  |
| 18. јануар 2015 18:00 | Детаљи | Четвртине: 19:21, 15:24, 26:23, 23:31                                          |         |                                                    | «Саку Сурхаљ», Талин Гледаоци: 1.600 Судије: Олег Латишев Владислав Исаченко Пјотр Ивашков |  |
| 18. јануар 2015 18:00 | Детаљи | Поени: Роландс Фреиманис 20 Скокови: Френк Елегар 9 Асистенције: Скот Мачадо 7 |         | Дерик Браун 24 Ричард Хендрикс 7 Крунослав Симон 7 | «Саку Сурхаљ», Талин Гледаоци: 1.600 Судије: Олег Латишев Владислав Исаченко Пјотр Ивашков |  |

| 19. фебруар 2015 20:00 | Детаљи | Нимбурк                                                                                | 77 : 68 | Краснаја крила                                         | Спортска хала Нимбурк, Нимбурк Гледаоци: 521 Судије: Борис Рижик Јурис Кокаинис Жденко Зубак |  |
| 19. фебруар 2015 20:00 | Детаљи | Четвртине: 12:20, 20:24, 19:9, 26:15                                                   |         |                                                        | Спортска хала Нимбурк, Нимбурк Гледаоци: 521 Судије: Борис Рижик Јурис Кокаинис Жденко Зубак |  |
| 19. фебруар 2015 20:00 | Детаљи | Поени: Дарије Вошингтон 17 Скокови: Дарије Вошингтон 6 Асистенције: Дарије Вошингтон 3 |         | Каспарс Берзињш 17 Кервин Бристол 12 Виктор Зарјажко 8 | Спортска хала Нимбурк, Нимбурк Гледаоци: 521 Судије: Борис Рижик Јурис Кокаинис Жденко Зубак |  |

## 17. коло
| 24. јануар 2015 12:00 | Детаљи | Астана                                                                              | 86 : 95 | Јенисеј                                      | Сарјарка велодром, Астана Гледаоци: 1.320 Судије: Александар Глишић Сергеј Чајковски Пјотр Ивашков |  |
| 24. јануар 2015 12:00 | Детаљи | Четвртине: 19:24, 24:16, 15:31, 28:24                                               |         |                                              | Сарјарка велодром, Астана Гледаоци: 1.320 Судије: Александар Глишић Сергеј Чајковски Пјотр Ивашков |  |
| 24. јануар 2015 12:00 | Детаљи | Поени: Ник Кејнер-Медли 31 Скокови: Ник Кејнер-Медли 11 Асистенције: Џери Џонсон 16 |         | Терико Вајт 33 Терико Вајт 8 Ди Џеј Купер 23 | Сарјарка велодром, Астана Гледаоци: 1.320 Судије: Александар Глишић Сергеј Чајковски Пјотр Ивашков |  |

| 25. јануар 2015 17:00 | Детаљи | Локомотива Кубањ                                                              | 89 : 85 | Автодор                                          | «Баскет хол арена», Краснодар Гледаоци: 2.971 Судије: Саша Пукл Александар Глишић Александар Романов |  |
| 25. јануар 2015 17:00 | Детаљи | Четвртине: 23:16, 25:25, 24:19, 17:25                                         |         |                                                  | «Баскет хол арена», Краснодар Гледаоци: 2.971 Судије: Саша Пукл Александар Глишић Александар Романов |  |
| 25. јануар 2015 17:00 | Детаљи | Поени: Ентони Рандолф 28 Скокови: Дерик Браун 9 Асистенције: Малком Делејни 8 |         | Кирил Фесенко 20 Мајка Даунс 12 Кортни Фортсон 6 | «Баскет хол арена», Краснодар Гледаоци: 2.971 Судије: Саша Пукл Александар Глишић Александар Романов |  |

| 25. јануар 2015 17:00 | Детаљи | Краснаја крила                                                                        | 73 : 66 | Красни октјабр                                      | «МТЛ арена», Самара Гледаоци: 1.700 Судије: Роберт Виклицки Антон Махлин Александар Сирица |  |
| 25. јануар 2015 17:00 | Детаљи | Четвртине: 23:17, 19:22, 14:11, 17:16                                                 |         |                                                     | «МТЛ арена», Самара Гледаоци: 1.700 Судије: Роберт Виклицки Антон Махлин Александар Сирица |  |
| 25. јануар 2015 17:00 | Детаљи | Поени: Каспарс Берзињш 20 Скокови: Каспарс Берзињш 15 Асистенције: Андреј Матејунас 9 |         | Ренди Калпепер 21 Ламонт Хамилтон 7 Три играча по 2 | «МТЛ арена», Самара Гледаоци: 1.700 Судије: Роберт Виклицки Антон Махлин Александар Сирица |  |

| 25. јануар 2015 17:30 | Детаљи | Калев                                                                      | 70 : 94 | Химки                                                            | «Саку Сурхаљ», Талин Гледаоци: 1.300 Судије: Ингус Бауманис Станислав Кучера Јоханес Сарекоски |  |
| 25. јануар 2015 17:30 | Детаљи | Четвртине: 23:21, 14:31, 17:21, 16:21                                      |         |                                                                  | «Саку Сурхаљ», Талин Гледаоци: 1.300 Судије: Ингус Бауманис Станислав Кучера Јоханес Сарекоски |  |
| 25. јануар 2015 17:30 | Детаљи | Поени: Френк Елегар 14 Скокови: Френк Елегар 10 Асистенције: Скот Мачадо 4 |         | Тајрис Рајс, Петери Копонен по 17 Руслан Патејев 6 Тајрис Рајс 6 | «Саку Сурхаљ», Талин Гледаоци: 1.300 Судије: Ингус Бауманис Станислав Кучера Јоханес Сарекоски |  |

| 25. јануар 2015 18:00 | Детаљи | Нимбурк                                                                            | 84 : 90 | ВЕФ                                                | Спортска хала Нимбурк, Нимбурк Гледаоци: 650 Судије: Луиш Лопеш Дариуш Шчерба Алексеј Чудин |  |
| 25. јануар 2015 18:00 | Детаљи | Четвртине: 22:21, 15:30, 18:19, 29:20                                              |         |                                                    | Спортска хала Нимбурк, Нимбурк Гледаоци: 650 Судије: Луиш Лопеш Дариуш Шчерба Алексеј Чудин |  |
| 25. јануар 2015 18:00 | Детаљи | Поени: Честер Симонс 19 Скокови: Кристијан Бернс 8 Асистенције: Дарије Вошингтон 4 |         | Џералд Робинсон 30 Роналдс Закис 11 Роберт Лоури 8 | Спортска хала Нимбурк, Нимбурк Гледаоци: 650 Судије: Луиш Лопеш Дариуш Шчерба Алексеј Чудин |  |

| 25. јануар 2015 18:00 | Детаљи | Зенит                                                                                          | 100 : 85 | Бизонс                                          | «Сибур арена», Санкт Петербург Гледаоци: 4.100 Судије: Оскарс Лучис Андреј Шарапа Рајн Пенарди |  |
| 25. јануар 2015 18:00 | Детаљи | Четвртине: 21:27, 27:15, 26:19, 26:24                                                          |          |                                                 | «Сибур арена», Санкт Петербург Гледаоци: 4.100 Судије: Оскарс Лучис Андреј Шарапа Рајн Пенарди |  |
| 25. јануар 2015 18:00 | Детаљи | Поени: Камерон Џонс, Дејан Боровњак по 20 Скокови: Кајл Лендри 12 Асистенције: Три играча по 4 |          | Ентони Хиљиард 23 Ијан Хамер 7 Анто Никаринен 6 | «Сибур арена», Санкт Петербург Гледаоци: 4.100 Судије: Оскарс Лучис Андреј Шарапа Рајн Пенарди |  |

| 25. јануар 2015 19:00 | Детаљи | УНИКС | 73 : 75 | ЦСКА                                            | «Баскет хол Казањ», Казањ Гледаоци: 4.000 Судије: Томислав Вовк Аре Халико Алексеј Давидов |  |
| 25. јануар 2015 19:00 | Детаљи | Четвртине: 21:17, 16:16, 16:23, 20:19                                                                                     |         |                                                 | «Баскет хол Казањ», Казањ Гледаоци: 4.000 Судије: Томислав Вовк Аре Халико Алексеј Давидов |  |
| 25. јануар 2015 19:00 | Детаљи | Поени: Костас Кајмакоглу 22 Скокови: Кит Лангфорд, Костас Кајмакоглу по 8 Асистенције: Кит Лангфорд, Антон Понкрашов по 4 |         | Нандо де Коло 28 Кајл Хајнс 12 Милош Теодосић 6 | «Баскет хол Казањ», Казањ Гледаоци: 4.000 Судије: Томислав Вовк Аре Халико Алексеј Давидов |  |

| 26. јануар 2015 19:00 | Детаљи | Цмоки-Минск                                                                                            | 79 : 93 | Нижњи Новгород                                     | «Минск арена», Минск Гледаоци: 950 Судије: Јургис Лауринавичијусс Миндаугас Вецерскис Војцех Лишка |  |
| 26. јануар 2015 19:00 | Детаљи | Четвртине: 21:29, 15:14, 22:24, 21:26                                                                  |         |                                                    | «Минск арена», Минск Гледаоци: 950 Судије: Јургис Лауринавичијусс Миндаугас Вецерскис Војцех Лишка |  |
| 26. јануар 2015 19:00 | Детаљи | Поени: Стенли Барел, Александар Кудрјавцев по 18 Скокови: Иван Мараш 16 Асистенције: Бранко Мирковић 3 |         | Треј Томпкинс 24 Треј Томпкинс 10 Тејлор Рочести 9 | «Минск арена», Минск Гледаоци: 950 Судије: Јургис Лауринавичијусс Миндаугас Вецерскис Војцех Лишка |  |

## 18. коло
| 31. јануар 2015 15:10 | Детаљи | Јенисеј                                                                   | 104 : 108 | Зенит                                             | Спортска палата Иван Јаригин, Краснојарск Гледаоци: 1.300 Судије: Роберт Виклицки Сергеј Бељаков Јуриј Зинкевич |  |
| 31. јануар 2015 15:10 | Детаљи | Четвртине: 28:22, 20:26, 25:25, 21:21                                     |           |                                                   | Спортска палата Иван Јаригин, Краснојарск Гледаоци: 1.300 Судије: Роберт Виклицки Сергеј Бељаков Јуриј Зинкевич |  |
| 31. јануар 2015 15:10 | Детаљи | Поени: Ди Џеј Купер 20 Скокови: Сава Лешић 10 Асистенције: Ди Џеј Купер 8 |           | Дејан Боровњак 24 Дејан Боровњак 13 Волтер Хоџ 15 | Спортска палата Иван Јаригин, Краснојарск Гледаоци: 1.300 Судије: Роберт Виклицки Сергеј Бељаков Јуриј Зинкевич |  |

| 31. јануар 2015 18:00 | Детаљи | Автодор                                                                         | 101 : 76 | Химки                                                              | ПС «Кристал», Саратов Гледаоци: 5.000 Судије: Сретен Радовић Сергеј Михаилов Алексеј Давидов |  |
| 31. јануар 2015 18:00 | Детаљи | Четвртине: 19:16, 31:25, 24:23, 27:12                                           |          |                                                                    | ПС «Кристал», Саратов Гледаоци: 5.000 Судије: Сретен Радовић Сергеј Михаилов Алексеј Давидов |  |
| 31. јануар 2015 18:00 | Детаљи | Поени: Кирил Фесенко 23 Скокови: Кирил Фесенко 13 Асистенције: Кортни Фортсон 8 |          | Петери Копонен 21 Џејмс Огастин 7 Тајрис Рајс, Петери Копонен по 4 | ПС «Кристал», Саратов Гледаоци: 5.000 Судије: Сретен Радовић Сергеј Михаилов Алексеј Давидов |  |

| 31. јануар 2015 18:00 | Детаљи | Цмоки-Минск                                                                                | 74 : 66 | Краснаја крила                                        | «Минск арена», Минск Гледаоци: 1.600 Судије: Олег Латишев Сергеј Зашчук Танел Суслов |  |
| 31. јануар 2015 18:00 | Детаљи | Четвртине: 25:16, 16:10, 19:21, 14:19                                                      |         |                                                       | «Минск арена», Минск Гледаоци: 1.600 Судије: Олег Латишев Сергеј Зашчук Танел Суслов |  |
| 31. јануар 2015 18:00 | Детаљи | Поени: Бранко Мирковић 15 Скокови: Алексеј Лашкевич 9 Асистенције: Александар Кудрјавцев 4 |         | Виктор Зарјажко 14 Кервин Бристол 13 Сергеј Топоров 4 | «Минск арена», Минск Гледаоци: 1.600 Судије: Олег Латишев Сергеј Зашчук Танел Суслов |  |

| 1. фебруар 2015 12:00 | Детаљи | Астана                                                                             | 82 : 84 | Нимбурк                                         | Сарјарка велодром, Астана Гледаоци: 1 488 Судије: Борис Шуљга Андреј Шарапа Александар Романов |  |
| 1. фебруар 2015 12:00 | Детаљи | Четвртине: 19:19, 27:19, 16:24, 20:22                                              |         |                                                 | Сарјарка велодром, Астана Гледаоци: 1 488 Судије: Борис Шуљга Андреј Шарапа Александар Романов |  |
| 1. фебруар 2015 12:00 | Детаљи | Поени: Ник Кејнер-Медли 21 Скокови: Ник Кејнер-Медли 8 Асистенције: Џери Џонсон 12 |         | Дарије Вошингтон 24 Лубош Бартон 5 Јиржи Велш 5 | Сарјарка велодром, Астана Гледаоци: 1 488 Судије: Борис Шуљга Андреј Шарапа Александар Романов |  |

| 1. фебруар 2015 16:00 | Детаљи | Красни октјабр                                                                      | 84 : 69 | ВЕФ                                                   | Палата спортова Волгоград, Волгоград Гледаоци: 2.805 Судије: Миливоје Јовчић Аре Халико Јуриј Игнацев |  |
| 1. фебруар 2015 16:00 | Детаљи | Четвртине: 19:13, 25:14, 16:22, 24:20                                               |         |                                                       | Палата спортова Волгоград, Волгоград Гледаоци: 2.805 Судије: Миливоје Јовчић Аре Халико Јуриј Игнацев |  |
| 1. фебруар 2015 16:00 | Детаљи | Поени: Ламонт Хамилтон 20 Скокови: Четири играча по 5 Асистенције: Доналд Мекгрет 8 |         | Џералд Робинсон 18 Марекс Мејерис 7 Џералд Робинсон 9 | Палата спортова Волгоград, Волгоград Гледаоци: 2.805 Судије: Миливоје Јовчић Аре Халико Јуриј Игнацев |  |

| 1. фебруар 2015 17:00 | Детаљи | Бизонс                                                                     | 76 : 82 | УНИКС                                       | Спортска хала Лоима, Лоима Гледаоци: 612 Судије: Арнис Озолс Миндаугас Вецерскис Борис Габара |  |
| 1. фебруар 2015 17:00 | Детаљи | Четвртине: 23:17, 8:20, 23:15, 15:17                                       |         |                                             | Спортска хала Лоима, Лоима Гледаоци: 612 Судије: Арнис Озолс Миндаугас Вецерскис Борис Габара |  |
| 1. фебруар 2015 17:00 | Детаљи | Поени: Мати Нутинен 15 Скокови: Три играча по 7 Асистенције: Арон Џонсон 8 |         | Диор Фишер 20 Диор Фишер 13 Кертис Џерелс 6 | Спортска хала Лоима, Лоима Гледаоци: 612 Судије: Арнис Озолс Миндаугас Вецерскис Борис Габара |  |

| 1. фебруар 2015 18:00 | Детаљи | Калев                                                                                       | 110 : 76 | Нижњи Новгород                                        | «Саку Сурхаљ», Талин · Гледаоци: 1.200 · Судије: ЛЕТ Јурис Кокаинис · Литванија Вилијус Мачијулаутис · Роман Пономаренко |  |
| 1. фебруар 2015 18:00 | Детаљи | Четвртине: 17:18, 32:20, 34:21, 27:17                                                       |          |                                                       | «Саку Сурхаљ», Талин · Гледаоци: 1.200 · Судије: ЛЕТ Јурис Кокаинис · Литванија Вилијус Мачијулаутис · Роман Пономаренко |  |
| 1. фебруар 2015 18:00 | Детаљи | Поени: Френк Елегар 26 Скокови: Скот Мачадо, Френк Елегар по 10 Асистенције: Скот Мачадо 14 |          | Треј Томпкинс 19 Артјом Параховски 8 Тејлор Рочести 3 | «Саку Сурхаљ», Талин · Гледаоци: 1.200 · Судије: ЛЕТ Јурис Кокаинис · Литванија Вилијус Мачијулаутис · Роман Пономаренко |  |

| 1. фебруар 2015 19:00 | Детаљи | ЦСКА                                                                                  | 76 : 78 | Локомотива Кубањ                              | Универзални спортски комплекс ЦСКА, Москва Гледаоци: 3.876 Судије: Томаш Травицки Здравко Рутешић Ингус Бауманис |  |
| 1. фебруар 2015 19:00 | Детаљи | Четвртине: 16:18, 21:20, 19:18, 20:22                                                 |         |                                               | Универзални спортски комплекс ЦСКА, Москва Гледаоци: 3.876 Судије: Томаш Травицки Здравко Рутешић Ингус Бауманис |  |
| 1. фебруар 2015 19:00 | Детаљи | Поени: Милош Теодосић 20 Скокови: Андреј Воронцевич 10 Асистенције: Милош Теодосић 10 |         | Ентони Рандолф 17 Дерик Браун 9 Дерик Браун 4 | Универзални спортски комплекс ЦСКА, Москва Гледаоци: 3.876 Судије: Томаш Травицки Здравко Рутешић Ингус Бауманис |  |

## 19. коло
| 6. фебруар 2015 20:00 | Детаљи | Бизонс                                                                     | 108 : 71 | Јенисеј                                            | Спортска хала Лоима, Лоима Гледаоци: 512 Судије: Томас Јасијавичијус Петр Пастушек Јурис Кокаинис |  |
| 6. фебруар 2015 20:00 | Детаљи | Четвртине: 24:19, 28:20, 31:14, 25:18                                      |          |                                                    | Спортска хала Лоима, Лоима Гледаоци: 512 Судије: Томас Јасијавичијус Петр Пастушек Јурис Кокаинис |  |
| 6. фебруар 2015 20:00 | Детаљи | Поени: Ентони Хиљиард 29 Скокови: Ијан Хамер 11 Асистенције: Арон Џонсон 9 |          | Елмедин Кикановић 20 Ди Џеј Купер 8 Ди Џеј Купер 6 | Спортска хала Лоима, Лоима Гледаоци: 512 Судије: Томас Јасијавичијус Петр Пастушек Јурис Кокаинис |  |

| 7. фебруар 2015 17:00 | Детаљи | Локомотива Кубањ                                                                 | 74 : 72 | УНИКС                                       | «Баскет хол арена», Краснодар Гледаоци: 4.370 Судије: Роберт Виклицки Антон Махлин Иља Путенко |  |
| 7. фебруар 2015 17:00 | Детаљи | Четвртине: 18:20, 14:10, 19:21, 23:21                                            |         |                                             | «Баскет хол арена», Краснодар Гледаоци: 4.370 Судије: Роберт Виклицки Антон Махлин Иља Путенко |  |
| 7. фебруар 2015 17:00 | Детаљи | Поени: Ентони Рандолф 28 Скокови: Ентони Рандолф 9 Асистенције: Малком Делејни 6 |         | Кит Лангфорд 22 Диор Фишер 9 Сергеј Биков 5 | «Баскет хол арена», Краснодар Гледаоци: 4.370 Судије: Роберт Виклицки Антон Махлин Иља Путенко |  |

| 8. фебруар 2015 13:00 | Детаљи | Красни октјабр                                                                  | 84 : 72 | Астана                                     | Палата спортова Волгоград, Волгоград Гледаоци: 2.763 Судије: Милош Кољеншић Оскарс Лучис Марек Малишевски |  |
| 8. фебруар 2015 13:00 | Детаљи | Четвртине: 15:20, 24:14, 19:6, 26:32                                            |         |                                            | Палата спортова Волгоград, Волгоград Гледаоци: 2.763 Судије: Милош Кољеншић Оскарс Лучис Марек Малишевски |  |
| 8. фебруар 2015 13:00 | Детаљи | Поени: Ламонт Хамилтон 23 Скокови: Ромео Травис 9 Асистенције: Доналд Мекгрет 7 |         | Џери Џонсон 18 Пет Калатес 6 Џери Џонсон 7 | Палата спортова Волгоград, Волгоград Гледаоци: 2.763 Судије: Милош Кољеншић Оскарс Лучис Марек Малишевски |  |

| 8. фебруар 2015 13:00 | Детаљи | Химки                                                                                        | 107 : 104 | ЦСКА                                                                           | «Кошаркашки центар Химки», Химки Гледаоци: 4.000 Судије: Дамир Јавор Срђан Дозаи Семјон Овинов |  |
| 8. фебруар 2015 13:00 | Детаљи | Четвртине: 32:24, 18:32, 34:19, 23:29                                                        |           |                                                                                | «Кошаркашки центар Химки», Химки Гледаоци: 4.000 Судије: Дамир Јавор Срђан Дозаи Семјон Овинов |  |
| 8. фебруар 2015 13:00 | Детаљи | Поени: Петери Копонен, Пол Дејвис по 22 Скокови: Тајлер Ханикат 7 Асистенције: Тајрис Рајс 7 |           | Милош Теодосић 29 Манучар Маркоишвили, Андреј Воронцевич по 6 Милош Теодосић 9 | «Кошаркашки центар Химки», Химки Гледаоци: 4.000 Судије: Дамир Јавор Срђан Дозаи Семјон Овинов |  |

| 8. фебруар 2015 17:00 | Детаљи | Автодор                                                                            | 88 : 93 | Нижњи Новгород                                     | ПС «Кристал», Саратов Гледаоци: 5.500 Судије: Сергеј Круг Јевгениј Ветров Јевгениј Островски |  |
| 8. фебруар 2015 17:00 | Детаљи | Четвртине: 25:29, 18:20, 19:21, 26:23                                              |         |                                                    | ПС «Кристал», Саратов Гледаоци: 5.500 Судије: Сергеј Круг Јевгениј Ветров Јевгениј Островски |  |
| 8. фебруар 2015 17:00 | Детаљи | Поени: Кортни Фортсон 24 Скокови: Травис Петерсон 9 Асистенције: Кортни Фортсон 10 |         | Тејлор Рочести 29 Треј Томпкинс 9 Тејлор Рочести 8 | ПС «Кристал», Саратов Гледаоци: 5.500 Судије: Сергеј Круг Јевгениј Ветров Јевгениј Островски |  |

| 8. фебруар 2015 18:00 | Детаљи | Нимбурк                                                                                           | 80 : 84 | Зенит                                            | Спортска хала Нимбурк, Нимбурк Гледаоци: 680 Судије: Петри Ментиле Сергеј Зашчук Петер Зениш |  |
| 8. фебруар 2015 18:00 | Детаљи | Четвртине: 18:14, 22:25, 22:18, 18:27                                                             |         |                                                  | Спортска хала Нимбурк, Нимбурк Гледаоци: 680 Судије: Петри Ментиле Сергеј Зашчук Петер Зениш |  |
| 8. фебруар 2015 18:00 | Детаљи | Поени: Честер Симонс 18 Скокови: Петр Бенда, Кристијан Барнс по 5 Асистенције: Дарије Вошингтон 6 |         | Волтер Хоџ 34 Ди Џеј Стивенс 8 Дмитриј Кулагин 5 | Спортска хала Нимбурк, Нимбурк Гледаоци: 680 Судије: Петри Ментиле Сергеј Зашчук Петер Зениш |  |

| 9. фебруар 2015 20:30 | Детаљи | ВЕФ                                                                                               | 86 : 61 | Цмоки-Минск                                   | «Арена Рига», Рига Гледаоци: 700 Судије: Апостолос Калпакас Алексеј Давидов Алексеј Чудин |  |
| 9. фебруар 2015 20:30 | Детаљи | Четвртине: 18:18, 23:16, 26:15, 19:12                                                             |         |                                               | «Арена Рига», Рига Гледаоци: 700 Судије: Апостолос Калпакас Алексеј Давидов Алексеј Чудин |  |
| 9. фебруар 2015 20:30 | Детаљи | Поени: Јанис Тима 18 Скокови: Анжејс Пасечникс 10 Асистенције: Роберт Лоури, Џералд Робинсон по 9 |         | Иван Мараш 27 Иван Мараш 15 Бранко Мирковић 4 | «Арена Рига», Рига Гледаоци: 700 Судије: Апостолос Калпакас Алексеј Давидов Алексеј Чудин |  |

| 11. фебруар 2015 18:00 |                                                                                     | Краснаја крила | 65 : 75                                         | Калев | МТЛ арена, Самара Гледаоци: 1.700 Судије: Миливоје Јовчић Пјотр Ивашков Артурас Шукис |  |
| 11. фебруар 2015 18:00 | Четвртине: 19:17, 12:16, 15:11, 11:13                                               |                |                                                 |       | МТЛ арена, Самара Гледаоци: 1.700 Судије: Миливоје Јовчић Пјотр Ивашков Артурас Шукис |  |
| 11. фебруар 2015 18:00 | Поени: Дмитриј Артешин 16 Скокови: Кервин Бристол 16 Асистенције: Виктор Зарјажко 6 |                | Скот Мачадо 28 Френк Елегар 12 Рајан Вајдеман 3 |       | МТЛ арена, Самара Гледаоци: 1.700 Судије: Миливоје Јовчић Пјотр Ивашков Артурас Шукис |  |

## 20. коло
| 14. фебруар 2015 15:10 |                                                                                                   | Јенисеј | 83 : 87                                       | Калев | Спортска палата Иван Јаригин, Краснојарск Гледаоци: 1.200 Судије: Арнис Озолс Миндаугас Вецерскис Андреј Шарапа |  |
| 14. фебруар 2015 15:10 | Четвртине: 23:21, 19:26, 14:15, 27:25                                                             |         |                                               |       | Спортска палата Иван Јаригин, Краснојарск Гледаоци: 1.200 Судије: Арнис Озолс Миндаугас Вецерскис Андреј Шарапа |  |
| 14. фебруар 2015 15:10 | Поени: Ди Џеј Купер 22 Скокови: Ди Џеј Купер, Елмедин Кикановић по 7 Асистенције: Ди Џеј Купер 10 |         | Френк Елегар 29 Френк Елегар 16 Скот Мачадо 9 |       | Спортска палата Иван Јаригин, Краснојарск Гледаоци: 1.200 Судије: Арнис Озолс Миндаугас Вецерскис Андреј Шарапа |  |

| 15. фебруар 2015 15:00 |                                                                            | Цмоки-Минск | 68 : 85                                        | Нимбурк | «Минск арена», Минск Гледаоци: 1.500 Судије: Сергеј Круг Ингус Бауманис Александар Романов |  |
| 15. фебруар 2015 15:00 | Четвртине: 13:22, 25:20, 12:20, 18:23                                      |             |                                                |         | «Минск арена», Минск Гледаоци: 1.500 Судије: Сергеј Круг Ингус Бауманис Александар Романов |  |
| 15. фебруар 2015 15:00 | Поени: Иван Мараш 18 Скокови: Иван Мараш 11 Асистенције: Бранко Мирковић 4 |             | Војтек Хрубан 19 Герет Стак 10 Честер Симонс 6 |         | «Минск арена», Минск Гледаоци: 1.500 Судије: Сергеј Круг Ингус Бауманис Александар Романов |  |

| 15. фебруар 2015 18:30 |                                                                               | Красни октјабр | 75 : 83                                   | Бизонс | Палата спортова Волгоград, Волгоград Судије: Миливоје Јовчић Марчин Ковалски Танел Суслов |  |
| 15. фебруар 2015 18:30 | Четвртине: 14:13, 17:18, 20:26, 24:26                                         |                |                                           |        | Палата спортова Волгоград, Волгоград Судије: Миливоје Јовчић Марчин Ковалски Танел Суслов |  |
| 15. фебруар 2015 18:30 | Поени: Ромео Травис 17 Скокови: Ромео Травис 11 Асистенције: Доналд Макграт 7 |                | Ијан Хамер 19 Ијан Хамер 13 Арон Џонсон 8 |        | Палата спортова Волгоград, Волгоград Судије: Миливоје Јовчић Марчин Ковалски Танел Суслов |  |

| 15. фебруар 2015 19:00 |                                                                            | Зенит | 94 : 86                                         | Автодор | Сибур арена, Санкт Петербург Гледаоци: 2.900 Судије: Јакуб Замојски Семјон Овинов Станислав Валејев |  |
| 15. фебруар 2015 19:00 | Четвртине: 31:22, 22:25, 24:15, 17:24                                      |       |                                                 |         | Сибур арена, Санкт Петербург Гледаоци: 2.900 Судије: Јакуб Замојски Семјон Овинов Станислав Валејев |  |
| 15. фебруар 2015 19:00 | Поени: Волтер Хоџ 27 Скокови: Ди Џеј Стивенс 11 Асистенције: Волтер Хоџ 11 |       | Кортни Фортсон 18 Џереми Шапел 10 Мајка Даунс 4 |         | Сибур арена, Санкт Петербург Гледаоци: 2.900 Судије: Јакуб Замојски Семјон Овинов Станислав Валејев |  |

| 15. фебруар 2015 20:00 |                                                                                     | ВЕФ | 75 : 82                                    | УНИКС | «Арена Рига», Рига Гледаоци: 600 Судије: Томас Јасијавичијус Дариуш Шчерба Станислав Кучера |  |
| 15. фебруар 2015 20:00 | Четвртине: 32:18, 13:20, 20:27, 10:17                                               |     |                                            |       | «Арена Рига», Рига Гледаоци: 600 Судије: Томас Јасијавичијус Дариуш Шчерба Станислав Кучера |  |
| 15. фебруар 2015 20:00 | Поени: Џералд Робинсон 20 Скокови: Марекс Мејерис 12 Асистенције: Џералд Робинсон 6 |     | Диор Фишер 18 Диор Фишер 8 Кертис Џерелс 6 |       | «Арена Рига», Рига Гледаоци: 600 Судије: Томас Јасијавичијус Дариуш Шчерба Станислав Кучера |  |

| 16. фебруар 2015 17:00 |                                                                         | Астана | 60 : 78                                          | ЦСКА | Сарјарка велодром, Астана Гледаоци: 950 Судије: Арнис Озолс Аре Халико Владислав Исаченко |  |
| 16. фебруар 2015 17:00 | Четвртине: 14:19, 25:27, 15:14, 6:18                                    |        |                                                  |      | Сарјарка велодром, Астана Гледаоци: 950 Судије: Арнис Озолс Аре Халико Владислав Исаченко |  |
| 16. фебруар 2015 17:00 | Поени: Пет Калатес 15 Скокови: Пет Калатес 8 Асистенције: Џери Џонсон 6 |        | Александар Каун 12 Виталиј Фридзон 7 Сони Вимс 5 |      | Сарјарка велодром, Астана Гледаоци: 950 Судије: Арнис Озолс Аре Халико Владислав Исаченко |  |

| 16. фебруар 2015 20:00 |                                                                                     | Нижњи Новгород | 86 : 94                                      | Химки | Палата спортова Нижњи Новгород, Нижњи Новгород Гледаоци: 1.200 Судије: Антон Махлин Иља Путенко Јевгениј Ветров |  |
| 16. фебруар 2015 20:00 | Четвртине: 20:19, 16:24, 24:19, 19:17                                               |                |                                              |       | Палата спортова Нижњи Новгород, Нижњи Новгород Гледаоци: 1.200 Судије: Антон Махлин Иља Путенко Јевгениј Ветров |  |
| 16. фебруар 2015 20:00 | Поени: Треј Томпкинс 28 Скокови: Артјом Параховски 12 Асистенције: Тејлор Рочести 9 |                | Тајрис Рајс 25 Џејмс Огастин 9 Тајрис Рајс 7 |       | Палата спортова Нижњи Новгород, Нижњи Новгород Гледаоци: 1.200 Судије: Антон Махлин Иља Путенко Јевгениј Ветров |  |

| 12. април 2015 16:00 |                                                                                  | Краснаја крила | 64 : 96                                                              | Локомотива Кубањ | МТЛ арена, Самара Гледаоци: 1.000 Судије: Сергеј Михаилов Игор Деменков Јуриј Зинкевич |  |
| 12. април 2015 16:00 | Четвртине: 17:18, 19:26, 16:33, 12:19                                            |                |                                                                      |                  | МТЛ арена, Самара Гледаоци: 1.000 Судије: Сергеј Михаилов Игор Деменков Јуриј Зинкевич |  |
| 12. април 2015 16:00 | Поени: Дмитриј Артешин 17 Скокови: Јевгениј Фиди 8 Асистенције: Антон Глазунов 5 |                | Дерик Браун 18 Никита Балашов, Крунослав Симон по 5 Малком Делејни 6 |                  | МТЛ арена, Самара Гледаоци: 1.000 Судије: Сергеј Михаилов Игор Деменков Јуриј Зинкевич |  |

## 21. коло
| 21. фебруар 2015 13:00 |                                                                            | Химки | 85 : 78                                             | Локомотива Кубањ | Баскетбольный центр Московской области, Химки Гледаоци: 2.000 Судије: Томислав Вовк Урош Обркнежевић Оскарс Лучис |  |
| 21. фебруар 2015 13:00 | Четвртине: 20:23, 21:16, 18:18, 26:21                                      |       |                                                     |                  | Баскетбольный центр Московской области, Химки Гледаоци: 2.000 Судије: Томислав Вовк Урош Обркнежевић Оскарс Лучис |  |
| 21. фебруар 2015 13:00 | Поени: Тајрис Рајс 19 Скокови: Џејмс Огастин 11 Асистенције: Тајрис Рајс 5 |       | Ентони Рандолф 23 Ентони Рандолф 8 Малком Делејни 5 |                  | Баскетбольный центр Московской области, Химки Гледаоци: 2.000 Судије: Томислав Вовк Урош Обркнежевић Оскарс Лучис |  |

| 21. фебруар 2015 15:10 |                                                                                | Јенисеј | 87 : 89                                            | Красни октјабр | Спортска палата Иван Јаригин, Краснојарск Гледаоци: 1.300 Судије: Семјон Овинов Јевгениј Ветров Алексеј Архипов |  |
| 21. фебруар 2015 15:10 | Четвртине: 31:19, 28:22, 15:27, 13:21                                          |         |                                                    |                | Спортска палата Иван Јаригин, Краснојарск Гледаоци: 1.300 Судије: Семјон Овинов Јевгениј Ветров Алексеј Архипов |  |
| 21. фебруар 2015 15:10 | Поени: Елмедин Кикановић 16 Скокови: Сава Лешић 6 Асистенције: Ди Џеј Купер 13 |         | Ренди Калпепер 33 Три играча по 5 Доналд Макграт 8 |                | Спортска палата Иван Јаригин, Краснојарск Гледаоци: 1.300 Судије: Семјон Овинов Јевгениј Ветров Алексеј Архипов |  |

| 22. фебруар 2015 12:00 |                                                                               | Астана | 93 : 72                                        | Калев | Сарјарка велодром, Астана Гледаоци: 532 Судије: Борис Шуљга Алексеј Давидов Алексеј Чудин |  |
| 22. фебруар 2015 12:00 | Четвртине: 24:18, 17:25, 25:21, 27:8                                          |        |                                                |       | Сарјарка велодром, Астана Гледаоци: 532 Судије: Борис Шуљга Алексеј Давидов Алексеј Чудин |  |
| 22. фебруар 2015 12:00 | Поени: Џери Џонсон 30 Скокови: Ник Кејнер-Медли 11 Асистенције: Џери Џонсон 9 |        | Рајан Вејдеман 18 Френк Елегар 7 Скот Мачадо 5 |       | Сарјарка велодром, Астана Гледаоци: 532 Судије: Борис Шуљга Алексеј Давидов Алексеј Чудин |  |

| 22. фебруар 2015 17:00 |                                                                                    | Краснаја крила | 41 : 85                                                   | ЦСКА | «МТЛ арена», Самара Гледаоци: 2.350 Судије: Урош Обркнежевић Антон Махлин Александар Романов |  |
| 22. фебруар 2015 17:00 | Четвртине: 8:19, 13:25, 13:19, 7:22                                                |                |                                                           |      | «МТЛ арена», Самара Гледаоци: 2.350 Судије: Урош Обркнежевић Антон Махлин Александар Романов |  |
| 22. фебруар 2015 17:00 | Поени: Сергеј Топоров 10 Скокови: Кервин Бристол 11 Асистенције: Виктор Зарјажко 4 |                | Виталиј Фридзон 14 Манучар Маркоишвили 7 Милош Теодосић 7 |      | «МТЛ арена», Самара Гледаоци: 2.350 Судије: Урош Обркнежевић Антон Махлин Александар Романов |  |

| 22. фебруар 2015 17:30 |                                                                                     | Нижњи Новгород | 80 : 84                                      | УНИКС | Палата спортова Нижњи Новгород, Нижњи Новгород Гледаоци: 1.500 Судије: Томислав Вовк Сергеј Круг Сергеј Бељаков |  |
| 22. фебруар 2015 17:30 | Четвртине: 18:30, 25:16, 16:22, 21:16                                               |                |                                              |       | Палата спортова Нижњи Новгород, Нижњи Новгород Гледаоци: 1.500 Судије: Томислав Вовк Сергеј Круг Сергеј Бељаков |  |
| 22. фебруар 2015 17:30 | Поени: Артјом Параховски 16 Скокови: Треј Томпкинс 10 Асистенције: Тејлор Рочести 9 |                | Кит Лангфорд 24 Вадим Панин 9 Кит Лангфорд 4 |       | Палата спортова Нижњи Новгород, Нижњи Новгород Гледаоци: 1.500 Судије: Томислав Вовк Сергеј Круг Сергеј Бељаков |  |

| 22. фебруар 2015 18:00 | | Нимбурк | 70 : 74                                        | Бизонс | Спортска хала Нимбурк, Нимбурк Гледаоци: 820 Судије: Олег Латишев Иља Путенко Милан Бржак |  |
| 22. фебруар 2015 18:00 | Четвртине: 24:18, 16:24, 12:13, 18:19                                                                   |         |                                                |        | Спортска хала Нимбурк, Нимбурк Гледаоци: 820 Судије: Олег Латишев Иља Путенко Милан Бржак |  |
| 22. фебруар 2015 18:00 | Поени: Дарије Вошингтон 23 Скокови: Кристијан Бернс 11 Асистенције: Дерек Рејвио, Дарије Вошингтон по 4 |         | Травис Нелсон 14 Ијан Хамер 12 Три играча по 4 |        | Спортска хала Нимбурк, Нимбурк Гледаоци: 820 Судије: Олег Латишев Иља Путенко Милан Бржак |  |

| 15. април 2015 19:30 |                                                                            | ВЕФ | 100 : 82                                           | Автодор | Арена Рига, Рига Гледаоци: 370 Судије: Апостолос Калпакас Сергеј Зашчук Гинтарас Виткаускас |  |
| 15. април 2015 19:30 | Четвртине: 21:28, 31:16, 27:19, 21:19                                      |     |                                                    |         | Арена Рига, Рига Гледаоци: 370 Судије: Апостолос Калпакас Сергеј Зашчук Гинтарас Виткаускас |  |
| 15. април 2015 19:30 | Поени: Јанис Тима 26 Скокови: Марекс Мејерис 9 Асистенције: Си Џеј Харис 6 |     | Кирил Фесенко 18 Кирил Фесенко 6 Алексеј Гољахов 6 |         | Арена Рига, Рига Гледаоци: 370 Судије: Апостолос Калпакас Сергеј Зашчук Гинтарас Виткаускас |  |

| 15. април 2015 20:00 |                                                                         | Зенит | 85 : 78                                              | Цмоки-Минск | Сибур арена, Санкт Петербург Гледаоци: 1.900 Судије: Јурис Кокаинис Јоханес Сарекоски Март Вехендрик |  |
| 15. април 2015 20:00 | Четвртине: 26:19, 20:21, 12:13, 27:25                                   |       |                                                      |             | Сибур арена, Санкт Петербург Гледаоци: 1.900 Судије: Јурис Кокаинис Јоханес Сарекоски Март Вехендрик |  |
| 15. април 2015 20:00 | Поени: Кајл Лендри 20 Скокови: Кајл Лендри 10 Асистенције: Волтер Хоџ 4 |       | Александар Кудрјавцев 18 Иван Мараш 12 Џастин Греј 8 |             | Сибур арена, Санкт Петербург Гледаоци: 1.900 Судије: Јурис Кокаинис Јоханес Сарекоски Март Вехендрик |  |

## 22. коло
| 28. фебруар 2015 14:00 |                                                                                   | Калев | 65 : 84                                                                        | Зенит | «Талин арена», Талин Гледаоци: 950 Судије: Јургис Лауринавичијус Вацлав Лукеш Јоханес Сарекоски |  |
| 28. фебруар 2015 14:00 | Четвртине: 12:17, 10:25, 20:19, 23:23                                             |       |                                                                                |       | «Талин арена», Талин Гледаоци: 950 Судије: Јургис Лауринавичијус Вацлав Лукеш Јоханес Сарекоски |  |
| 28. фебруар 2015 14:00 | Поени: Алексеј Печјоров 18 Скокови: Алексеј Печјоров 8 Асистенције: Скот Мачадо 8 |       | Камерон Џонс, Волтер Хоџ по 18 Јевгениј Валијев, Кајл Лендри по 8 Волтер Хоџ 7 |       | «Талин арена», Талин Гледаоци: 950 Судије: Јургис Лауринавичијус Вацлав Лукеш Јоханес Сарекоски |  |

| 28. фебруар 2015 14:00 |                                                                                | УНИКС | 83 : 56                                         | Краснаја крила | «Баскет хол Казањ», Казањ Гледаоци: 1.500 Судије: Иља Путенко Игор Деменков Јуриј Зинкевич |  |
| 28. фебруар 2015 14:00 | Четвртине: 19:17, 18:16, 18:7, 28:6                                            |       |                                                 |                | «Баскет хол Казањ», Казањ Гледаоци: 1.500 Судије: Иља Путенко Игор Деменков Јуриј Зинкевич |  |
| 28. фебруар 2015 14:00 | Поени: Кертис Џерелс 19 Скокови: Павел Антипов 9 Асистенције: Кертис Джерелс 6 |       | Антон Пушков 13 Максим Пилаев 7 Максим Пилаев 5 |                | «Баскет хол Казањ», Казањ Гледаоци: 1.500 Судије: Иља Путенко Игор Деменков Јуриј Зинкевич |  |

| 28. фебруар 2015 20:00 |                                                                               | Бизонс | 84 : 87                                       | Химки | «Енерџи арена», Лоима Гледаоци: 2.038 Судије: Томислав Хордов Јурис Кокаинис Александар Сирица |  |
| 28. фебруар 2015 20:00 | Четвртине: 19:25, 18:21, 26:20, 21:21                                         |        |                                               |       | «Енерџи арена», Лоима Гледаоци: 2.038 Судије: Томислав Хордов Јурис Кокаинис Александар Сирица |  |
| 28. фебруар 2015 20:00 | Поени: Ентони Хиљиард 22 Скокови: Ијан Хамер 10 Асистенције: Ентони Хиљиард 6 |        | Тајрис Рајс 21 Џејмс Огастин 7 Егор Вјалцев 6 |       | «Енерџи арена», Лоима Гледаоци: 2.038 Судије: Томислав Хордов Јурис Кокаинис Александар Сирица |  |

| 1. март 2015 13:00 |                                                                                    | Локомотива Кубањ | 88 : 82                                             | Нижњи Новгород | «Баскет хол арена», Краснодар Гледаоци: 3.799 Судије: Антон Махлин Семјон Овинов Јевгениј Ветров |  |
| 1. март 2015 13:00 | Четвртине: 23:18, 20:9, 22:27, 23:28                                               |                  |                                                     |                | «Баскет хол арена», Краснодар Гледаоци: 3.799 Судије: Антон Махлин Семјон Овинов Јевгениј Ветров |  |
| 1. март 2015 13:00 | Поени: Крунослав Симон 20 Скокови: Ентони Рандолф 7 Асистенције: Никита Курбанов 6 |                  | Треј Томпкинс 24 Семјон Антонов 8 Дмитриј Хвостов 7 |                | «Баскет хол арена», Краснодар Гледаоци: 3.799 Судије: Антон Махлин Семјон Овинов Јевгениј Ветров |  |

| 1. март 2015 16:00 | | Красни октјабр | 82 : 76                                                                  | Нимбурк | Палата спортова Волгоград, Волгоград Гледаоци: 2.846 Судије: Јакуб Замојски Арнис Озолс Андреј Шарапа |  |
| 1. март 2015 16:00 | Четвртине: 15:20, 22:19, 17:17, 28:20                                                               |                |                                                                          |         | Палата спортова Волгоград, Волгоград Гледаоци: 2.846 Судије: Јакуб Замојски Арнис Озолс Андреј Шарапа |  |
| 1. март 2015 16:00 | Поени: Ренди Калпепер 26 Скокови: Катберт Виктор 8 Асистенције: Доналд Макграт, Ренди Калпепер по 4 |                | Дерек Рејвио, Кристијан Бернс по 15 Кристифан Бернс 9 Дарије Вошингтон 7 |         | Палата спортова Волгоград, Волгоград Гледаоци: 2.846 Судије: Јакуб Замојски Арнис Озолс Андреј Шарапа |  |

| 1. март 2015 17:00 |                                                                              | Цмоки-Минск | 84 : 91                                           | Јенисеј | «Минск арена», Минск Гледаоци: 1.600 Судије: Роберт Виклицки Аре Халико Роман Пономаренко |  |
| 1. март 2015 17:00 | Четвртине: 15:19, 13:23, 29:21, 27:28                                        |             |                                                   |         | «Минск арена», Минск Гледаоци: 1.600 Судије: Роберт Виклицки Аре Халико Роман Пономаренко |  |
| 1. март 2015 17:00 | Поени: Иван Мараш 28 Скокови: Три играча по 5 Асистенције: Бранко Мирковић 5 |             | Елмедин Кикановић 22 Сава Лешић 8 Ди Џеј Купер 16 |         | «Минск арена», Минск Гледаоци: 1.600 Судије: Роберт Виклицки Аре Халико Роман Пономаренко |  |

| 1. март 2015 17:00 |                                                                                                   | ЦСКА | 107 : 78                                           | ВЕФ | УСК ЦСКА, Москва Гледаоци: 2.051 Судије: Синиша Херцег Петр Пастушек Јевгениј Михејев |  |
| 1. март 2015 17:00 | Четвртине: 25:19, 21:20, 34:19, 27:20                                                             |      |                                                    |     | УСК ЦСКА, Москва Гледаоци: 2.051 Судије: Синиша Херцег Петр Пастушек Јевгениј Михејев |  |
| 1. март 2015 17:00 | Поени: Александар Каун 18 Скокови: Андреј Воронцевич 6 Асистенције: Нандо де Коло, Сони Вимс по 7 |      | Роберт Лоури 24 Артурс Стрелниекс 6 Роберт Лоури 6 |     | УСК ЦСКА, Москва Гледаоци: 2.051 Судије: Синиша Херцег Петр Пастушек Јевгениј Михејев |  |

| 1. март 2015 17:00 |                                                                                  | Автодор | 83 : 94                                    | Астана | УПС «Кристал», Саратов Гледаоци: 3.500 Судије: Олег Латишев Петри Ментиле Пјотр Ивашков |  |
| 1. март 2015 17:00 | Четвртине: 16:27, 16:29, 29:21, 22:17                                            |         |                                            |        | УПС «Кристал», Саратов Гледаоци: 3.500 Судије: Олег Латишев Петри Ментиле Пјотр Ивашков |  |
| 1. март 2015 17:00 | Поени: Кирил Фесенко 21 Скокови: Кирил Фесенко 10 Асистенције: Кортни Фортсон 13 |         | Џери Џонсон 22 Пет Калатес 9 Џери Џонсон 8 |        | УПС «Кристал», Саратов Гледаоци: 3.500 Судије: Олег Латишев Петри Ментиле Пјотр Ивашков |  |

## 23. коло
| 4. март 2015 20:00 | | Цмоки-Минск | 99 : 119                                          | Автодор | «Минск арена», Минск Гледаоци: 800 Судије: Борис Шуљга Јурис Кокаинис Миндаугас Вецерскис |  |
| 4. март 2015 20:00 | Четвртине: 27:29, 25:27, 23:29, 24:34                                                                   |             |                                                   |         | «Минск арена», Минск Гледаоци: 800 Судије: Борис Шуљга Јурис Кокаинис Миндаугас Вецерскис |  |
| 4. март 2015 20:00 | Поени: Александар Кудрјавцев 18 Скокови: Виталиј Љутич 6 Асистенције: Бранко Мирковић, Џастин Греј по 5 |             | Кортни Фортсон 28 Мајка Даунс 8 Кортни Фортсон 17 |         | «Минск арена», Минск Гледаоци: 800 Судије: Борис Шуљга Јурис Кокаинис Миндаугас Вецерскис |  |

| 7. март 2015 17:00 |                                                                                                  | Локомотива Кубањ | 98 : 81                                                 | Јенисеј | Баскет хол арена, Краснодар Гледаоци: 2.113 Судије: Сергеј Круг Танел Суслов Јевгениј Островски |  |
| 7. март 2015 17:00 | Четвртине: 18:24, 21:19, 23:21, 36:17                                                            |                  |                                                         |         | Баскет хол арена, Краснодар Гледаоци: 2.113 Судије: Сергеј Круг Танел Суслов Јевгениј Островски |  |
| 7. март 2015 17:00 | Поени: Ентони Рандолф, Дерик Браун по 16 Скокови: Ентони Рандолф 8 Асистенције: Малком Делејни 6 |                  | Елмедин Кикановић 23 Елмедин Кикановић 5 Ди Џеј Купер 7 |         | Баскет хол арена, Краснодар Гледаоци: 2.113 Судије: Сергеј Круг Танел Суслов Јевгениј Островски |  |

| 8. март 2015 12:00 |                                                                                | Астана | 72 : 79                                             | Нижњи Новгород | СК «Жастар», Караганди Гледаоци: 980 Судије: Сергеј Зашчук Александар Сирица Андреј Шарапа |  |
| 8. март 2015 12:00 | Четвртине: 20:23, 26:17, 10:18, 16:21                                          |        |                                                     |                | СК «Жастар», Караганди Гледаоци: 980 Судије: Сергеј Зашчук Александар Сирица Андреј Шарапа |  |
| 8. март 2015 12:00 | Поени: Рашид Махалбашић 15 Скокови: Пет Калатес 7 Асистенције: Три играча по 4 |        | Гал Мекел 18 Артјом Параховски 10 Дмитриј Хвостов 7 |                | СК «Жастар», Караганди Гледаоци: 980 Судије: Сергеј Зашчук Александар Сирица Андреј Шарапа |  |

| 8. март 2015 13:00 |                                                                                         | Зенит | 65 : 63                                                          | Химки | Сибур арена, Санкт Петербург Гледаоци: 3.150 Судије: Илија Белошевић Олег Латишев Семјон Овинов |  |
| 8. март 2015 13:00 | Четвртине: 11:9, 22:19, 16:12, 16:23                                                    |       |                                                                  |       | Сибур арена, Санкт Петербург Гледаоци: 3.150 Судије: Илија Белошевић Олег Латишев Семјон Овинов |  |
| 8. март 2015 13:00 | Поени: Кајл Лендри 20 Скокови: Кајл Лендри 9 Асистенције: Камерон Џонс, Волтер Хоџ по 3 |       | Петери Копонен 21 Џејмс Огастин, Егор Вјалцев по 9 Тајрис Рајс 6 |       | Сибур арена, Санкт Петербург Гледаоци: 3.150 Судије: Илија Белошевић Олег Латишев Семјон Овинов |  |

| 8. март 2015 14:45 |                                                                                   | Краснаја крила | 46 : 87                                             | ВЕФ | «МТЛ арена», Самара Гледаоци: 1.100 Судије: Јакуб Замојски Петри Ментиле Милан Бржак |  |
| 8. март 2015 14:45 | Четвртине: 9:19, 14:24, 11:19, 12:25                                              |                |                                                     |     | «МТЛ арена», Самара Гледаоци: 1.100 Судије: Јакуб Замојски Петри Ментиле Милан Бржак |  |
| 8. март 2015 14:45 | Поени: Јевгениј Фиди 10 Скокови: Каспарс Берзињш 10 Асистенције: Антон Глазунов 4 |                | Јанис Тима 19 Артурс Стрелниекс 11 Ингус Јаковичс 4 |     | «МТЛ арена», Самара Гледаоци: 1.100 Судије: Јакуб Замојски Петри Ментиле Милан Бржак |  |

| 8. март 2015 18:00 |                                                                              | Калев | 85 : 79                                                                               | Бизонс | «Саку Сурхаљ», Талин Гледаоци: 1.500 Судије: Саша Маричић Арнис Озолс Алексеј Чудин |  |
| 8. март 2015 18:00 | Четвртине: 18:18, 23:20, 15:20, 14:12                                        |       |                                                                                       |        | «Саку Сурхаљ», Талин Гледаоци: 1.500 Судије: Саша Маричић Арнис Озолс Алексеј Чудин |  |
| 8. март 2015 18:00 | Поени: Алексеј Печеров 21 Скокови: Кит Бенсон 13 Асистенције: Скот Мачадо 11 |       | Травис Нелсон 21 Ентони Хиљиард, Тука Коти по 12 Анто Никаринен, Виле Макјлаинен по 4 |        | «Саку Сурхаљ», Талин Гледаоци: 1.500 Судије: Саша Маричић Арнис Озолс Алексеј Чудин |  |

| 8. март 2015 18:00 |                                                                                       | УНИКС | 76 : 62                    | Нимбурк | Баскет хол Казањ, Казањ Гледаоци: 2.500 Судије: Аре Халико Дарије Шчерба Јуриј Игнацев |  |
| 8. март 2015 18:00 | Четвртине: 22:15, 19:17, 22:17, 13:13                                                 |       |                            |         | Баскет хол Казањ, Казањ Гледаоци: 2.500 Судије: Аре Халико Дарије Шчерба Јуриј Игнацев |  |
| 8. март 2015 18:00 | Поени: Костас Кајмакоглу 15 Скокови: Костас Кајмакоглу 7 Асистенције: Три играча по 3 |       | Герет Стак 16 Герет Стак 6 |         | Баскет хол Казањ, Казањ Гледаоци: 2.500 Судије: Аре Халико Дарије Шчерба Јуриј Игнацев |  |

| 9. март 2015 17:00 |                                                                             | Красни октјабр | 88 : 101                                                                       | ЦСКА | Палата спортова Волгоград, Волгоград Гледаоци: 3.700 Судије: Антон Махлин Иља Путенко Јевгениј Ветров |  |
| 9. март 2015 17:00 | Четвртине: 27:21, 24:32, 23:27, 14:21                                       |                |                                                                                |      | Палата спортова Волгоград, Волгоград Гледаоци: 3.700 Судије: Антон Махлин Иља Путенко Јевгениј Ветров |  |
| 9. март 2015 17:00 | Поени: Ренди Калпепер 29 Скокови: Катберт Виктор 7 Асистенције: Вили Дин 10 |                | Нандо де Коло 33 Павел Коробков, Сони Вимс по 8 Милош Теодосић, Сони Вимс по 8 |      | Палата спортова Волгоград, Волгоград Гледаоци: 3.700 Судије: Антон Махлин Иља Путенко Јевгениј Ветров |  |

## 24. коло
| 14. март 2015 12:00 |                                                                               | Астана | 87 : 67                                            | УНИКС | СК «Жастар», Караганди Гледаоци: 350 Судије: Борис Шуљга Ингус Бауманис Пјотр Ивашков |  |
| 14. март 2015 12:00 | Четвртине: 20:21, 14:20, 22:16, 31:10                                         |        |                                                    |       | СК «Жастар», Караганди Гледаоци: 350 Судије: Борис Шуљга Ингус Бауманис Пјотр Ивашков |  |
| 14. март 2015 12:00 | Поени: Ник Кејнер-Медли 17 Скокови: Пет Калатес 12 Асистенције: Џери Џонсон 8 |        | Кит Лангфорд 24 Костас Кајмакоглу 9 Сергеј Биков 9 |       | СК «Жастар», Караганди Гледаоци: 350 Судије: Борис Шуљга Ингус Бауманис Пјотр Ивашков |  |

| 14. март 2015 17:00 |                                                                                     | Локомотива Кубањ | 84 : 89                                   | ВЕФ | «Баскет хол арена», Краснодар Гледаоци: 2.750 Судије: Милија Војиновић Петр Пастушек Александар Сирица |  |
| 14. март 2015 17:00 | Четвртине: 14:21, 24:16, 19:17, 27:35                                               |                  |                                           |     | «Баскет хол арена», Краснодар Гледаоци: 2.750 Судије: Милија Војиновић Петр Пастушек Александар Сирица |  |
| 14. март 2015 17:00 | Поени: Крунослав Симон 19 Скокови: Ричард Хендрикс 7 Асистенције: Крунослав Симон 8 |                  | Јанис Тима 19 Роберт Лоури 6 Јанис Тима 7 |     | «Баскет хол арена», Краснодар Гледаоци: 2.750 Судије: Милија Војиновић Петр Пастушек Александар Сирица |  |

| 14. март 2015 19:30 |                                                                                 | Химки | 95 : 54                                                                                      | Краснаја крила | Кошаркашки центар Химки, Химки Гледаоци: 1.500 Судије: Сергеј Михаилов Алексеј Давидов Игор Деменков |  |
| 14. март 2015 19:30 | Четвртине: 28:8, 22:21, 22:14, 23:11                                            |       |                                                                                              |                | Кошаркашки центар Химки, Химки Гледаоци: 1.500 Судије: Сергеј Михаилов Алексеј Давидов Игор Деменков |  |
| 14. март 2015 19:30 | Поени: Тајлер Ханикат 15 Скокови: Тајлер Ханикат 14 Асистенције: Егор Вјалцев 7 |       | Антон Глазунов, Дмитриј Артешин по 12 Виктор Зарјажко, Каспарс Берзињш по 6 Антон Глазунов 4 |                | Кошаркашки центар Химки, Химки Гледаоци: 1.500 Судије: Сергеј Михаилов Алексеј Давидов Игор Деменков |  |

| 15. март 2015 17:00 |                                                                              | Бизонс | 75 : 80                                                | Нижњи Новгород | Спортска хала Лоима, Лоима Гледаоци: 566 Судије: Борис Рижик Роберт Виклицки Аре Халико |  |
| 15. март 2015 17:00 | Четвртине: 18:20, 17:21, 24:15, 16:24                                        |        |                                                        |                | Спортска хала Лоима, Лоима Гледаоци: 566 Судије: Борис Рижик Роберт Виклицки Аре Халико |  |
| 15. март 2015 17:00 | Поени: Ентони Хиљиард 22 Скокови: Тука Коти 11 Асистенције: Анто Никаринен 6 |        | Треј Томпкинс 22 Артјом Параховски 14 Тејлор Рочести 9 |                | Спортска хала Лоима, Лоима Гледаоци: 566 Судије: Борис Рижик Роберт Виклицки Аре Халико |  |

| 15. март 2015 18:00 |                                                                         | Нимбурк | 73 : 92                                     | Калев | Спортска хала Нимбурк, Нимбурк Гледаоци: 530 Судије: Марчин Ковалски Сергеј Круг Сергеј Бељаков |  |
| 15. март 2015 18:00 | Четвртине: 14:23, 20:37, 14:17, 25:15                                   |         |                                             |       | Спортска хала Нимбурк, Нимбурк Гледаоци: 530 Судије: Марчин Ковалски Сергеј Круг Сергеј Бељаков |  |
| 15. март 2015 18:00 | Поени: Герет Стак 14 Скокови: Герет Стак 9 Асистенције: Матеј Свобода 6 |         | Грегор Арбет 24 Кит Бенсон 7 Скот Мачадо 12 |       | Спортска хала Нимбурк, Нимбурк Гледаоци: 530 Судије: Марчин Ковалски Сергеј Круг Сергеј Бељаков |  |

| 15. март 2015 19:00 | | ЦСКА | 102 : 86                                                            | Зенит | Универзални спортски комплекс ЦСКА, Москва Гледаоци: 2.000 Судије: Милија Војиновић Борис Шуљга Александар Романов |  |
| 15. март 2015 19:00 | Четвртине: 24:19, 23:16, 26:24, 29:27                                                              |      |                                                                     |       | Универзални спортски комплекс ЦСКА, Москва Гледаоци: 2.000 Судије: Милија Војиновић Борис Шуљга Александар Романов |  |
| 15. март 2015 19:00 | Поени: Павел Коробков, Александар Каун по 18 Скокови: Виктор Хрјапа 7 Асистенције: Три играча по 5 |      | Камерон Џонс 26 Јевгениј Валијев 5 Камерон Џонс, Артјом Вихров по 5 |       | Универзални спортски комплекс ЦСКА, Москва Гледаоци: 2.000 Судије: Милија Војиновић Борис Шуљга Александар Романов |  |

| 17. март 2015 19:00 |                                                                              | Цмоки-Минск | 89 : 84                                   | Красни октјабр | «Минск арена», Минск Гледаоци: 500 Судије: Јакуб Замојски Оскарс Лучис Вилијус Мачијулаитис |  |
| 17. март 2015 19:00 | Четвртине: 23:15, 25:18, 24:19, 17:32                                        |             |                                           |                | «Минск арена», Минск Гледаоци: 500 Судије: Јакуб Замојски Оскарс Лучис Вилијус Мачијулаитис |  |
| 17. март 2015 19:00 | Поени: Рашон Фримен 22 Скокови: Иван Мараш 14 Асистенције: Бранко Мирковић 6 |             | Вили Дин 35 Ламонт Хамилтон 13 Вили Дин 4 |                | «Минск арена», Минск Гледаоци: 500 Судије: Јакуб Замојски Оскарс Лучис Вилијус Мачијулаитис |  |

| 8. април 2015 19:00 |                                                                                | Автодор | 98 : 97                                             | Јенисеј | ПС «Кристал», Саратов Гледаоци: 4.000 Судије: Иља Путенко Алексеј Давидов Игор Деменков |  |
| 8. април 2015 19:00 | Четвртине: 25:23, 21:27, 26:29, 26:18                                          |         |                                                     |         | ПС «Кристал», Саратов Гледаоци: 4.000 Судије: Иља Путенко Алексеј Давидов Игор Деменков |  |
| 8. април 2015 19:00 | Поени: Кортни Фортсон 21 Скокови: Џереми Шапел 9 Асистенције: Кортни Фортсон 6 |         | Елмедин Кикановић 33 Ди Џеј Купер 8 Ди Џеј Купер 11 |         | ПС «Кристал», Саратов Гледаоци: 4.000 Судије: Иља Путенко Алексеј Давидов Игор Деменков |  |

## 25. коло
| 21. март 2015 17:00 |                                                                                     | Локомотива Кубањ | 105 : 79                                           | Астана | «Баскет хол арена», Краснодар Гледаоци: 2.701 Судије: Роберт Виклицки Аре Халико Јоханес Сарекоски |  |
| 21. март 2015 17:00 | Четвртине: 27:14, 27:15, 26:27, 25:23                                               |                  |                                                    |        | «Баскет хол арена», Краснодар Гледаоци: 2.701 Судије: Роберт Виклицки Аре Халико Јоханес Сарекоски |  |
| 21. март 2015 17:00 | Поени: Андреј Зубков 18 Скокови: Алексеј Жуканенко 7 Асистенције: Крунослав Симон 9 |                  | Рашид Махалбашић 19 Пет Калатес 6 Џејкован Браун 9 |        | «Баскет хол арена», Краснодар Гледаоци: 2.701 Судије: Роберт Виклицки Аре Халико Јоханес Сарекоски |  |

| 22. март 2015 15:00 |                                                                            | Цмоки-Минск | 93 : 82                                        | Бизонс | «Минск арена», Минск Гледаоци: 500 Судије: Јургис Лауринавичијус Иља Путенко Алексеј Чудин |  |
| 22. март 2015 15:00 | Четвртине: 16:20, 19:21, 14:11, 27:24                                      |             |                                                |        | «Минск арена», Минск Гледаоци: 500 Судије: Јургис Лауринавичијус Иља Путенко Алексеј Чудин |  |
| 22. март 2015 15:00 | Поени: Иван Мараш 25 Скокови: Иван Мараш 11 Асистенције: Бранко Мирковић 9 |             | Ентони Хиљиард 19 Тука Коти 9 Анто Никаринен 7 |        | «Минск арена», Минск Гледаоци: 500 Судије: Јургис Лауринавичијус Иља Путенко Алексеј Чудин |  |

| 22. март 2015 15:00 |                                                                                  | Автодор | 101 : 97                                              | Нимбурк | ПС «Кристал», Саратов Гледаоци: 3.500 Судије: Ерсан Картал Александар Сирица Гинтарас Виткаускас |  |
| 22. март 2015 15:00 | Четвртине: 23:12, 19:25, 29:29, 30:31                                            |         |                                                       |         | ПС «Кристал», Саратов Гледаоци: 3.500 Судије: Ерсан Картал Александар Сирица Гинтарас Виткаускас |  |
| 22. март 2015 15:00 | Поени: Кирил Фесенко 20 Скокови: Кирил Фесенко 11 Асистенције: Кортни Фортсон 11 |         | Кристијан Бернс 19 Војтех Хрубан 7 Дарије Вошингтон 9 |         | ПС «Кристал», Саратов Гледаоци: 3.500 Судије: Ерсан Картал Александар Сирица Гинтарас Виткаускас |  |

| 22. март 2015 17:30 |                                                                                      | Нижњи Новгород | 84 : 88                                                 | Краснаја крила | Палата спортова Нижњи Новгород, Нижњи Новгород Гледаоци: 1 500 Судије: Сергеј Круг Сергеј Бељаков Јевгениј Островски |  |
| 22. март 2015 17:30 | Четвртине: 15:18, 23:22, 22:23, 24:25                                                |                |                                                         |                | Палата спортова Нижњи Новгород, Нижњи Новгород Гледаоци: 1 500 Судије: Сергеј Круг Сергеј Бељаков Јевгениј Островски |  |
| 22. март 2015 17:30 | Поени: Тејлор Рочести 22 Скокови: Артјом Параховски 6 Асистенције: Дмитриј Хвостов 6 |                | Каспарс Берзињш 24 Каспарс Берзињш 14 Виктор Зарјажко 5 |                | Палата спортова Нижњи Новгород, Нижњи Новгород Гледаоци: 1 500 Судије: Сергеј Круг Сергеј Бељаков Јевгениј Островски |  |

| 22. март 2015 18:00 |                                                                          | ВЕФ | 77 : 84                                       | Химки | «Арена Рига», Рига Гледаоци: 800 Судије: Сергеј Чебишев Вилијус Мачијулаитис Војцех Лишка |  |
| 22. март 2015 18:00 | Четвртине: 18:22, 21:17, 17:21, 21:24                                    |     |                                               |       | «Арена Рига», Рига Гледаоци: 800 Судије: Сергеј Чебишев Вилијус Мачијулаитис Војцех Лишка |  |
| 22. март 2015 18:00 | Поени: Роберт Лоури 18 Скокови: Роберт Лоури 6 Асистенције: Јанис Тима 8 |     | Тајрис Рајс 20 Сергеј Моња 8 Петери Копонен 5 |       | «Арена Рига», Рига Гледаоци: 800 Судије: Сергеј Чебишев Вилијус Мачијулаитис Војцех Лишка |  |

| 22. март 2015 19:00 |                                                                                              | Зенит | 89 : 87                                                                                      | УНИКС | «Сибур арена », Санкт Петербург Гледаоци: 4.150 Судије: Марек Цмикевич Марко Јурас Алексеј Давидов |  |
| 22. март 2015 19:00 | Четвртине: 19:18, 24:25, 21:17, 13:17                                                        |       |                                                                                              |       | «Сибур арена », Санкт Петербург Гледаоци: 4.150 Судије: Марек Цмикевич Марко Јурас Алексеј Давидов |  |
| 22. март 2015 19:00 | Поени: Кајл Лендри 24 Скокови: Дејан Боровњак, Кајл Лендри по 6 Асистенције: Артјом Вихров 5 |       | Џејмс Вајт, Диор Фишер по 20 Валериј Лиходеј, Диор Фишер по 6 Џејмс Вајт, Кертис Џерелс по 6 |       | «Сибур арена », Санкт Петербург Гледаоци: 4.150 Судије: Марек Цмикевич Марко Јурас Алексеј Давидов |  |

| 23. март 2015 15:10 |                                                                                      | Јенисеј | 79 : 83                                                                     | ЦСКА | Спортска палата Иван Јаригин, Краснојарск Гледаоци: 2.500 Судије: Петри Ментиле Семјон Овинов Станислав Валејев |  |
| 23. март 2015 15:10 | Четвртине: 19:25, 20:16, 20:28, 20:24                                                |         |                                                                             |      | Спортска палата Иван Јаригин, Краснојарск Гледаоци: 2.500 Судије: Петри Ментиле Семјон Овинов Станислав Валејев |  |
| 23. март 2015 15:10 | Поени: Елмедин Кикановић 22 Скокови: Елмедин Кикановић 9 Асистенције: Ди Џеј Купер 8 |         | Александар Каун 18 Андреј Воронцевич, Александар Каун по 5 Милош Теодосић 8 |      | Спортска палата Иван Јаригин, Краснојарск Гледаоци: 2.500 Судије: Петри Ментиле Семјон Овинов Станислав Валејев |  |

| 23. март 2015 19:30 |                                                                                   | Калев | 82 : 80                                          | Красни октјабр | «Саку Сурхаљ», Талин Гледаоци: 2.000 Судије: Олег Латишев Сергеј Чебишев Војцех Лишка |  |
| 23. март 2015 19:30 | Четвртине: 12:28, 22:16, 21:13, 27:23                                             |       |                                                  |                | «Саку Сурхаљ», Талин Гледаоци: 2.000 Судије: Олег Латишев Сергеј Чебишев Војцех Лишка |  |
| 23. март 2015 19:30 | Поени: Алексеј Печјоров 25 Скокови: Алексеј Печјоров 8 Асистенције: Скот Мачадо 9 |       | Ламонт Хамилтон 26 Ламонт Хамилтон 12 Вили Дин 5 |                | «Саку Сурхаљ», Талин Гледаоци: 2.000 Судије: Олег Латишев Сергеј Чебишев Војцех Лишка |  |

## 26. коло
| 28. март 2015 15:10 |                                                                                      | Јенисеј | 85 : 81                                                                        | УНИКС | Спортска палата Иван Јаригин, Краснојарск Гледаоци: 2.000 Судије: Иља Путенко Сергеј Круг Александар Романов |  |
| 28. март 2015 15:10 | Четвртине: 23:18, 24:19, 18:24, 20:20                                                |         |                                                                                |       | Спортска палата Иван Јаригин, Краснојарск Гледаоци: 2.000 Судије: Иља Путенко Сергеј Круг Александар Романов |  |
| 28. март 2015 15:10 | Поени: Елмедин Кикановић 19 Скокови: Елмедин Кикановић 5 Асистенције: Ди Џеј Купер 6 |         | Костас Кајмакоглу 17 Костас Кајмакоглу 6 Костас Кајмакоглу, Кертис Џерелс по 6 |       | Спортска палата Иван Јаригин, Краснојарск Гледаоци: 2.000 Судије: Иља Путенко Сергеј Круг Александар Романов |  |

| 28. март 2015 17:00 | | ЛокомотиваКубањ | 86 : 84                                                  | Зенит | «Баскет холл арена», Краснодар Гледаоци: 2.567 Судије: Милош Кољеншић Сјомен Овинов Јевгениј Ветров |  |
| 28. март 2015 17:00 | Четвртине: 13:26, 30:12, 23:18, 20:8                                                                   |                 |                                                          |       | «Баскет холл арена», Краснодар Гледаоци: 2.567 Судије: Милош Кољеншић Сјомен Овинов Јевгениј Ветров |  |
| 28. март 2015 17:00 | Поени: Малком Делејни 27 Скокови: Ричард Хендрикс, Никита Курбанов по 8 Асистенције: Крунослав Симон 8 |                 | Волтер Хоџ, Кајл Лендри по 12 Кајл Лендри 7 Волтер Хоџ 4 |       | «Баскет холл арена», Краснодар Гледаоци: 2.567 Судије: Милош Кољеншић Сјомен Овинов Јевгениј Ветров |  |

| 29. март 2015 16:00 |                                                                               | Бизонс | 100 : 43                                                                                  | Краснаја крила | Спортска хала Лоима, Лоима Гледаоци: 412 Судије: Борис Шуљга Оскарс Лучис Рајн Пенарди |  |
| 29. март 2015 16:00 | Четвртине: 22:9, 31:15, 23:5, 24:14                                           |        |                                                                                           |                | Спортска хала Лоима, Лоима Гледаоци: 412 Судије: Борис Шуљга Оскарс Лучис Рајн Пенарди |  |
| 29. март 2015 16:00 | Поени: Травис Нелсон 20 Скокови: Ентони Хиљиард 13 Асистенције: Ропе Ахонен 9 |        | Јуриј Кортуков, Амит Шахмаров по 8 Алексеј Шчукин 7 Алексеј Шчукин, Владимир Сабоцки по 2 |                | Спортска хала Лоима, Лоима Гледаоци: 412 Судије: Борис Шуљга Оскарс Лучис Рајн Пенарди |  |

| 29. март 2015 17:00 |                                                                            | Химки | 93 : 64                                            | Астана | «Кошаркашки центар Химки», Химки Гледаоци: 1.600 Судије: Томислав Вовк Арнис Озолс Јуриј Игнацев |  |
| 29. март 2015 17:00 | Четвртине: 25:16, 28:22, 25:15, 15:11                                      |       |                                                    |        | «Кошаркашки центар Химки», Химки Гледаоци: 1.600 Судије: Томислав Вовк Арнис Озолс Јуриј Игнацев |  |
| 29. март 2015 17:00 | Поени: Тајрис Рајс 15 Скокови: Џејмс Огастин 12 Асистенције: Тајрис Рајс 9 |       | Рашид Махалбашић 17 Пет Калатес 9 Џејкован Браун 4 |        | «Кошаркашки центар Химки», Химки Гледаоци: 1.600 Судије: Томислав Вовк Арнис Озолс Јуриј Игнацев |  |

| 29. март 2015 17:00 |                                                                                  | Автодор | 99 : 83                                            | Красни октјабр | ПС «Кристал», Саратов Гледаоци: 4.000 Судије: Роберт Виклицки Алексеј Давидов Сергеј Михаилов |  |
| 29. март 2015 17:00 | Четвртине: 29:23, 22:21, 24:21, 24:28                                            |         |                                                    |                | ПС «Кристал», Саратов Гледаоци: 4.000 Судије: Роберт Виклицки Алексеј Давидов Сергеј Михаилов |  |
| 29. март 2015 17:00 | Поени: Кортни Фортсон 29 Скокови: Три играча по 8 Асистенције: Кортни Фортсон 11 |         | Ренди Килпепер 28 Ромео Травис 8 Ламонт Хамилтон 5 |                | ПС «Кристал», Саратов Гледаоци: 4.000 Судије: Роберт Виклицки Алексеј Давидов Сергеј Михаилов |  |

| 30. март 2015 20:00 | | Нижњи Новгород | 102 : 72                                      | ВЕФ | Палата спортова Нижњи Новгород, Нижњи Новгород Гледаоци: 2.000 Судије: Емин Могулкоч Марчин Ковалски Пјотр Ивашков |  |
| 30. март 2015 20:00 | Четвртине: 28:17, 27:15, 24:14, 23:26                                                                  |                |                                               |     | Палата спортова Нижњи Новгород, Нижњи Новгород Гледаоци: 2.000 Судије: Емин Могулкоч Марчин Ковалски Пјотр Ивашков |  |
| 30. март 2015 20:00 | Поени: Тејлор Рочести 21 Скокови: Артјом Параховски, Треј Томпкинс по 8 Асистенције: Дмитриј Хвостов 8 |                | Роберт Лоури 16 Роберт Лоури 7 Роберт Лоури 5 |     | Палата спортова Нижњи Новгород, Нижњи Новгород Гледаоци: 2.000 Судије: Емин Могулкоч Марчин Ковалски Пјотр Ивашков |  |

| 30. март 2015 20:00 |                                                                                     | ЦСКА | 102 : 67                                                        | Нимбурк | Универзални спортски комплекс ЦСКА, Москва Гледаоци: 1.200 Судије: Томислав Вовк Арнис Озолс ЈуријИгнацев |  |
| 30. март 2015 20:00 | Четвртине: 24:13, 24:15, 28:16, 26:23                                               |      |                                                                 |         | Универзални спортски комплекс ЦСКА, Москва Гледаоци: 1.200 Судије: Томислав Вовк Арнис Озолс ЈуријИгнацев |  |
| 30. март 2015 20:00 | Поени: Андреј Кириленко 14 Скокови: Виктор Хрјапа 10 Асистенције: Милош Теодосић 11 |      | Томаш Помикалек 10 Лубош Бартон 7 Јиржи Велш, Лубош Бартон по 2 |         | Универзални спортски комплекс ЦСКА, Москва Гледаоци: 1.200 Судије: Томислав Вовк Арнис Озолс ЈуријИгнацев |  |

| 31. март 2015 18:30 |                                                                             | Калев | 93 : 84                                                                | Цмоки-Минск | «Саку Сурхаљ», Талин Гледаоци: 2.500 Судије: Борис Шуљга Антон Махлин Игор Деменков |  |
| 31. март 2015 18:30 | Четвртине: 22:27, 31:19, 14:15, 26:23                                       |       |                                                                        |             | «Саку Сурхаљ», Талин Гледаоци: 2.500 Судије: Борис Шуљга Антон Махлин Игор Деменков |  |
| 31. март 2015 18:30 | Поени: Рајан Вајдеман 21 Скокови: Кит Бенсон 10 Асистенције: Скот Мачадо 12 |       | Бранко Мирковић 23 Иван Мараш, Алексеј Лашкевич по 9 Бранко Мирковић 8 |             | «Саку Сурхаљ», Талин Гледаоци: 2.500 Судије: Борис Шуљга Антон Махлин Игор Деменков |  |

## 27. коло
| 20. децембар 2014 16:00 |                                                                            | Бизонс | 82 : 77                                                           | КК Локомотива Кубањ | «Енерџи арена», Ванта Гледаоци: 955 Судије: Марчин Ковалски Јурис Кокаинис Вилијус Мачујулаитис |  |
| 20. децембар 2014 16:00 | Четвртине: 16:20, 13:22, 25:13, 17:16                                      |        |                                                                   |                     | «Енерџи арена», Ванта Гледаоци: 955 Судије: Марчин Ковалски Јурис Кокаинис Вилијус Мачујулаитис |  |
| 20. децембар 2014 16:00 | Поени: Ентони Хиљиард 25 Скокови: Ијан Хамер 12 Асистенције: Арон Џонсон 7 |        | Дерик Браун 18 Ричард Хендрикс 13 Малком Делејни, Арон Мајлс по 4 |                     | «Енерџи арена», Ванта Гледаоци: 955 Судије: Марчин Ковалски Јурис Кокаинис Вилијус Мачујулаитис |  |

| 4. април 2015 17:00 |                                                                               | ВЕФ | 89 : 95                                      | Калев | «Арена Рига», Рига Гледаоци: 950 Судије: Томас Јасијавичијус Сашо Петек Александар Сирица |  |
| 4. април 2015 17:00 | Четвртине: 30:22, 25:24, 18:25, 16:24                                         |     |                                              |       | «Арена Рига», Рига Гледаоци: 950 Судије: Томас Јасијавичијус Сашо Петек Александар Сирица |  |
| 4. април 2015 17:00 | Поени: Јанис Тима 17 Скокови: Марекс Мејерис 7 Асистенције: Џералд Робинсон 8 |     | Рајан Вајдеман 27 Кит Бенсон 9 Скот Мачадо 7 |       | «Арена Рига», Рига Гледаоци: 950 Судије: Томас Јасијавичијус Сашо Петек Александар Сирица |  |

| 4. април 2015 19:00 |                                                                                 | УНИКС | 75 : 73                                          | Химки | «Баскет хол Казањ», Казањ Гледаоци: 3.500 Судије: Саша Пукл Иља Путенко Александар Романов |  |
| 4. април 2015 19:00 | Четвртине: 20:19, 20:18, 12:16, 23:20                                           |       |                                                  |       | «Баскет хол Казањ», Казањ Гледаоци: 3.500 Судије: Саша Пукл Иља Путенко Александар Романов |  |
| 4. април 2015 19:00 | Поени: Роландс Фреиманис 16 Скокови: Сергеј Биков 7 Асистенције: Сергеј Биков 7 |       | Петери Копонен 14 Руслан Патејев 7 Тајрис Рајс 8 |       | «Баскет хол Казањ», Казањ Гледаоци: 3.500 Судије: Саша Пукл Иља Путенко Александар Романов |  |

| 5. април 2015 15:00 |                                                                                               | Цмоки-Минск | 94 : 86                                                                   | Астана | «Минск арена», Минск Гледаоци: 1.100 Судије: Ингус Бауманис |  |
| 5. април 2015 15:00 | Четвртине: 24:13, 22:27, 20:19, 28:27                                                         |             |                                                                           |        | «Минск арена», Минск Гледаоци: 1.100 Судије: Ингус Бауманис |  |
| 5. април 2015 15:00 | Поени: Џастин Греј 25 Скокови: Иван Мараш 5 Асистенције: Никита Мешчерјаков, Џастин Греј по 6 |             | Рашид Махалбашић 22 Анатолиј Колесников, Пет Калатес по 8 Три играча по 5 |        | «Минск арена», Минск Гледаоци: 1.100 Судије: Ингус Бауманис |  |

| 5. април 2015 16:00 |                                                                           | Красни октјабр | 67 : 70                                    | Зенит | Палата спортова Волгоград, Волгоград Гледаоци: 2.722 Судије: Милош Кољеншић Сергеј Михаилов Јевгениј Ветров |  |
| 5. април 2015 16:00 | Четвртине: 14:20, 20:19, 17:20, 16:11                                     |                |                                            |       | Палата спортова Волгоград, Волгоград Гледаоци: 2.722 Судије: Милош Кољеншић Сергеј Михаилов Јевгениј Ветров |  |
| 5. април 2015 16:00 | Поени: Ренди Килпепер 17 Скокови: Ромео Травис 11 Асистенције: Вили Дин 5 |                | Кајл Лендри 15 Камерон Џонс 9 Волтер Хоџ 7 |       | Палата спортова Волгоград, Волгоград Гледаоци: 2.722 Судије: Милош Кољеншић Сергеј Михаилов Јевгениј Ветров |  |

| 5. април 2015 17:00 |                                                                                          | Краснаја крила | 80 : 97                                        | Автодор | «МТЛ арена», Самара Гледаоци: 1.300 Судије: Семјон Овинов Сергеј Круг Јевгениј Островски |  |
| 5. април 2015 17:00 | Четвртине: 16:25, 18:26, 27:19, 19:27                                                    |                |                                                |         | «МТЛ арена», Самара Гледаоци: 1.300 Судије: Семјон Овинов Сергеј Круг Јевгениј Островски |  |
| 5. април 2015 17:00 | Поени: Александар Гудумак 17 Скокови: Александар Гудумак 8 Асистенције: Антон Глазунов 7 |                | Мајка Даунс 23 Џереми Шапел 7 Кортни Фортсон 8 |         | «МТЛ арена», Самара Гледаоци: 1.300 Судије: Семјон Овинов Сергеј Круг Јевгениј Островски |  |

| 5. април 2015 19:00 |                                                                                      | Нимбурк | 99 : 87                                          | Јенисеј | Спортска хала Нимбурк, Нимбурк Гледаоци: 570 Судије: Јакуб Замојски Оскарс Лучис Петер Зениш |  |
| 5. април 2015 19:00 | Четвртине: 25:25, 22:9, 27:29, 25:24                                                 |         |                                                  |         | Спортска хала Нимбурк, Нимбурк Гледаоци: 570 Судије: Јакуб Замојски Оскарс Лучис Петер Зениш |  |
| 5. април 2015 19:00 | Поени: Дарије Вошингтон 20 Скокови: Три играча по 6 Асистенције: Дарије Вошингтон 12 |         | Елмедин Кикановић 25 Сава Лешић 8 Ди Џеј Купер 9 |         | Спортска хала Нимбурк, Нимбурк Гледаоци: 570 Судије: Јакуб Замојски Оскарс Лучис Петер Зениш |  |

| 6. април 2015 20:00 |                                                                               | ЦСКА | 83 : 75                                                                | Нижњи Новгород | Универзални спортски комплекс ЦСКА, Москва Гледаоци: 1 200 Судије: Мурат Биричик Антон Махлин Алексеј Давидов |  |
| 6. април 2015 20:00 | Четвртине: 19:23, 21:9, 23:29, 20:14                                          |      |                                                                        |                | Универзални спортски комплекс ЦСКА, Москва Гледаоци: 1 200 Судије: Мурат Биричик Антон Махлин Алексеј Давидов |  |
| 6. април 2015 20:00 | Поени: Нандо де Коло 27 Скокови: Нандо де Коло 9 Асистенције: Нандо де Коло 5 |      | Таренс Кинси 21 Артјом Параховски, Треј Томпкинс по 7 Тејлор Рочести 9 |                | Универзални спортски комплекс ЦСКА, Москва Гледаоци: 1 200 Судије: Мурат Биричик Антон Махлин Алексеј Давидов |  |

## 28. коло
| 11. април 2015 15:00 |                                                                        | КК Цмоки-Минск | 68 : 109                                                     | ЦСКА | Минск арена, Минск Гледаоци: 4.500 Судије: Роберт Виклицки Миндаугас Вецерскис Танел Суслов |  |
| 11. април 2015 15:00 | Четвртине: 18:23, 18:30, 19:31, 13:25                                  |                |                                                              |      | Минск арена, Минск Гледаоци: 4.500 Судије: Роберт Виклицки Миндаугас Вецерскис Танел Суслов |  |
| 11. април 2015 15:00 | Поени: Џастин Греј 20 Скокови: Иван Мараш 6 Асистенције: Џастин Греј 7 |                | Манучар Маркоишвили 20 Три играча по 5 Манучар Маркоишвили 4 |      | Минск арена, Минск Гледаоци: 4.500 Судије: Роберт Виклицки Миндаугас Вецерскис Танел Суслов |  |

| 11. април 2015 17:00 |                                                                           | Химки | 83 : 101                                         | Јенисеј | Кошаркашки центар Химки, Химки Гледаоци: 1.200 Судије: Антон Махлин Јевгениј Ветров Станислав Валејев |  |
| 11. април 2015 17:00 | Четвртине: 24:26, 25:22, 22:23, 12:30                                     |       |                                                  |         | Кошаркашки центар Химки, Химки Гледаоци: 1.200 Судије: Антон Махлин Јевгениј Ветров Станислав Валејев |  |
| 11. април 2015 17:00 | Поени: Тајрис Рајс 20 Скокови: Џејмс Огастин 9 Асистенције: Сергеј Моња 7 |       | Елмедин Кикановић 24 Сава Лешић 9 Ди Џеј Купер 9 |         | Кошаркашки центар Химки, Химки Гледаоци: 1.200 Судије: Антон Махлин Јевгениј Ветров Станислав Валејев |  |

| 12. април 2015 14:00 |                                                                                | УНИКС | 82 : 66                                              | Красни октјабр | Баскет хол Казањ, Казањ Гледаоци: 1.500 Судије: Петри Ментиле Антон Махлин Сергеј Круг |  |
| 12. април 2015 14:00 | Четвртине: 23:21, 21:19, 11:17, 27:9                                           |       |                                                      |                | Баскет хол Казањ, Казањ Гледаоци: 1.500 Судије: Петри Ментиле Антон Махлин Сергеј Круг |  |
| 12. април 2015 14:00 | Поени: Костас Кајмакоглу 21 Скокови: Кертис Џерелс 9 Асистенције: Диор Фишер 7 |       | Ренди Калпепер 18 Ламонт Хамилтон 7 Доналд Макграт 5 |                | Баскет хол Казањ, Казањ Гледаоци: 1.500 Судије: Петри Ментиле Антон Махлин Сергеј Круг |  |

| 12. април 2015 17:00 |                                                                                               | ВЕФ | 78 : 62                                                   | Бизонс | Арена Рига, Рига Гледаоци: 500 Судије: Борис Рижик Алексеј Давидов Алексеј Чудин |  |
| 12. април 2015 17:00 | Четвртине: 16:12, 20:19, 21:13, 21:18                                                         |     |                                                           |        | Арена Рига, Рига Гледаоци: 500 Судије: Борис Рижик Алексеј Давидов Алексеј Чудин |  |
| 12. април 2015 17:00 | Поени: Џералд Робинсон 18 Скокови: Роналдс Закис 8 Асистенције: Роберт Лоури, Јанис Тима по 5 |     | Ропе Ахонен, Ијан Хамер по 12 Ијан Хамер 13 Арон Џонсон 6 |        | Арена Рига, Рига Гледаоци: 500 Судије: Борис Рижик Алексеј Давидов Алексеј Чудин |  |

| 12. април 2015 17:00 |                                                                                | Автодор | 85 : 66                                       | Калев | ПС «Кристал», Саратов Гледаоци: 4.500 Судије: Јакуб Замојски Ингус Бауманис Андреј Шарапа |  |
| 12. април 2015 17:00 | Четвртине: 19:20, 16:7, 28:26, 22:13                                           |         |                                               |       | ПС «Кристал», Саратов Гледаоци: 4.500 Судије: Јакуб Замојски Ингус Бауманис Андреј Шарапа |  |
| 12. април 2015 17:00 | Поени: Мајка Даунс 18 Скокови: Кирил Фесенко 11 Асистенције: Кортни Фортсон 15 |         | Скот Мачадо 22 Е Џеј Синглер 13 Скот Мачадо 9 |       | ПС «Кристал», Саратов Гледаоци: 4.500 Судије: Јакуб Замојски Ингус Бауманис Андреј Шарапа |  |

| 12. април 2015 18:30 |                                                                                    | Нижњи Новгород | 74 : 82                                     | Зенит | Палата спортова Нижњи Новгород, Нижњи Новгород Гледаоци: 1.800 Судије: Сретен Радовић Олег Латишев Александар Романов |  |
| 12. април 2015 18:30 | Четвртине: 19:22, 19:21, 15:23, 21:16                                              |                |                                             |       | Палата спортова Нижњи Новгород, Нижњи Новгород Гледаоци: 1.800 Судије: Сретен Радовић Олег Латишев Александар Романов |  |
| 12. април 2015 18:30 | Поени: Треј Томпкинс 20 Скокови: Артјом Параховски 8 Асистенције: Тејлор Рочести 4 |                | Волтер Хоџ 20 Кајл Лендри 8 Артјом Вихров 8 |       | Палата спортова Нижњи Новгород, Нижњи Новгород Гледаоци: 1.800 Судије: Сретен Радовић Олег Латишев Александар Романов |  |

| 15. април 2015 18:00 | | Краснаја крила | 50 : 72                                          | Астана | «МТЛ арена», Самара Гледаоци: 900 Судије: Роберт Виклицки Аре Халико Пјотр Ивашков |  |
| 15. април 2015 18:00 | Четвртине: 11:16, 14:19, 12:19, 13:18                                                               |                |                                                  |        | «МТЛ арена», Самара Гледаоци: 900 Судије: Роберт Виклицки Аре Халико Пјотр Ивашков |  |
| 15. април 2015 18:00 | Поени: Дмитриј Артешин, Јевгениј Фиди по 13 Скокови: Јевгениј Фиди 8 Асистенције: Виктор Зарјажко 5 |                | Џери Џонсон 19 Рашид Махалбашић 13 Џери Џонсон 5 |        | «МТЛ арена», Самара Гледаоци: 900 Судије: Роберт Виклицки Аре Халико Пјотр Ивашков |  |

| 15. април 2015 20:00 | | Локомотива Кубањ | 99 : 95                                                            | Нимбурк | Баскет хол арена, Краснодар Гледаоци: 2.210 Судије: Урош Обркнежевић Александар Сирица Андрис Аункрогерс |  |
| 15. април 2015 20:00 | Четвртине: 22:27, 21:18, 26:23, 30:27                                                                 |                  |                                                                    |         | Баскет хол арена, Краснодар Гледаоци: 2.210 Судије: Урош Обркнежевић Александар Сирица Андрис Аункрогерс |  |
| 15. април 2015 20:00 | Поени: Малком Делејни 27 Скокови: Ричард Хендрикс, Никита Курбанов по 6 Асистенције: Малком Делејни 5 |                  | Честер Симонс 30 Честер Симонс 5 Дарије Вашингтон, Јиржи Велш по 5 |         | Баскет хол арена, Краснодар Гледаоци: 2.210 Судије: Урош Обркнежевић Александар Сирица Андрис Аункрогерс |  |

## 29. коло
| 19. фебруар 2015 19:30 |                                                                            | Калев | 79 : 113                                   | ЦСКА | «Талин арена», Талин Гледаоци: 4.500 Судије: Роберт Виклицки Петри Ментиле Сергеј Зашчук |  |
| 19. фебруар 2015 19:30 | Четвртине: 23:29, 16:31, 31:29, 9:24                                       |       |                                            |      | «Талин арена», Талин Гледаоци: 4.500 Судије: Роберт Виклицки Петри Ментиле Сергеј Зашчук |  |
| 19. фебруар 2015 19:30 | Поени: Френк Елегар 23 Скокови: Френк Елегар 11 Асистенције: Скот Мачадо 7 |       | Нандо де Коло 21 Арон Џексон 7 Сони Вимс 6 |      | «Талин арена», Талин Гледаоци: 4.500 Судије: Роберт Виклицки Петри Ментиле Сергеј Зашчук |  |

| 25. март 2015 19:30 |                                                                                  | Автодор | 103 : 83                                             | Бизонс | ПС «Кристал», Саратов Гледаоци: 3.500 Судије: Юрис Кокаинис Евгений Михеев Петр Хруса |  |
| 25. март 2015 19:30 | Четвртине: 34:17, 27:23, 18:21, 24:22                                            |         |                                                      |        | ПС «Кристал», Саратов Гледаоци: 3.500 Судије: Юрис Кокаинис Евгений Михеев Петр Хруса |  |
| 25. март 2015 19:30 | Поени: Кортни Фортсон 24 Скокови: Кортни Фортсон 4 Асистенције: Кортни Фортсон 7 |         | Ентони Хиљиард 27 Ентони Хиљиард 9 Анто Никаринен 10 |        | ПС «Кристал», Саратов Гледаоци: 3.500 Судије: Юрис Кокаинис Евгений Михеев Петр Хруса |  |

| 19. април 2015 12:00 |                                                                                    | Астана | 79 : 78                                                | ВЕФ | Спортска хала Жастар, Караганди Гледаоци: 1.250 Судије: Антон Махлин Александар Глишич Алексей Чудин |  |
| 19. април 2015 12:00 | Четвртине: 21:13, 17:20, 20:19, 21:26                                              |        |                                                        |     | Спортска хала Жастар, Караганди Гледаоци: 1.250 Судије: Антон Махлин Александар Глишич Алексей Чудин |  |
| 19. април 2015 12:00 | Поени: Рашид Махалбашић 21 Скокови: Рашид Махалбашић 10 Асистенције: Џери Џонсон 9 |        | Џералд Робинсон 22 Марекс Мејерис 13 Џералд Робинсон 6 |     | Спортска хала Жастар, Караганди Гледаоци: 1.250 Судије: Антон Махлин Александар Глишич Алексей Чудин |  |

| 19. април 2015 15:10 |                                                                                      | Јенисеј | 73 : 86                                            | Нижњи Новгород | Спортска палата Иван Јаригин, Краснојарск Гледаоци: 2.000 Судије: Иља Путенко Сергеј Круг Јевгениј Островски |  |
| 19. април 2015 15:10 | Четвртине: 19:14, 20:18, 16:28, 18:26                                                |         |                                                    |                | Спортска палата Иван Јаригин, Краснојарск Гледаоци: 2.000 Судије: Иља Путенко Сергеј Круг Јевгениј Островски |  |
| 19. април 2015 15:10 | Поени: Елмедин Кикановић 23 Скокови: Елмедин Кикановић 6 Асистенције: Ди Џеј Купер 8 |         | Артјом Параховски 21 Семјон Антонов 11 Гал Мекел 8 |                | Спортска палата Иван Јаригин, Краснојарск Гледаоци: 2.000 Судије: Иља Путенко Сергеј Круг Јевгениј Островски |  |

| 19. април 2015 16:00 |                                                                        | Цмоки-Минск | 83 : 88                                    | УНИКС | Минск арена, Минск Гледаоци: 2.000 Судије: Јургис Лауринавичијус Оскарс Лучис Владислав Исаченко |  |
| 19. април 2015 16:00 | Четвртине: 21:22, 28:15, 12:27, 22:24                                  |             |                                            |       | Минск арена, Минск Гледаоци: 2.000 Судије: Јургис Лауринавичијус Оскарс Лучис Владислав Исаченко |  |
| 19. април 2015 16:00 | Поени: Иван Мараш 21 Скокови: Иван Мараш 13 Асистенције: Џастин Греј 6 |             | Џејмс Вајт 18 Павел Антипов 7 Џејмс Вајт 8 |       | Минск арена, Минск Гледаоци: 2.000 Судије: Јургис Лауринавичијус Оскарс Лучис Владислав Исаченко |  |

| 19. април 2015 16:00 |                                                                                 | Краснаја крила | 84 : 86                                             | Зенит | «МТЛ арена», Самара Гледаоци: 2.000 Судије: Сергеј Михаилов Јевгениј Ветров Сергеј Бељаков |  |
| 19. април 2015 16:00 | Четвртине: 25:22, 16:28, 24:22, 19:14                                           |                |                                                     |       | «МТЛ арена», Самара Гледаоци: 2.000 Судије: Сергеј Михаилов Јевгениј Ветров Сергеј Бељаков |  |
| 19. април 2015 16:00 | Поени: Јевгениј Фиди 20 Скокови: Јевгениј Фиди 10 Асистенције: Антон Глазунов 6 |                | Дејан Боровњак 18 Дејан Боровњак 10 Артјом Вихров 7 |       | «МТЛ арена», Самара Гледаоци: 2.000 Судије: Сергеј Михаилов Јевгениј Ветров Сергеј Бељаков |  |

| 19. април 2015 18:30 |                                                                              | Красни октјабр | 79 : 94                                          | Локомотива Кубањ | Палата спортова Волгоград, Волгоград Гледаоци: 2.741 Судије: Сергеј Чебишев Саша Маричић Алексеј Давидов |  |
| 19. април 2015 18:30 | Четвртине: 19:21, 21:25, 14:20, 25:28                                        |                |                                                  |                  | Палата спортова Волгоград, Волгоград Гледаоци: 2.741 Судије: Сергеј Чебишев Саша Маричић Алексеј Давидов |  |
| 19. април 2015 18:30 | Поени: Ренди Килпепер 25 Скокови: Фјодор Лихолитов 8 Асистенције: Вили Дин 4 |                | Дерик Браун 22 Крунослав Симон 10 Малком Делејни |                  | Палата спортова Волгоград, Волгоград Гледаоци: 2.741 Судије: Сергеј Чебишев Саша Маричић Алексеј Давидов |  |

| 19. април 2015 19:00 |                                                                            | Нимбурк | 72 : 80                                          | Химки | Спортска хала Нимбурк, Нимбурк Судије: Јакуб Замојски Аре Халико Борис Габара |  |
| 19. април 2015 19:00 | Четвртине: 19:22, 16:21, 15:18, 22:19                                      |         |                                                  |       | Спортска хала Нимбурк, Нимбурк Судије: Јакуб Замојски Аре Халико Борис Габара |  |
| 19. април 2015 19:00 | Поени: Дарије Вошингтон 19 Скокови: Герет Стак 6 Асистенције: Јиржи Велш 5 |         | Петери Копонен 23 Виктор Клавер 11 Тајрис Рајс 9 |       | Спортска хала Нимбурк, Нимбурк Судије: Јакуб Замојски Аре Халико Борис Габара |  |

## 30. коло
| 13. фебруар 2015 17:00 |                                                                                    | Астана | 80 : 90                                      | Бизонс | Сарјарка велодром, Астана Гледаоци: 753 Судије: Сергеј Михаилов Алексеј Давидов Игор Деменков |  |
| 13. фебруар 2015 17:00 | Четвртине: 12:20, 23:31, 22:10, 23:29                                              |        |                                              |        | Сарјарка велодром, Астана Гледаоци: 753 Судије: Сергеј Михаилов Алексеј Давидов Игор Деменков |  |
| 13. фебруар 2015 17:00 | Поени: Ник Кејнер-Медли 18 Скокови: Ник Кејнер-Медли 14 Асистенције: Џери Џонсон 6 |        | Ентони Хиљиард 28 Ијан Хамер 8 Арон Џонсон 7 |        | Сарјарка велодром, Астана Гледаоци: 753 Судије: Сергеј Михаилов Алексеј Давидов Игор Деменков |  |

| 15. април 2015 17:00 |                                                                                 | УНИКС | 90 : 68                                    | Калев | Баскет хол Казањ, Казањ Гледаоци: 1.500 Судије: Милош Кољеншић Станислав Кучера Јуриј Игнацев |  |
| 15. април 2015 17:00 | Четвртине: 19:19, 31:18, 25:15, 15:16                                           |       |                                            |       | Баскет хол Казањ, Казањ Гледаоци: 1.500 Судије: Милош Кољеншић Станислав Кучера Јуриј Игнацев |  |
| 15. април 2015 17:00 | Поени: Валериј Лиходеј 26 Скокови: Четири играча по 6 Асистенције: Диор Фишер 5 |       | Кит Бенсон 18 Кит Бенсон 8 Мартин Дорбек 4 |       | Баскет хол Казањ, Казањ Гледаоци: 1.500 Судије: Милош Кољеншић Станислав Кучера Јуриј Игнацев |  |

| 26. април 2015 13:00 |                                                                                       | ЦСКА | 104 : 107                                            | Автодор | Универзални спортски комплекс ЦСКА, Москва Гледаоци: 1.500 Судије: Антон Махлин Алексеј Давидов Сергеј Михаилов |  |
| 26. април 2015 13:00 | Четвртине: 32:24, 25:22, 24:23, 23:36                                                 |      |                                                      |         | Универзални спортски комплекс ЦСКА, Москва Гледаоци: 1.500 Судије: Антон Махлин Алексеј Давидов Сергеј Михаилов |  |
| 26. април 2015 13:00 | Поени: Андреј Кириленко 18 Скокови: Андреј Кириленко 11 Асистенције: Милош Теодосић 8 |      | Кортни Фортсон 31 Кирилл Фесенко 12 Кортни Фортсон 9 |         | Универзални спортски комплекс ЦСКА, Москва Гледаоци: 1.500 Судије: Антон Махлин Алексеј Давидов Сергеј Михаилов |  |

| 26. април 2015 15:10 |                                                                                       | Јенисеј | 101 : 76                                                    | Краснаја крила | Спортска палата Иван Јаригин, Краснојарск Гледаоци: 2.000 Судије: Семјон Овинов Игор Деменков Јуриј Зинкевич |  |
| 26. април 2015 15:10 | Четвртине: 27:19, 24:24, 29:16, 21:17                                                 |         |                                                             |                | Спортска палата Иван Јаригин, Краснојарск Гледаоци: 2.000 Судије: Семјон Овинов Игор Деменков Јуриј Зинкевич |  |
| 26. април 2015 15:10 | Поени: Елмедин Кикановић 22 Скокови: Елмедин Кикановић 6 Асистенције: Ди Џеј Купер 18 |         | Александар Гудумак 19 Александар Гудумак 10 Виталиј Зујев 4 |                | Спортска палата Иван Јаригин, Краснојарск Гледаоци: 2.000 Судије: Семјон Овинов Игор Деменков Јуриј Зинкевич |  |

| 26. април 2015 17:00 |                                                                                 | ВЕФ | 88 : 93                                  | Зенит | Арена Рига, Рига Гледаоци: 500 Судије: Томас Јасијавичијус Борис Шуљга Петри Ментиле |  |
| 26. април 2015 17:00 | Четвртине: 19:19, 25:28, 25:22, 19:24                                           |     |                                          |       | Арена Рига, Рига Гледаоци: 500 Судије: Томас Јасијавичијус Борис Шуљга Петри Ментиле |  |
| 26. април 2015 17:00 | Поени: Си Џеј Харис 20 Скокови: Марекс Мејерис 8 Асистенције: Џералд Робинсон 7 |     | Волтер Хоџ 25 Кајл Лендри 9 Волтер Хоџ 7 |       | Арена Рига, Рига Гледаоци: 500 Судије: Томас Јасијавичијус Борис Шуљга Петри Ментиле |  |

| 26. април 2015 17:00 | | Химки | 86 : 80                                                            | Красни октјабр | Кошаркашки центар Химки, Химки Гледаоци: 1.200 Судије: Иља Путенко Сергеј Круг Јевгениј Ветров |  |
| 26. април 2015 17:00 | Четвртине: 25:20, 15:15, 15:19, 31:26                                                              |       |                                                                    |                | Кошаркашки центар Химки, Химки Гледаоци: 1.200 Судије: Иља Путенко Сергеј Круг Јевгениј Ветров |  |
| 26. април 2015 17:00 | Поени: Руслан Патејев 17 Скокови: Руслан Патејев 11 Асистенције: Јегор Вјалцев, Виктор Клавер по 6 |       | Ренди Калпепер 26 Вили Дин, Дмитриј Коршаков по 5 Доналд Макграт 5 |                | Кошаркашки центар Химки, Химки Гледаоци: 1.200 Судије: Иља Путенко Сергеј Круг Јевгениј Ветров |  |

| 26. април 2015 17:00 |                                                                                | Локомотива Кубањ | 85 : 80                                                           | КК Цмоки-Минск | Баскет хол арена, Краснодар Гледаоци: 2.112 Судије: Олег Латишев Вацлав Лукеш Јевгениј Михејев |  |
| 26. април 2015 17:00 | Четвртине: 17:23, 23:15, 26:17, 19:25                                          |                  |                                                                   |                | Баскет хол арена, Краснодар Гледаоци: 2.112 Судије: Олег Латишев Вацлав Лукеш Јевгениј Михејев |  |
| 26. април 2015 17:00 | Поени: Дерик Браун 20 Скокови: Ентони Рандолф 8 Асистенције: Крунослав Симон 4 |                  | Иван Мараш, Бранко Мирковић по 19 Иван Мараш 14 Бранко Мирковић 7 |                | Баскет хол арена, Краснодар Гледаоци: 2.112 Судије: Олег Латишев Вацлав Лукеш Јевгениј Михејев |  |

| 26. април 2015 19:00 |                                                                                     | Нимбурк | 86 : 81                                          | Нижњи Новгород | Спортска хала Нимбурк, Нимбурк Гледаоци: 520 Судије: Борис Рижик Марек Цмикевич Жденко Зубак |  |
| 26. април 2015 19:00 | Четвртине: 28:17, 16:19, 19:14, 23:31                                               |         |                                                  |                | Спортска хала Нимбурк, Нимбурк Гледаоци: 520 Судије: Борис Рижик Марек Цмикевич Жденко Зубак |  |
| 26. април 2015 19:00 | Поени: Дарије Вошингтон 18 Скокови: Војтех Грубан 4 Асистенције: Дарије Вошингтон 9 |         | Треј Томпкинс 19 Артјом Параховски 7 Гал Мекел 7 |                | Спортска хала Нимбурк, Нимбурк Гледаоци: 520 Судије: Борис Рижик Марек Цмикевич Жденко Зубак |  |

## Плеј-оф
Плеј-оф серија се игра на три добијене утакмице, а предност домаћег терена одређена је по систему 2-2-1.
|  | Четвртфинале     | Четвртфинале     |             |   | Полуфинале | Полуфинале |  |  | Финале | Финале |
|  |                  |                  |             |   |            |            |  |  |        |        |
|  |                  |                  |             |   |            |            |  |  |        |        |
|  |                  |                  |             |   |            |            |  |  |        |        |
|  | ЦСКА Москва      | 3                |             |   |            |            |  |  |        |        |
|  | ЦСКА Москва      | 3                |             |   |            |            |  |  |        |        |
|  | Астана           | 0                |             |   |            |            |  |  |        |        |
|  | Астана           | 0                | ЦСКА Москва | 3 |            |            |  |  |        |        |
|  |                  |                  | ЦСКА Москва | 3 |            |            |  |  |        |        |
|  |                  | Нижњи Новгород   | 0           |   |            |            |  |  |        |        |
|  | Зенит            | Нижњи Новгород   | 0           | 2 |            |            |  |  |        |        |
|  | Зенит            |                  |             | 2 |            |            |  |  |        |        |
|  | Нижњи Новгород   | 3                |             |   |            |            |  |  |        |        |
|  | Нижњи Новгород   | 3                | ЦСКА Москва | 3 |            |            |  |  |        |        |
|  |                  |                  | ЦСКА Москва | 3 |            |            |  |  |        |        |
|  |                  | Химки            | 0           |   |            |            |  |  |        |        |
|  | Химки            | Химки            | 0           | 3 |            |            |  |  |        |        |
|  | Химки            |                  |             | 3 |            |            |  |  |        |        |
|  | Автодор          | 0                |             |   |            |            |  |  |        |        |
|  | Автодор          | 0                | Химки       | 3 |            |            |  |  |        |        |
|  |                  |                  | Химки       | 3 |            |            |  |  |        |        |
|  |                  | Локомотива Кубањ | 2           |   |            |            |  |  |        |        |
|  | Локомотива Кубањ | Локомотива Кубањ | 2           | 3 |            |            |  |  |        |        |
|  | Локомотива Кубањ |                  |             | 3 |            |            |  |  |        |        |
|  | УНИКС            | 0                |             |   |            |            |  |  |        |        |
|  | УНИКС            | 0                |             |   |            |            |  |  |        |        |

| Првак ВТБ јунајтед лиге 2014/15.                   |
| -------------------------------------------------- |
| ЦСКА Русија 6. титула (22. титула шампиона Русије) |

### Четвртфинале
|    | Екипа 1          | Рез. | Екипа 2        | 1. утакмица | 2. утакмица | 3. утакмица | 4. утакмица | 5. утакмица |
| -- | ---------------- | ---- | -------------- | ----------- | ----------- | ----------- | ----------- | ----------- |
| 1. | ЦСКА Москва      | 3-0  | Астана         | 103:58      | 110:60      | 111:75      |             |             |
| 2. | Зенит            | 2-3  | Нижњи Новгород | 73:72       | 80: 84      | 75: 88      | 83:76       | 65: 75      |
| 3. | Химки            | 3-0  | Автодор        | 99:77       | 87:71       | 89:87       |             |             |
| 4. | Локомотива Кубањ | 3-0  | УНИКС          | 74: 63      | 89:75       | 86:75       |             |             |

### Полуфинале
|    | Екипа 1     | Рез. | Екипа 2          | 1. утакмица | 2. утакмица | 3. утакмица | 4. утакмица | 5. утакмица |
| -- | ----------- | ---- | ---------------- | ----------- | ----------- | ----------- | ----------- | ----------- |
| 1. | ЦСКА Москва | 3-0  | Нижњи Новгород   | 86:79       | 97:77       | 92:80       |             |             |
| 2. | Химки       | 3-2  | Локомотива Кубањ | 76:75       | 76:83       | 55: 78      | 76:67       | 94:77       |

### Финале
|    | Екипа 1     | Рез. | Екипа 2 | 1. утакмица | 2. утакмица | 3. утакмица | 4. утакмица | 5. утакмица |
| -- | ----------- | ---- | ------- | ----------- | ----------- | ----------- | ----------- | ----------- |
| 1. | ЦСКА Москва | 3-0  | Химки   | 89:62       | 94:81       | 99:69       |             |             |

## Награде

### Главне награде
- Најкориснији играч сезоне: Нандо де Коло (ЦСКА)[5]
- Најкориснији играч плеј-офа: Андреј Воронцевич (ЦСКА)
- Најбољи поентер: Ренди Кулпепер (Красни октјабр)[6]
- Најбољи одбрамбени играч: Андреј Воронцевич (ЦСКА)[7]
- Најбољи млади играч: Јанис Тима (ВЕФ)[8]
- Најбољи шести играч: Петери Копонен (Химки)[9]
- Најбољи руски играч: Андреј Воронцевич (ЦСКА)[10]
- Најбољи фински играч: Петери Копонен (Химки)[11]
- Најбољи естонски играч: Рајн Вејдеман (Калев)[12]
- Најбољи летонски играч: Јанис Тима (ВЕФ)[13]
- Најбољи белоруски играч: Артјом Параховски (Нижњи Новгород)[14]
- Најбољи чешки играч: Јиржи Велш (Нимбурк)[15]
- Најбољи казахстански играч: Анатолиј Колесников (Астана)[16]
- Најбољи тренер: Димитрис Итудис (ЦСКА)[17]

### Најкориснији играч месеца
| Месец    | Играч              | Екипа          | Реф.   |
| 2014     | 2014               | 2014           | 2014   |
| -------- | ------------------ | -------------- | ------ |
| Октобар  | Милош Теодосић     | ЦСКА           | [ 18 ] |
| Новембар | / Тејлор Рочести   | Нижњи Новгород | [ 19 ] |
| Децембар | Кортни Фортсон     | Автодор        | [ 20 ] |
| 2015     |                    |                |        |
| Јануар   | Кирил Фесенко      | Автодор        | [ 21 ] |
| Фебруар  | / Тајрис Рајс      | Химки          | [ 22 ] |
| Март     | Скот Мачадо        | Калев          | [ 23 ] |
| Април    | / Рашид Махалбашић | Астана         | [ 24 ] |